# ماموث صوفي
المَامُوثُ الصُّوفِيُّ (الاسم العلمي: Mammuthus primigenius) هو أحد أنواع الماموث التي عاشت خِلال العصر الحديث الأقرب (الپليستوسيني)، ومن آخر الأنواع التي ظهرت على سطح الأرض من هذا النسل، الذي ابتدأ مع الماموث الجنوب إفريقي (الاسم العلمي: Mammuthus subplanifrons) خِلال أوائل العصر الحديث القريب (الپليوسيني). انشقَّ الماموث الصوفي عن ماموث السُهُوب وتطوَّر لِيُصبح نوعًا مُنفصلًا بِذاته مُنذ حوالي 400،000 سنة تقريبًا في آسيا الشرقيَّة. أقرب الأنواع الباقية وثيقة الصلة بِالماموث الصوفي هو الفيل الآسيوي. المظهر والهيئة الخارجيَّة باِلإضافة إلى سُلوك هذه الحيوانات هي إحدى أكثر هيئات وعادات حيوانٍ قبتاريخي دراسةً على الإطلاق، وذلك بِفضل اكتشاف جيفٍ لها كاملة ومُتجمدة في آلاسكا وسيبيريا، بِالإضافة إلى هياكل عظميَّة كاملة، ومُحتويات معويَّة سليمة، وأسنان، وبراز مُتجمِّد، إلى جانب الرُسُومات الكهفيَّة الكثيرة التي وضعها البشر الأوائل في مواقع مُختلفة من أوروپَّا وآسيا. كانت جيف وبقايا المواميث الصوفيَّة معروفةً لدى البدو الرُحَّل في آسيا الشماليَّة والوُسطى ولدى بعض أهالي القُرى والأرياف في تلك البلاد، قبل أن يعرف بها الأوروپيُّون خلال القرن السابع عشر الميلادي. وفي البداية، شكَّلت تلك البقايا موضع جدالٍ كبيرٍ بين العُلماء الأوروپيين، فاعتقدوها تعود لِمخلوقاتٍ أُسطوريَّة، أو لِحيواناتٍ هلكت أثناء طوفان النبي نوح. ولم ينتهي هذا الجِدال إلَّا سنة 1796م، عندما عرَّف عالم الحيوان الفرنسي جورج كوڤييه الماموث على أنَّهُ نوعٌ مُنقرض من الفيلة.
كان الماموث الصوفي يبلغ في حجمه نفس حجم الفيل الإفريقي تقريبًا. إذ تراوح ارتفاع الذُكور ما بين 2.7 و3.4 أمتار (ما بين 8.9 و11.2 قدم) عند الكتف، ووصلت زنتها إلى حوالي 6 أطنان، بينما تراوح ارتفاع الإناث ما بين 2.6 و2.9 أمتار (ما بين 8.5 و9.5 أقدام)، ووصلت زنتها إلى حوالي 4 أطنان، أمَّا الدغفل حديث الولادة فكان يصل وزنه إلى حوالي 90 كيلوگرامًا (200 رطل). كانت المواميث الصوفيَّة مُتكيِّفة مع الحياة في البيئات الباردة خلال العصر الجليدي الأخير، فكانت أجسادُها مُغطاة بِالفراء المُكوَّن من طبقتين: طبقة خارجيَّة طويلة الشعر، وطبقة داخليَّة عازلة أقصر شعرًا، وقد تراوح لون معطفها هذا من الداكن إلى الباهت. أمَّا أذيالها وآذانها فكانت قصيرة، وذلك لِلحيلولة دون تعرُّضها لِقضمة الصقيع ولِفُقدان حرارة الجسم. كانت أنياب هذه الكائنات طويلة ومعقوفة، وكان لها أربع أضراس تُستبدل ست مرَّات خِلال حياة الفرد منها. تشابه سُلوك المواميث الصوفيَّة مع سُلوك الفيلة المُعاصرة، فكانت تستخدم خراطيمها وأنيابها لِأغراضٍ معيشيَّة مثل نبش الجُذور واقتلاع لحاء الأشجار ولِأكل أوراقها واقتلاع الحشائش من الأرض، ولِلتقاتل. تكوَّن غذاء المواميث الصوفيَّة من الأعشاب والسُعادى بشكلٍ رئيسيّ، ويُحتمل بأنَّ الفرد منها كان يعيش حتَّى 60 سنة. موئلها الطبيعي كان المنطقة المشهور باسم «سُهُوب الماموث»، وهي إقليمٌ شاسع كان يمتد عبر شمال أوراسيا وأمريكا الشماليَّة خِلال العصر الجليدي الأخير.
عاشت المواميث الصوفيَّة جنبًا إلى جنب مع البشر، فكانت من أهم الأنعام في حياتهم، فاستغلُّوها لِلحُصول على عظامها وأنيابها في سبيل صناعة أدوات الصيد والنقش والنحت والزينة ولِصناعة دعائم الخيم وغيرها من الأدوات المعيشيَّة، كما اصطادوها وأكلوا لحمها وستروا أبدانهم بفرائها. اندثرت هذه الحيوانات من على البر الرئيسي الأوراسي والأمريكي الشمالي عند نهاية العصر الحديث الأقرب، أي مُنذ حوالي 10،000 سنة، ويُرجَّح أنَّ سبب انقراضها كان مزيجًا من اختفاء موائلها الطبيعيَّة جرَّاء التغيُّر المُناخي وكثافة صيد البشر لها، أو أحد السببين سالِفا الذكر. بعضُ الجُمهرات الصغيرة المعزولة صمدت على بعض الجُزر القطبيَّة الشماليَّة مثل جزيرة القديس بولس في آلاسكا، التي بقيت المواميث تعيشُ عليها حتَّى 6،400 سنة، وجزيرة رانگل في سيبيريا، التي صمدت عليها هذه الحيوانات حتَّى 4،000 سنة. بعد انقراضها، استمرَّ البشر يستعملون عاجها المُتناثر عبر السُهُوب أو المدفون تحت الأرض والبارز منها، على أنها موادٍ أوليَّة في بعض الصناعات الحرفيَّة، وما زالت هذه العادة موجودة حتَّى اليوم بين أهالي المناطق الشماليَّة الروسيَّة. يُشيرُ الكثير من العُلماء المُعاصرين إلى إمكانيَّة إعادة إحياء هذا النوع عبر الاستنساخ نظرًا لِوُجود أنسجةٍ حيويَّةٍ سليمة حُفظت بالجليد طيلة قُرون، إلَّا أنَّ هذا الأمر ما زال صعبًا نظرًا لِدرجة تحلل موادها المُورثيَّة (الجينيَّة) المُجمَّدة.

## التصنيف

### تاريخ الاكتشافات

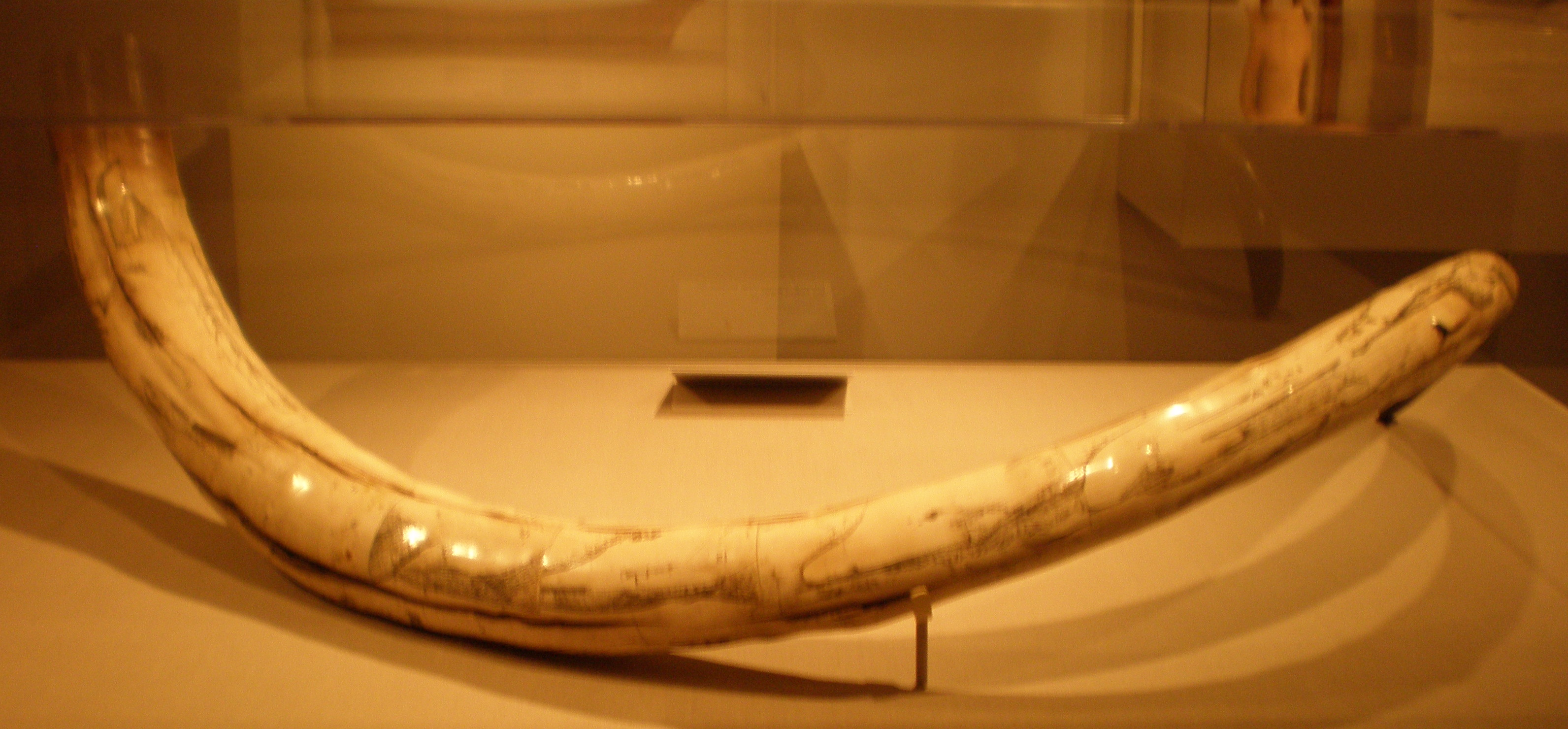
ناب ماموثٍ صُوفيٍّ عليه نُقوشٌ إنويتيَّة لِمشاهد طبيعيَّة من حوض نهر يوكون. يعودُ لِلقرن التاسع عشر الميلادي، وهو معروضٌ في متحف دي یونگ لِلفُنون بِمدينة سان فرانسيسكو.

عرف الأوروپيُّون بقايا أنواعٍ كثيرةٍ من الفيلة المُنقرضة عبر العُصُور، لكنَّهم غالبًا ما اعتقدوها بقايا كائناتٍ ذُكرت في الكتاب المُقدَّس، كالبهيموث المذكور في سفر أيُّوب أو كائناتٍ هلكت أثناء طوفان النبي نوح، أو مخلوقاتٍ أُسطوريَّة كالعمالقة. كما قال البعض أنها بقايا أفيال مُعاصرة من تلك التي أُحضرت إلى أوروپَّا من أفريقيا خِلال عصر الجُمهُوريَّة الرومانيَّة، من شاكلة الفيلة الحربيَّة التي جاء بها حنبعل (هنيبعل) القرطاجي أو پیروس الإپيري، أو مُجرَّد أفيالٍ شردت شمالًا نحو القارَّة الأوروپيَّة. أوَّلُ البقايا التي تعود لِماموثٍ صوفيّ والتي دُرست من قِبل عُلماء حديثين كانت تلك التي عُرضت على العالم البريطاني هانز سلون سنة 1728م، وكانت عبارة عن بضعة أسنانٍ مُتحجرة وأنيابٍ عُثر عليها في سيبيريا. كان سلون أوَّل من تعرَّف على تلك البقايا بأنها تعود لِفيل، ولجأ إلى الكتاب المُقدَّس لِتفسير وُجودها في القُطب الشمالي، فقال أنَّها غرقت خِلال طوفان النبي نوح، وأنَّ سيبيريا لا بُد وأنها كانت جنَّةً استوائيَّة قبل أن يتغيَّر مُناخها بشكلٍ جذريّ. وفسَّر عُلماء آخرون وُجود تلك البقايا في القُطب تفسيرًا مُختلفًا بعض الشيء، فقالوا أنَّ الطوفان الكبير حملها من المناطق الاستوائيَّة جنوبًا حتَّى المناطق القُطبيَّة الشماليَّة. استند سلون في بحثه على روايات الرحَّالة الذين تنقلوا عبر البلاد السيبيريَّة وشاهدوا تلك البقايا، وعلى بعض العظام المُتبعثرة التي عُثر عليها في بريطانيا وسيبيريا، كما ناقش الفكرة القائلة بانتماء تلك العظام إلى فيلةٍ فعلًا أم إلى كائنٍ آخر، غير أنَّهُ لم يضع أي استنتاجات. سنة 1738م، قال العالم الألماني يوهان فيليپ براين أنَّ تلك البقايا تعودُ حتمًا إلى نوعٍ ما من الأفيال، لكنَّهُ لم يتمكن من فهم سبب وُجود كائنٍ مداريّ في منطقةٍ باردةٍ مثل سيبيريا، وقال بأنَّها قد تكون حُملت إلى هُناك عن طريق طوفان النبي نوح. وفي سنة 1796م، أصبح عالم التشريح الفرنسي جورج كوڤييه أوَّل من تعرَّف على بقايا الماموث الصوفي على أنها لا تعود لِفيلٍ مُعاصر انتقل بشكلٍ ما إلى المناطق القطبيَّة، بل إنها تعود لِنوعٍ جديدٍ من الفيلة، التي اندثرت من على وجه الأرض ولم يبقَ منها أي فرد، فكانت تلك فكرةً جديدةً في ذلك الوقت، ولم تلق استحسانًا واسعًا.

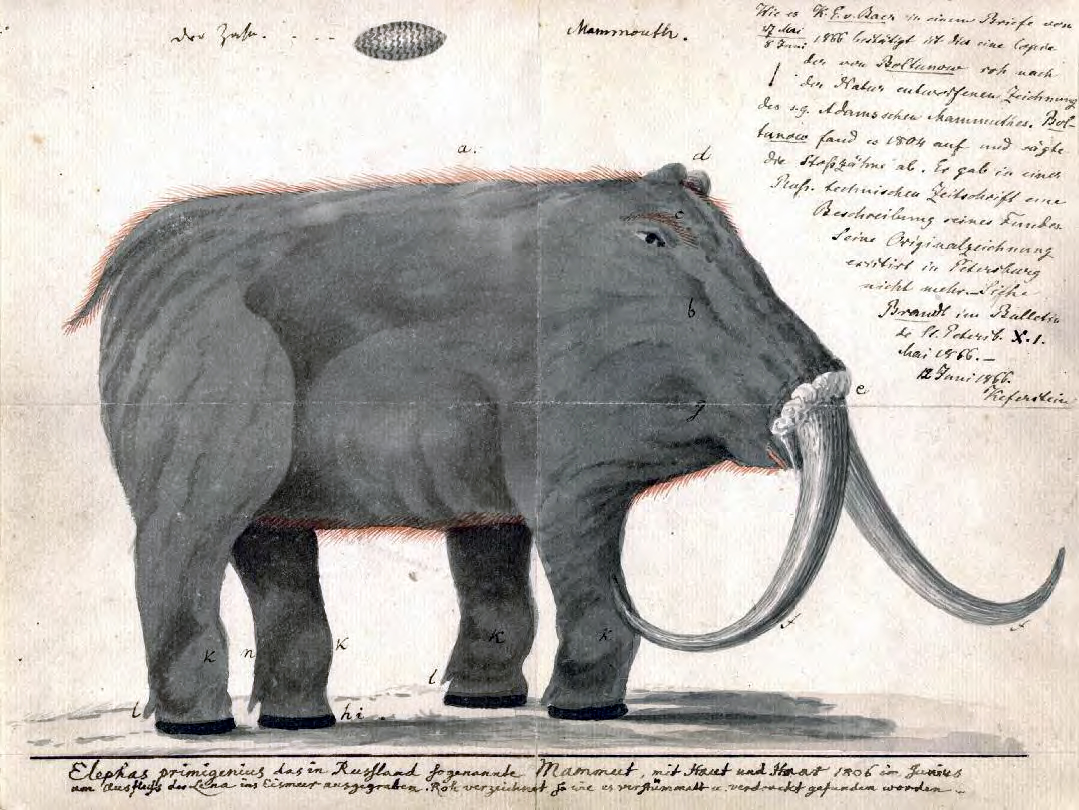
نسخة عن الوصف العلمي لِجيفة «ماموث آدمز» التي عُثر عليها قُرابة سنة 1800م، وكانت أوَّل هيكلٍ عظميٍّ كاملٍ لِماموثٍ صوفيٍّ يُعثر عليه، وتظهر عليها كتابات یوهان فریدریش بلومنباخ.

بعد إدلاء كوڤييه بنظريَّته، تقدَّم العالم الألماني یوهان فریدریش بلومنباخ وأعطى الماموث الصوفي تسميةً علميَّةً هي «Elephas primigenius» سنة 1799م، واضعًا هذا النوع ضمن جنس الفيلة الآسيويَّة نفسه. وهذا الاسم الذي منحه بلومنباخ لِتلك الكائنات يعني «الفيلُ الأوَّل» بِاللاتينيَّة، وبعد بضعة أشهر عاد وابتكر اسمًا جديدًا هو «Elephas mammonteus»، على أنَّ الاسم الأوَّل بقي أكثر شُيُوعًا في الوسط العلمي. وفي سنة 1828م، صاغ عالم الطبيعيَّات البريطاني يهوذا بروكس اسمًا علميًّا جديدًا هو «Mammuthus borealis» لِيصف به مجموعة مُستحثاته الخاصَّة من أعظم المواميث التي كان يعرضها لِلبيع، فكان أوَّل من ابتكر اسم الجنس لِتلك الكائنات، أي «Mammuthus». من غير المعروف كيف برزت كلمة «ماموث» إلى حيِّز الوُجود، فوفقًا لِقاموس أُكسفورد لِلُغة الإنگليزيَّة فإنَّ تلك الكلمة أصلها يرجع إلى اللُغة الڤوگوليَّة «mēmoŋt» وتعني «قرن الأرض» في إشارةٍ إلى بُروز أنياب هذه الحيوانات من الأراضي المُتجمدة حيثُ دُفنت طبيعيًّا مُنذ قُرونٍ وقُرون، كما قيل بأنَّها قد تكون تحريفًا لِكلمة «بهيموث» الواردة بِالكتاب المُقدَّس، ومن الأُصول المُحتملة أيضًا الأصل الأستوني حيثُ أنَّ «مآ» تعني الأرض و«مووت» تعني الطوبين. استُعملت تلك الكلمة في أوروپَّا لِأوَّل مرَّة خِلال القرن السَّابع عشر الميلاديّ، عندما أُشير إلى اكتشاف أنيابٍ في سيبيريا تعودُ إلى «مايمانتو». يُعزى الفضل جُزئيًّا إلى ثالث رؤساء الولايات المُتحدة الأمريكيَّة طوماس جفرسون، الذي كان يُبدي اهتمامًا في علم الأحياء القديمة، بِتحويل كلمة «ماموث» من اسمٍ يُطلق على تلك الفيلة القبتاريخيَّة إلى صفةٍ تُطلق على أي شيءٍ بالغ الضخامة بِاللُغة الإنگليزيَّة. أوَّلُ استخدامٍ موثقٍ لاستخدام تلك الكلمة كصفة كانت في وصفٍ مكتوبٍ لِضاغطة جُبنٍ كبيرة (جُبنة شيزري الماموثيَّة = Cheshire Mammoth Cheese)، التي قُدِّمت هديَّةً إلى جفرسون سنة 1802م.

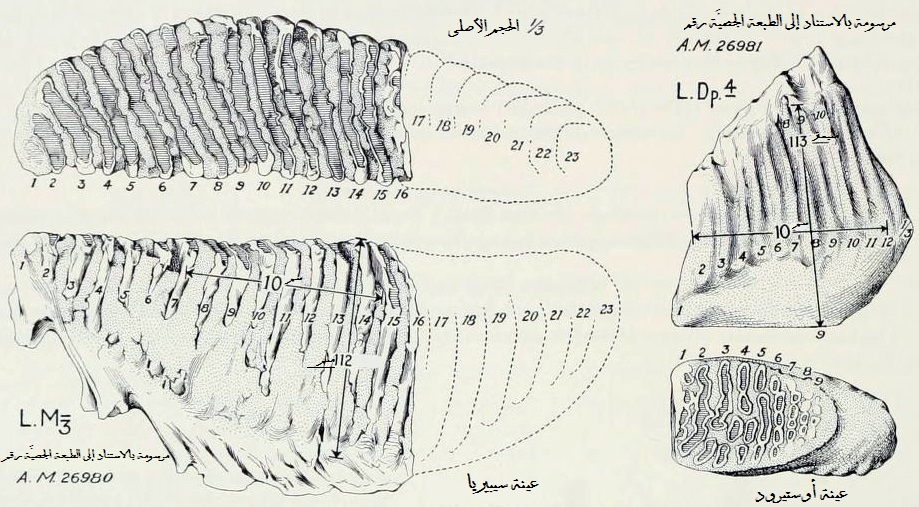
نسخة مُعرَّبة عن الضرسان اللذان شكَّلا العيِّنة النمطيَّة لِلماموث الصوفي وفقًا لِهنري فارفيلد أوزبورن. الضرسُ الأيسر مفقودٌ الآن.

كان تصنيف الفيلة المُنقرضة ما يزالُ صعبًا في أوائل القرن العشرين الميلاديّ، وفي سنة 1942م، وضع العالم الأمريكي هنري فارفيلد أوزبورن دراسةً حول الخُرطُوميَّات المُنقرضة ونشرها في إحدى الدوريَّات العلميَّة، واستخدم فيها عدَّة تسميات علميَّة سابقة لِبضعة أنواع من المواميث بدل تلك التي كانت شائعة وقتها، فاستعمل «Mammonteus» بدلًا من «Mammuthus »، مُعتبرًا أنَّ التسمية الأخيرة لم تُنشر بناءً على رأيٍ علميٍّ صحيح. عمل العديد من العُلماء مُنذُ سبعينيَّات القرن العشرين على تبسيط التصنيف العلمي، فتمَّ الاحتفاظ بِجميع الأنواع المُكتشفة ضمن جنس المواميث (Mammuthus)، واقترح البعض أنَّ الاختلافات الظاهرة بين بعض العينات والتي جعلت عُلماء آخرين يصفونها على أنها أنوعٌ مُنفصلة ما هي إلَّا اختلافاتٌ بُنيويَّة بين أفرادٍ من ذات النوع. اختار أوزبورن ضرسان (عُثر عليهما في سيبيريا وفي مُقاطعة أوستیرود الألمانيَّة على التوالي) من مجموعة بلومنباخ الخاصَّة المُحتفظ بها في جامعة گوتنگن لِتكون العيِّنة النمطيَّة لِلماموث الصوفي، نظرًا لِأنَّ فكرة العيِّنة الأصليَّة الكُليَّة لم تكن تُطبق في مجال البحث العلمي في زمن بلومنباخ، على أنَّ العالمة الروسيَّة ڤيرا اگروموڤا اقترحت أن يتم اعتبار الضرس الأوَّل عينةً نمطيَّة فيما يتم التعامل مع الضرس الثاني على أنَّهُ عيِّنةً نمطيَّةٍ قاعديَّة، أي أقدم. اعتُقد بأنَّ كِلا الضرسان فُقدا بِحُلول عقد الثمانينيَّات من القرن سالِف الِذكر، لِذا تمَّ اقتراح إحدى العيِّنات الأكثر كمالًا والتي اكتُشفت في سيبيريا سنة 1948م (المُسمَّاة بِماموث تيمير) لِتكون عيِّنةً نمطيَّةً جديدة سنة 1990م. كذلك، اقتُرحت حُلُول لِبعض الجدالات التاريخيَّة العالقة مثل صلاحيَّة استعمال اسم الجنس «Mammuthus» وتعيين العيِّنة التي سمَّها بلومنباخ «Elephas primigenius» النوع النمطي لِلماموث الصوفي. أُعيد اكتشاف الضرس النمطي القاعدي (العينة GZG.V.010.018) لاحقًا ضمن مجموعة جامعة گوتنگن، وقد تمَّ التعرُّف عليه بعد مُقارنته بِرسمٍ وضعه أوزبورن لِطبعةٍ جصيَّة منه.

### النُشوء والتطوُّر
أقدم الأنواع المُنتمية إلى رُتبة الخُرطُوميَّات، وهي الفرع الحيوي الذي يضم الفيلة المُعاصرة، ظهرت على وجه الأرض مُنذ حوالي 55 مليون سنة، في منطقة حوض بحر تثيس. أوثق الكائنات المعروفة صلةً بِالخُرطوميَّات هي الخيلانيَّات (الأُطُوم وخراف البحر) والوبريَّات (رُتبة ثدييَّات عاشبة صغيرة الحجم). ظهرت فصيلة الفيليَّات على وجه الأرض مُنذ حوالي ستة ملايين سنة في أفريقيا، وهي تشتملُ على الفيلة المُعاصرة والمواميث. ومن هذه الفصيلة عدَّة فُروع حيويَّة مُميزة، إلَّا أنَّ أوثقها صلة بِالمواميث هي الصنَّاجيَّات (المستدونات)، التي انفصلت عن السُلالة الماموثيَّة مُنذ حوالي 25 مليون سنة وشقَّت دربًا نُشوئيًّا مُختلفًا، لِتُشكِّل فصيلةً مُستقلَّةً بِذاتها هي الفصيلة الصنَّاجيَّة (باللاتينية: Mammutidae) أو المستدونيَّة. تُظهرُ الشجرة التاريخيعرقيَّة التالية موضع جنس المواميث (باللاتينية: Mammuthus) بين سائر فصائل وأجناس رُتبة الخُرطُوميَّات، استنادًا إلى خصائص العظم اللامي في أعناقها:

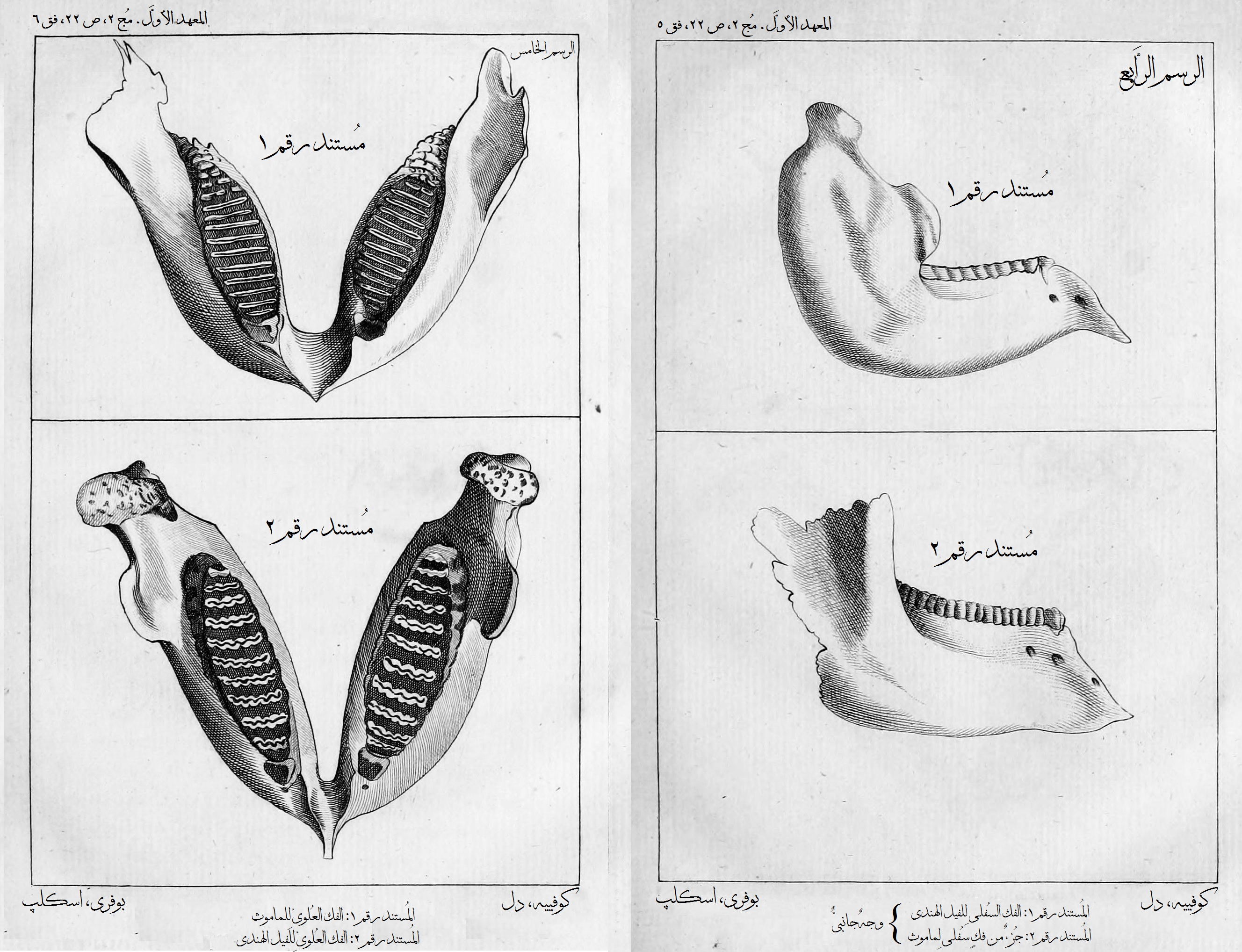
نسخة مُعرَّبة لِلرسم البياني الذي وضعه العالم الفرنسي جورج كوڤييه في دراسته عن الأفيال الباقية والمُنقرضة، ويظهر فيه مُقارنة بين فكَّا ماموثٍ صوفيّ (أسفل اليمين وأعلى اليسار)، وفيلٍ هنديٍّ (أعلى اليمين وأدنى اليسار).

|            | †مائلة الأسنان القديمة                                                     |
|            |                                                                            |
| الفيليئيَّات | \| \| الآسيفيليَّة (الفيلة الآسيويَّة) \| \| \| \| \| \| †المواميث \| \| \| \| |
|            | \| \| الآسيفيليَّة (الفيلة الآسيويَّة) \| \| \| \| \| \| †المواميث \| \| \| \| |
|            | الآسيفيليَّة (الفيلة الآسيويَّة)                                               |
|            |                                                                            |
|            | †المواميث                                                                  |
|            |                                                                            |

|  | الآسيفيليَّة (الفيلة الآسيويَّة) |
|  |                              |
|  | †المواميث                    |
|  |                              |

|            | †مائلة الأسنان القديمة                                                     |
|            |                                                                            |
| الفيليئيَّات | \| \| الآسيفيليَّة (الفيلة الآسيويَّة) \| \| \| \| \| \| †المواميث \| \| \| \| |
|            | \| \| الآسيفيليَّة (الفيلة الآسيويَّة) \| \| \| \| \| \| †المواميث \| \| \| \| |
|            | الآسيفيليَّة (الفيلة الآسيويَّة)                                               |
|            |                                                                            |
|            | †المواميث                                                                  |
|            |                                                                            |

|  | الآسيفيليَّة (الفيلة الآسيويَّة) |
|  |                              |
|  | †المواميث                    |
|  |                              |

|            | †مائلة الأسنان القديمة                                                     |
|            |                                                                            |
| الفيليئيَّات | \| \| الآسيفيليَّة (الفيلة الآسيويَّة) \| \| \| \| \| \| †المواميث \| \| \| \| |
|            | \| \| الآسيفيليَّة (الفيلة الآسيويَّة) \| \| \| \| \| \| †المواميث \| \| \| \| |
|            | الآسيفيليَّة (الفيلة الآسيويَّة)                                               |
|            |                                                                            |
|            | †المواميث                                                                  |
|            |                                                                            |

|  | الآسيفيليَّة (الفيلة الآسيويَّة) |
|  |                              |
|  | †المواميث                    |
|  |                              |

|            | †مائلة الأسنان القديمة                                                     |
|            |                                                                            |
| الفيليئيَّات | \| \| الآسيفيليَّة (الفيلة الآسيويَّة) \| \| \| \| \| \| †المواميث \| \| \| \| |
|            | \| \| الآسيفيليَّة (الفيلة الآسيويَّة) \| \| \| \| \| \| †المواميث \| \| \| \| |
|            | الآسيفيليَّة (الفيلة الآسيويَّة)                                               |
|            |                                                                            |
|            | †المواميث                                                                  |
|            |                                                                            |

|  | الآسيفيليَّة (الفيلة الآسيويَّة) |
|  |                              |
|  | †المواميث                    |
|  |                              |

|            | †مائلة الأسنان القديمة                                                     |
|            |                                                                            |
| الفيليئيَّات | \| \| الآسيفيليَّة (الفيلة الآسيويَّة) \| \| \| \| \| \| †المواميث \| \| \| \| |
|            | \| \| الآسيفيليَّة (الفيلة الآسيويَّة) \| \| \| \| \| \| †المواميث \| \| \| \| |
|            | الآسيفيليَّة (الفيلة الآسيويَّة)                                               |
|            |                                                                            |
|            | †المواميث                                                                  |
|            |                                                                            |

|  | الآسيفيليَّة (الفيلة الآسيويَّة) |
|  |                              |
|  | †المواميث                    |
|  |                              |

|            | †مائلة الأسنان القديمة                                                     |
|            |                                                                            |
| الفيليئيَّات | \| \| الآسيفيليَّة (الفيلة الآسيويَّة) \| \| \| \| \| \| †المواميث \| \| \| \| |
|            | \| \| الآسيفيليَّة (الفيلة الآسيويَّة) \| \| \| \| \| \| †المواميث \| \| \| \| |
|            | الآسيفيليَّة (الفيلة الآسيويَّة)                                               |
|            |                                                                            |
|            | †المواميث                                                                  |
|            |                                                                            |

|  | الآسيفيليَّة (الفيلة الآسيويَّة) |
|  |                              |
|  | †المواميث                    |
|  |                              |

|            | †مائلة الأسنان القديمة                                                     |
|            |                                                                            |
| الفيليئيَّات | \| \| الآسيفيليَّة (الفيلة الآسيويَّة) \| \| \| \| \| \| †المواميث \| \| \| \| |
|            | \| \| الآسيفيليَّة (الفيلة الآسيويَّة) \| \| \| \| \| \| †المواميث \| \| \| \| |
|            | الآسيفيليَّة (الفيلة الآسيويَّة)                                               |
|            |                                                                            |
|            | †المواميث                                                                  |
|            |                                                                            |

|  | الآسيفيليَّة (الفيلة الآسيويَّة) |
|  |                              |
|  | †المواميث                    |
|  |                              |

|            | †مائلة الأسنان القديمة                                                     |
|            |                                                                            |
| الفيليئيَّات | \| \| الآسيفيليَّة (الفيلة الآسيويَّة) \| \| \| \| \| \| †المواميث \| \| \| \| |
|            | \| \| الآسيفيليَّة (الفيلة الآسيويَّة) \| \| \| \| \| \| †المواميث \| \| \| \| |
|            | الآسيفيليَّة (الفيلة الآسيويَّة)                                               |
|            |                                                                            |
|            | †المواميث                                                                  |
|            |                                                                            |

|  | الآسيفيليَّة (الفيلة الآسيويَّة) |
|  |                              |
|  | †المواميث                    |
|  |                              |

|            | †مائلة الأسنان القديمة                                                     |
|            |                                                                            |
| الفيليئيَّات | \| \| الآسيفيليَّة (الفيلة الآسيويَّة) \| \| \| \| \| \| †المواميث \| \| \| \| |
|            | \| \| الآسيفيليَّة (الفيلة الآسيويَّة) \| \| \| \| \| \| †المواميث \| \| \| \| |
|            | الآسيفيليَّة (الفيلة الآسيويَّة)                                               |
|            |                                                                            |
|            | †المواميث                                                                  |
|            |                                                                            |

|  | الآسيفيليَّة (الفيلة الآسيويَّة) |
|  |                              |
|  | †المواميث                    |
|  |                              |

|            | †مائلة الأسنان القديمة                                                     |
|            |                                                                            |
| الفيليئيَّات | \| \| الآسيفيليَّة (الفيلة الآسيويَّة) \| \| \| \| \| \| †المواميث \| \| \| \| |
|            | \| \| الآسيفيليَّة (الفيلة الآسيويَّة) \| \| \| \| \| \| †المواميث \| \| \| \| |
|            | الآسيفيليَّة (الفيلة الآسيويَّة)                                               |
|            |                                                                            |
|            | †المواميث                                                                  |
|            |                                                                            |

|  | الآسيفيليَّة (الفيلة الآسيويَّة) |
|  |                              |
|  | †المواميث                    |
|  |                              |

|            | †مائلة الأسنان القديمة                                                     |
|            |                                                                            |
| الفيليئيَّات | \| \| الآسيفيليَّة (الفيلة الآسيويَّة) \| \| \| \| \| \| †المواميث \| \| \| \| |
|            | \| \| الآسيفيليَّة (الفيلة الآسيويَّة) \| \| \| \| \| \| †المواميث \| \| \| \| |
|            | الآسيفيليَّة (الفيلة الآسيويَّة)                                               |
|            |                                                                            |
|            | †المواميث                                                                  |
|            |                                                                            |

|  | الآسيفيليَّة (الفيلة الآسيويَّة) |
|  |                              |
|  | †المواميث                    |
|  |                              |

|            | †مائلة الأسنان القديمة                                                     |
|            |                                                                            |
| الفيليئيَّات | \| \| الآسيفيليَّة (الفيلة الآسيويَّة) \| \| \| \| \| \| †المواميث \| \| \| \| |
|            | \| \| الآسيفيليَّة (الفيلة الآسيويَّة) \| \| \| \| \| \| †المواميث \| \| \| \| |
|            | الآسيفيليَّة (الفيلة الآسيويَّة)                                               |
|            |                                                                            |
|            | †المواميث                                                                  |
|            |                                                                            |

|  | الآسيفيليَّة (الفيلة الآسيويَّة) |
|  |                              |
|  | †المواميث                    |
|  |                              |

|            | †مائلة الأسنان القديمة                                                     |
|            |                                                                            |
| الفيليئيَّات | \| \| الآسيفيليَّة (الفيلة الآسيويَّة) \| \| \| \| \| \| †المواميث \| \| \| \| |
|            | \| \| الآسيفيليَّة (الفيلة الآسيويَّة) \| \| \| \| \| \| †المواميث \| \| \| \| |
|            | الآسيفيليَّة (الفيلة الآسيويَّة)                                               |
|            |                                                                            |
|            | †المواميث                                                                  |
|            |                                                                            |

|  | الآسيفيليَّة (الفيلة الآسيويَّة) |
|  |                              |
|  | †المواميث                    |
|  |                              |

|            | †مائلة الأسنان القديمة                                                     |
|            |                                                                            |
| الفيليئيَّات | \| \| الآسيفيليَّة (الفيلة الآسيويَّة) \| \| \| \| \| \| †المواميث \| \| \| \| |
|            | \| \| الآسيفيليَّة (الفيلة الآسيويَّة) \| \| \| \| \| \| †المواميث \| \| \| \| |
|            | الآسيفيليَّة (الفيلة الآسيويَّة)                                               |
|            |                                                                            |
|            | †المواميث                                                                  |
|            |                                                                            |

|  | الآسيفيليَّة (الفيلة الآسيويَّة) |
|  |                              |
|  | †المواميث                    |
|  |                              |

|            | †مائلة الأسنان القديمة                                                     |
|            |                                                                            |
| الفيليئيَّات | \| \| الآسيفيليَّة (الفيلة الآسيويَّة) \| \| \| \| \| \| †المواميث \| \| \| \| |
|            | \| \| الآسيفيليَّة (الفيلة الآسيويَّة) \| \| \| \| \| \| †المواميث \| \| \| \| |
|            | الآسيفيليَّة (الفيلة الآسيويَّة)                                               |
|            |                                                                            |
|            | †المواميث                                                                  |
|            |                                                                            |

|  | الآسيفيليَّة (الفيلة الآسيويَّة) |
|  |                              |
|  | †المواميث                    |
|  |                              |

|            | †مائلة الأسنان القديمة                                                     |
|            |                                                                            |
| الفيليئيَّات | \| \| الآسيفيليَّة (الفيلة الآسيويَّة) \| \| \| \| \| \| †المواميث \| \| \| \| |
|            | \| \| الآسيفيليَّة (الفيلة الآسيويَّة) \| \| \| \| \| \| †المواميث \| \| \| \| |
|            | الآسيفيليَّة (الفيلة الآسيويَّة)                                               |
|            |                                                                            |
|            | †المواميث                                                                  |
|            |                                                                            |

|  | الآسيفيليَّة (الفيلة الآسيويَّة) |
|  |                              |
|  | †المواميث                    |
|  |                              |

|            | †مائلة الأسنان القديمة                                                     |
|            |                                                                            |
| الفيليئيَّات | \| \| الآسيفيليَّة (الفيلة الآسيويَّة) \| \| \| \| \| \| †المواميث \| \| \| \| |
|            | \| \| الآسيفيليَّة (الفيلة الآسيويَّة) \| \| \| \| \| \| †المواميث \| \| \| \| |
|            | الآسيفيليَّة (الفيلة الآسيويَّة)                                               |
|            |                                                                            |
|            | †المواميث                                                                  |
|            |                                                                            |

|  | الآسيفيليَّة (الفيلة الآسيويَّة) |
|  |                              |
|  | †المواميث                    |
|  |                              |

|            | †مائلة الأسنان القديمة                                                     |
|            |                                                                            |
| الفيليئيَّات | \| \| الآسيفيليَّة (الفيلة الآسيويَّة) \| \| \| \| \| \| †المواميث \| \| \| \| |
|            | \| \| الآسيفيليَّة (الفيلة الآسيويَّة) \| \| \| \| \| \| †المواميث \| \| \| \| |
|            | الآسيفيليَّة (الفيلة الآسيويَّة)                                               |
|            |                                                                            |
|            | †المواميث                                                                  |
|            |                                                                            |

|  | الآسيفيليَّة (الفيلة الآسيويَّة) |
|  |                              |
|  | †المواميث                    |
|  |                              |

|            | †مائلة الأسنان القديمة                                                     |
|            |                                                                            |
| الفيليئيَّات | \| \| الآسيفيليَّة (الفيلة الآسيويَّة) \| \| \| \| \| \| †المواميث \| \| \| \| |
|            | \| \| الآسيفيليَّة (الفيلة الآسيويَّة) \| \| \| \| \| \| †المواميث \| \| \| \| |
|            | الآسيفيليَّة (الفيلة الآسيويَّة)                                               |
|            |                                                                            |
|            | †المواميث                                                                  |
|            |                                                                            |

|  | الآسيفيليَّة (الفيلة الآسيويَّة) |
|  |                              |
|  | †المواميث                    |
|  |                              |

|            | †مائلة الأسنان القديمة                                                     |
|            |                                                                            |
| الفيليئيَّات | \| \| الآسيفيليَّة (الفيلة الآسيويَّة) \| \| \| \| \| \| †المواميث \| \| \| \| |
|            | \| \| الآسيفيليَّة (الفيلة الآسيويَّة) \| \| \| \| \| \| †المواميث \| \| \| \| |
|            | الآسيفيليَّة (الفيلة الآسيويَّة)                                               |
|            |                                                                            |
|            | †المواميث                                                                  |
|            |                                                                            |

|  | الآسيفيليَّة (الفيلة الآسيويَّة) |
|  |                              |
|  | †المواميث                    |
|  |                              |

|            | †مائلة الأسنان القديمة                                                     |
|            |                                                                            |
| الفيليئيَّات | \| \| الآسيفيليَّة (الفيلة الآسيويَّة) \| \| \| \| \| \| †المواميث \| \| \| \| |
|            | \| \| الآسيفيليَّة (الفيلة الآسيويَّة) \| \| \| \| \| \| †المواميث \| \| \| \| |
|            | الآسيفيليَّة (الفيلة الآسيويَّة)                                               |
|            |                                                                            |
|            | †المواميث                                                                  |
|            |                                                                            |

|  | الآسيفيليَّة (الفيلة الآسيويَّة) |
|  |                              |
|  | †المواميث                    |
|  |                              |

|            | †مائلة الأسنان القديمة                                                     |
|            |                                                                            |
| الفيليئيَّات | \| \| الآسيفيليَّة (الفيلة الآسيويَّة) \| \| \| \| \| \| †المواميث \| \| \| \| |
|            | \| \| الآسيفيليَّة (الفيلة الآسيويَّة) \| \| \| \| \| \| †المواميث \| \| \| \| |
|            | الآسيفيليَّة (الفيلة الآسيويَّة)                                               |
|            |                                                                            |
|            | †المواميث                                                                  |
|            |                                                                            |

|  | الآسيفيليَّة (الفيلة الآسيويَّة) |
|  |                              |
|  | †المواميث                    |
|  |                              |

|            | †مائلة الأسنان القديمة                                                     |
|            |                                                                            |
| الفيليئيَّات | \| \| الآسيفيليَّة (الفيلة الآسيويَّة) \| \| \| \| \| \| †المواميث \| \| \| \| |
|            | \| \| الآسيفيليَّة (الفيلة الآسيويَّة) \| \| \| \| \| \| †المواميث \| \| \| \| |
|            | الآسيفيليَّة (الفيلة الآسيويَّة)                                               |
|            |                                                                            |
|            | †المواميث                                                                  |
|            |                                                                            |

|  | الآسيفيليَّة (الفيلة الآسيويَّة) |
|  |                              |
|  | †المواميث                    |
|  |                              |

|            | †مائلة الأسنان القديمة                                                     |
|            |                                                                            |
| الفيليئيَّات | \| \| الآسيفيليَّة (الفيلة الآسيويَّة) \| \| \| \| \| \| †المواميث \| \| \| \| |
|            | \| \| الآسيفيليَّة (الفيلة الآسيويَّة) \| \| \| \| \| \| †المواميث \| \| \| \| |
|            | الآسيفيليَّة (الفيلة الآسيويَّة)                                               |
|            |                                                                            |
|            | †المواميث                                                                  |
|            |                                                                            |

|  | الآسيفيليَّة (الفيلة الآسيويَّة) |
|  |                              |
|  | †المواميث                    |
|  |                              |

|            | †مائلة الأسنان القديمة                                                     |
|            |                                                                            |
| الفيليئيَّات | \| \| الآسيفيليَّة (الفيلة الآسيويَّة) \| \| \| \| \| \| †المواميث \| \| \| \| |
|            | \| \| الآسيفيليَّة (الفيلة الآسيويَّة) \| \| \| \| \| \| †المواميث \| \| \| \| |
|            | الآسيفيليَّة (الفيلة الآسيويَّة)                                               |
|            |                                                                            |
|            | †المواميث                                                                  |
|            |                                                                            |

|  | الآسيفيليَّة (الفيلة الآسيويَّة) |
|  |                              |
|  | †المواميث                    |
|  |                              |

|            | †مائلة الأسنان القديمة                                                     |
|            |                                                                            |
| الفيليئيَّات | \| \| الآسيفيليَّة (الفيلة الآسيويَّة) \| \| \| \| \| \| †المواميث \| \| \| \| |
|            | \| \| الآسيفيليَّة (الفيلة الآسيويَّة) \| \| \| \| \| \| †المواميث \| \| \| \| |
|            | الآسيفيليَّة (الفيلة الآسيويَّة)                                               |
|            |                                                                            |
|            | †المواميث                                                                  |
|            |                                                                            |

|  | الآسيفيليَّة (الفيلة الآسيويَّة) |
|  |                              |
|  | †المواميث                    |
|  |                              |

|            | †مائلة الأسنان القديمة                                                     |
|            |                                                                            |
| الفيليئيَّات | \| \| الآسيفيليَّة (الفيلة الآسيويَّة) \| \| \| \| \| \| †المواميث \| \| \| \| |
|            | \| \| الآسيفيليَّة (الفيلة الآسيويَّة) \| \| \| \| \| \| †المواميث \| \| \| \| |
|            | الآسيفيليَّة (الفيلة الآسيويَّة)                                               |
|            |                                                                            |
|            | †المواميث                                                                  |
|            |                                                                            |

|  | الآسيفيليَّة (الفيلة الآسيويَّة) |
|  |                              |
|  | †المواميث                    |
|  |                              |

|            | †مائلة الأسنان القديمة                                                     |
|            |                                                                            |
| الفيليئيَّات | \| \| الآسيفيليَّة (الفيلة الآسيويَّة) \| \| \| \| \| \| †المواميث \| \| \| \| |
|            | \| \| الآسيفيليَّة (الفيلة الآسيويَّة) \| \| \| \| \| \| †المواميث \| \| \| \| |
|            | الآسيفيليَّة (الفيلة الآسيويَّة)                                               |
|            |                                                                            |
|            | †المواميث                                                                  |
|            |                                                                            |

|  | الآسيفيليَّة (الفيلة الآسيويَّة) |
|  |                              |
|  | †المواميث                    |
|  |                              |

|            | †مائلة الأسنان القديمة                                                     |
|            |                                                                            |
| الفيليئيَّات | \| \| الآسيفيليَّة (الفيلة الآسيويَّة) \| \| \| \| \| \| †المواميث \| \| \| \| |
|            | \| \| الآسيفيليَّة (الفيلة الآسيويَّة) \| \| \| \| \| \| †المواميث \| \| \| \| |
|            | الآسيفيليَّة (الفيلة الآسيويَّة)                                               |
|            |                                                                            |
|            | †المواميث                                                                  |
|            |                                                                            |

|  | الآسيفيليَّة (الفيلة الآسيويَّة) |
|  |                              |
|  | †المواميث                    |
|  |                              |

|            | †مائلة الأسنان القديمة                                                     |
|            |                                                                            |
| الفيليئيَّات | \| \| الآسيفيليَّة (الفيلة الآسيويَّة) \| \| \| \| \| \| †المواميث \| \| \| \| |
|            | \| \| الآسيفيليَّة (الفيلة الآسيويَّة) \| \| \| \| \| \| †المواميث \| \| \| \| |
|            | الآسيفيليَّة (الفيلة الآسيويَّة)                                               |
|            |                                                                            |
|            | †المواميث                                                                  |
|            |                                                                            |

|  | الآسيفيليَّة (الفيلة الآسيويَّة) |
|  |                              |
|  | †المواميث                    |
|  |                              |

|            | †مائلة الأسنان القديمة                                                     |
|            |                                                                            |
| الفيليئيَّات | \| \| الآسيفيليَّة (الفيلة الآسيويَّة) \| \| \| \| \| \| †المواميث \| \| \| \| |
|            | \| \| الآسيفيليَّة (الفيلة الآسيويَّة) \| \| \| \| \| \| †المواميث \| \| \| \| |
|            | الآسيفيليَّة (الفيلة الآسيويَّة)                                               |
|            |                                                                            |
|            | †المواميث                                                                  |
|            |                                                                            |

|  | الآسيفيليَّة (الفيلة الآسيويَّة) |
|  |                              |
|  | †المواميث                    |
|  |                              |

|            | †مائلة الأسنان القديمة                                                     |
|            |                                                                            |
| الفيليئيَّات | \| \| الآسيفيليَّة (الفيلة الآسيويَّة) \| \| \| \| \| \| †المواميث \| \| \| \| |
|            | \| \| الآسيفيليَّة (الفيلة الآسيويَّة) \| \| \| \| \| \| †المواميث \| \| \| \| |
|            | الآسيفيليَّة (الفيلة الآسيويَّة)                                               |
|            |                                                                            |
|            | †المواميث                                                                  |
|            |                                                                            |

|  | الآسيفيليَّة (الفيلة الآسيويَّة) |
|  |                              |
|  | †المواميث                    |
|  |                              |

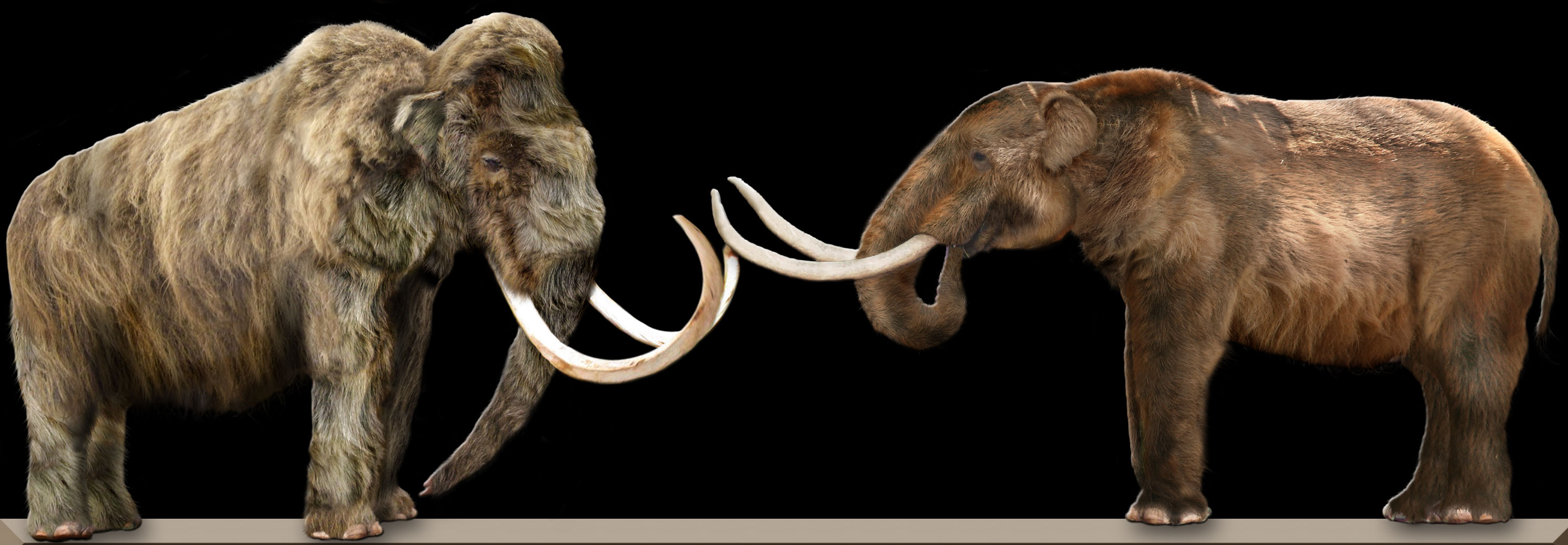
مُقارنة بين ماموثٍ صوفيٍّ (يسارًا) وصنَّاجة أمريكيَّة (مستودون أمريكي) (يمينًا).

سنة 2005م، تمكَّن العُلماء من تجميع البيانات الكاملة الخاصَّة بِالحمض النووي للمُتقدرات لِلمواميث الصوفيَّة، الأمر الذي مكَّنهم من تتبع العلاقة التطوُّريَّة الوثيقة بين المواميث والفيلة الآسيويَّة (Elephas maximus). وفي دراسةٍ على الأحماض النوويَّة لِهذه الحيوانات من سنة 2015م، تمَّ التأكُّد التام من الصلة الوثيقة بين المواميث الصوفيَّة والفيلة الآسيويَّة، التي لم يعد هُناك مجالٌ لِلشك بأنها أقرب أقاربها الباقية. وقد أظهرت هذه الدراسة أنَّ الفيلة الأفريقيَّة (Loxodonta africana) انشقَّت عن الفرع الحيوي الجامع بين المواميث والفيلة الآسيويَّة مُنذ حوالي 6 ملايين سنة، وهي فترة قريبة من الفترة التي انشقَّ فيها البشر والشمپانزي عن بعضهما وفق نظريَّة التطوُّر. قُبيل نشر نتيجة دراسة المجموع المورثي لِلإنسان النياندرتالي، اعتقد الكثير من العُلماء أنَّ أوَّل مورثة نوويَّة تامَّة التسلسل تعود لِكائنٍ مُنقرض سيتم إعادة بنائها والتعرُّف عليها ستكون تلك الخاصَّة بِالماموث الصوفي. أكَّدت إحدى الدراسات المنشورة سنة 2010م العلاقة النسليَّة ما بين الأفيال المُعاصرة والمواميث، واقترحت أن تكون نسالة المواميث والفيلة الآسيويَّة قد انشقَّت عن بعضها مُنذ ما بين 5.8 و7.8 ملايين سنة، بينما انفصلت الفيلة الأفريقيَّة عن سلفٍ مُشتركٍ أقدم بينها وبين تلك الأفيال مُنذ ما بين 6.6 و8.8 ملايين سنة تقريبًا. سنة 2008م كان العُلماء قد خطَّطوا أغلب الحمض النووي الريبوزي منقوص الأكسجين الصبغي الخاص بِالماموث الصوفي. وأظهر تحليل البيانات الأحيائيَّة التي خرج بها العُلماء أنَّ المواميث الصوفيَّة والفيلة الأفريقيَّة مُتطابقة بما بين 98.55% إلى 99.40%. وقد تمكَّن العُلماء من تخطيط المجموع المُورثي النووي لِلماموث الصوفي من خِلال استخراج عيِّناتٍ من حمضها النووي من بُصيلات شعر جيفة ماموث تعود إلى 20,000 سنة عُثر عليها مُجمَّدة في تُربةٍ صقيعيَّة، ومن جيفةٍ أُخرى نفقت مُنذ 60,000 سنة. وفي سنة 2012م، تمَّ التأكُّد من وُجود پروتيناتٍ في جيفةٍ مُجمَّدةٍ أُخرى تبلغ من العُمر 43,000 سنة.

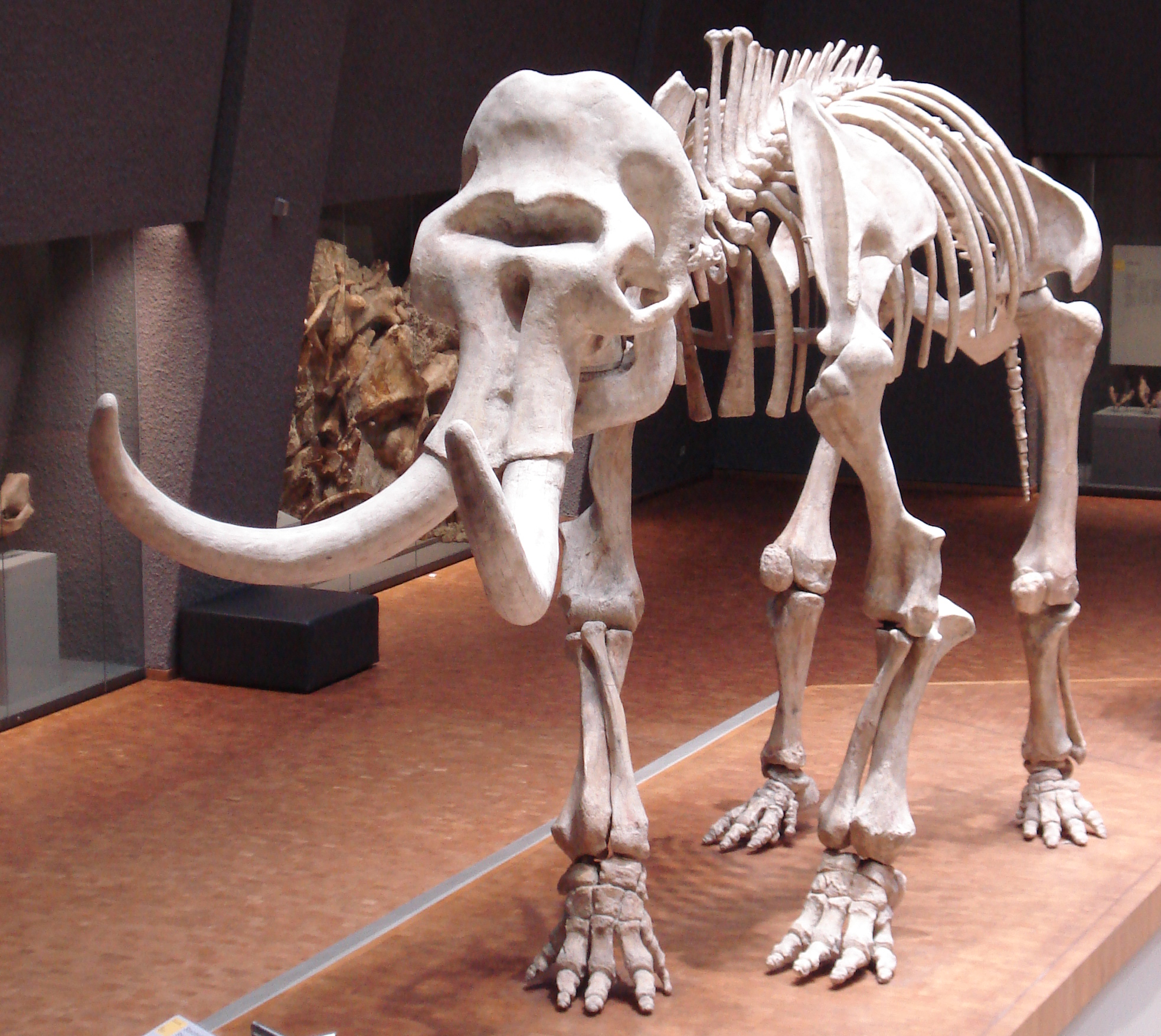
منحوتة جصيَّة لِماموثٍ وسطيٍّ يُمثِّلُ المرحلة الانتقاليَّة بين ماموث السُهُوب (Mammuthus trogontherii) والماموث الصوفي (Mammuthus primigenius)، أي بعد الانشقاق عن الأوَّل وقبل التطُّور لِلثاني؛ معروضة في المتحف الوطني لِلتاريخ الطبيعي بِمدينة شتوتگارت بألمانيا.

نظرًا لاكتشاف بقايا الأنواع المُختلفة من المواميث في مناطق مُختلفة حول العالم، فإنَّهُ من المُمكن لِلعُلماء أن يرسموا شجرة التاريخ التطُّوري لِهذا الجنس من خِلال دراسة تاريخها التشكُّلي الأحيائي. يُمكنُ تمييز المواميث عن غيرها من الفيليَّات من خِلال عدَّة نُتوءاتٍ مصقولة (أو صفائح) على أضراسها؛ امتلكت الأنواع البدائيَّة منها بضع نُتوءاتٍ فقط، وازداد عدد تلك النُتوءات مع مُرور الزمن ومع ظُهُور المزيد من الأنواع الأكثر تطوُّرًا والتي تخصصت في الاقتيات على أشكالٍ من الطعام الكاشط الخشن. نتيجةً لِهذا أصبحت تيجان أسنان المواميث أكثر ارتفاعًا، وبالتالي أصبحت جماجمها أكثر تطاولًا لِتتناسب مع هذا التبدُّل. وفي نفس الوقت أصبحت مسافة جماجمها من الأمام إلى الخلف أقصر لِلمُساعدة على تخفيف وزن رؤوسها. تُعتبر الجماجم القصيرة والمُتطاولة الخاصَّة بِالمواميث الصوفيَّة والكولومبيَّة (Mammuthus columbi) ذُروة تطوُّر هذه الظاهرة التأقلُميَّة الجسديَّة.

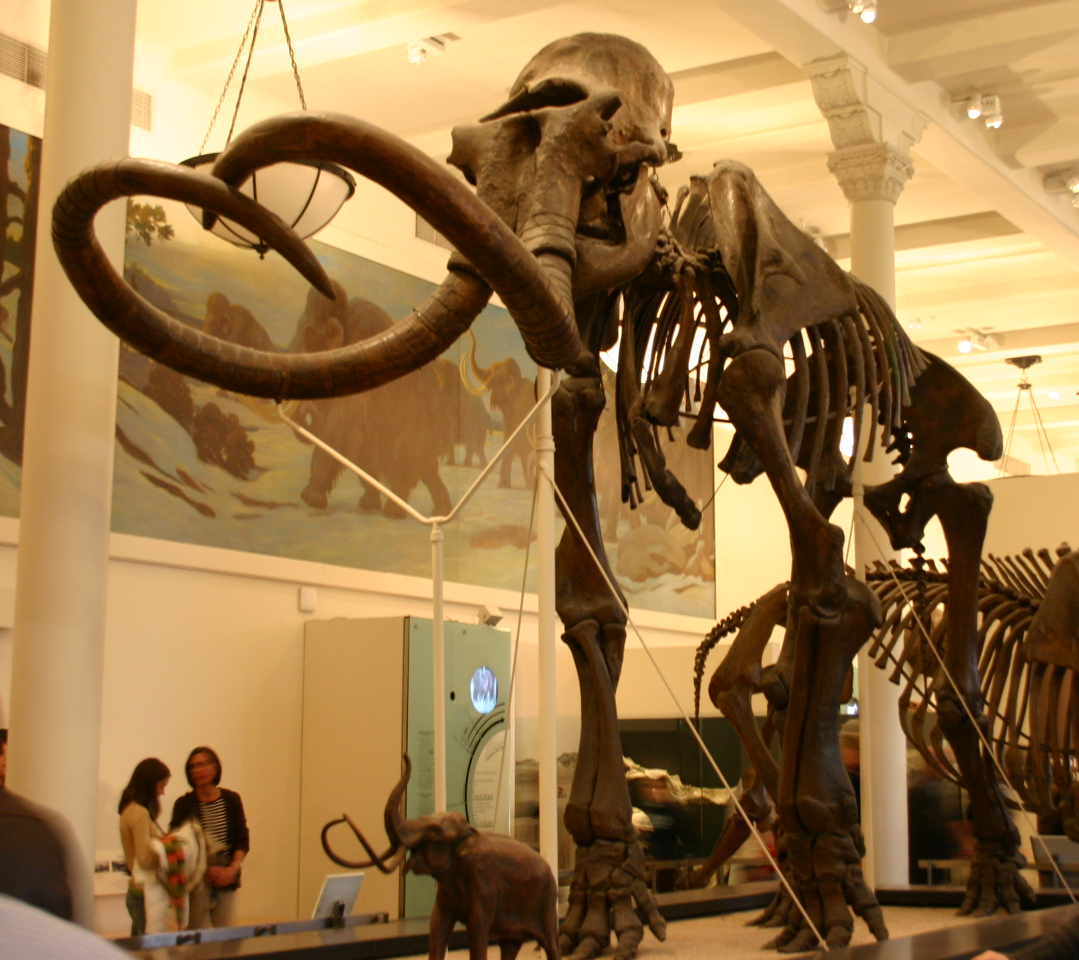
هيكلٌ عظميّ منسوبٌ إلى ماموث جفرسون (الذي اقتُرح أن يكون مُجرَّد هجينٍ بين المواميث الصوفيَّة والكولومبيَّة)، معروضٌ في المتحف الأمريكي للتاريخ الطبيعي.

أوَّل الأنواع المعروفة المُنتمية لِجنس الماموث هي النوعان الأفريقيَّان: الماموث الجنوب أفريقي (Mammuthus subplanifrons) من العصر الحديث القريب (الپليوسيني)، والماموث الأفريقي (Mammuthus africanavus) من العصر الحديث الأقرب (الپليستوسيني)، ويُعتقدُ بأنَّ النوع الأوَّل هو سلف الثاني. بلغت المواميث القارَّة الأوروپيَّة مُنذ حوالي 3 ملايين سنة، وأقدم الأنواع الأوروپيَّة المعروفة هو الماموث الروماني (Mammuthus rumanus)؛ الذي انتشر عبر مُختلف أنحاء أوروپَّا وُصولًا إلى الصين. ولم يُعثر على بقايا من هذه الحيوانات سوى بضع أضراس تبيَّن أنَّ لها ما بين 8 و10 نُتوءات. ويبدو أنَّ جُمهرةً منها تطوَّرت مع مُرور الزمن وظهر لها ما بين 12 و14 نُتوءًا على أضراسها، فانفصلت بدايةً عن النوع سالف الذِكر ثُمَّ حلَّت مكانه في النظام الطبيعي مُنذ ما بين 2 إلى 1.7 ملايين سنة، ويُعرف هذا النوع بِالماموث الجنوبي (Mammuthus meridionalis). وبعد مُرور عدَّة قُرون حلَّ ماموث السُهُوب (Mammuthus trogontherii) مكان سلفه الجنوبي، وتراوح عدد نُتوءات أضراسه ما بين 18 و20 نُتوءًا، وقد ظهرت هذه المواميث بدايةً في آسيا الشرقيَّة مُنذ حوالي مليون سنة. انشقَّ الماموث الكولومبي وتطوَّر من إحدى جُمهرات ماموث السُهُوب التي عبرت مضيق بيرينگ الفاصل بين سيبيريا وآلاسكا ودخلت أمريكا الشماليَّة مُنذ حوالي 1.5 ملايين سنة؛ وقد حافظ هذا النوع على عدد نُتوءات الأضراس ذاتها التي كانت لِماموث السُهُوب. ومُنذ حوالي 400,000 سنة انشقَّت بعض الجُمهرات السيبيريَّة من ماموث السُهوب عن النوع الأُم وتطوَّرت لِتُصبح المواميث الصوفيَّة ذات 26 نُتوءًا ضرسيًّا، ومُنذ 100,000 سنة تقريبًا دخلت المواميث الصوفيَّة أمريكا الشماليَّة واستوطنتها.
اكتُشفت بقايا مواميث فرديَّة وأُخرى لِجُمهراتٍ كاملة تُظهرُ مزايا وخصائص شكليَّة انتقاليَّة بين مُختلف الأنواع، كما أنَّ كثيرًا من الأنواع المُنشقة والمُتطوِّرة عن أنواعٍ أُخرى عاشت وإيَّاهًا جنبًا إلى جنب طيلة قرون إلى أن اندثرت الأنواع الأساسيَّة فحلَّت الأنواع المُنشقة عنها مكانها. يُطلقُ على الأنوع المُختلفة وتلك الوسطيَّة بينها وبين المُتحدرة منها اسم «الأنواع الزمانيَّة»، وقد اقترح العُلماء عدَّة أصناف من الأنواع الوسطيَّة الانتقاليَّة بين الماموث الصوفي وغيره من المواميث، إلَّا أنَّ صحَّة هذه المُقترحات ما زالت موضع تساؤل؛ فبعضُ المُصنفين يعتبرونها أصنافًا مُتطوِّرة من أشكالٍ بدائيَّة، وبعضها الآخر يعتبرها أصنافًا بدائيَّة من أشكالٍ مُتطوِّرة. يُعتبرُ التعرُّف على تلك الأنواع الانتقاليَّة وتمييزها عن الأنواع الثابتة أحد أطول المشاكل التي صادفت عُلماء الأحياء القديمة ومن أكثرها تعقيدًا. ومن الأنواع الانتقاليَّة والنُويعات المُقترحة على سبيل المثال: الماموث الوسطي (M. intermedius) والماموث الصوفي السيبيري (M. p. sibiricus) والماموث  الصوفي الأمريكي (M. p. americanus) والماموث الصوفي الآلاسكي (M. p. alaskensis).
في دراسةٍ مورثيَّةٍ من سنة 2011م، أدرج العُلماء عيِّنتين مُتحجرتين تعودان لِماموثٍ كولومبيٍّ ضمن شبه فرعٍ حيويٍّ لِلماموث الصوفي، ممَّا يعني أنَّ النوعين يُحتمل أنَّهما تناسلا في المناطق التي عاشا فيها جنبًا إلى جنب، وأنَّ نتاجهما كان غير عقيم. وقد أشار بعض العُلماء أنَّ إحدى أنواع الماموث الأمريكيَّة الشماليَّة، وهو ماموث جفرسون (M. jeffersonii) يُحتمل إذًا أن يكون مُجرَّد هجينٍ بين كِلا النوعين بدل أن يكون نوعًا قائمًا بذاته. اقترحت إحدى الدراسات من سنة 2015م أن تكون المواميث القاطنة في المناطق حيثُ تداخل موطن الماموث الكولومبي والماموث الصوفي عِبارة عن جُمهرةٍ هائلة من الهجائن ذات الاختلافات الشكليَّة المُتنوعة، وفق ما ترثه من خصائص عن آبائها وأُمهاتها. كما اقترحت هذه النظريَّة أن تكون علاقة الجُمهرة الأوراسيَّة من المواميث الصوفيَّة مع مواميث السُهُوب في المناطق حيثُ تقاطعت مواطنها شبيهة بِعلاقة الجُمهرة الأمريكيَّة منها مع المواميث الكولومبيَّة سالِفة الذِكر.

## الوصف

### القد

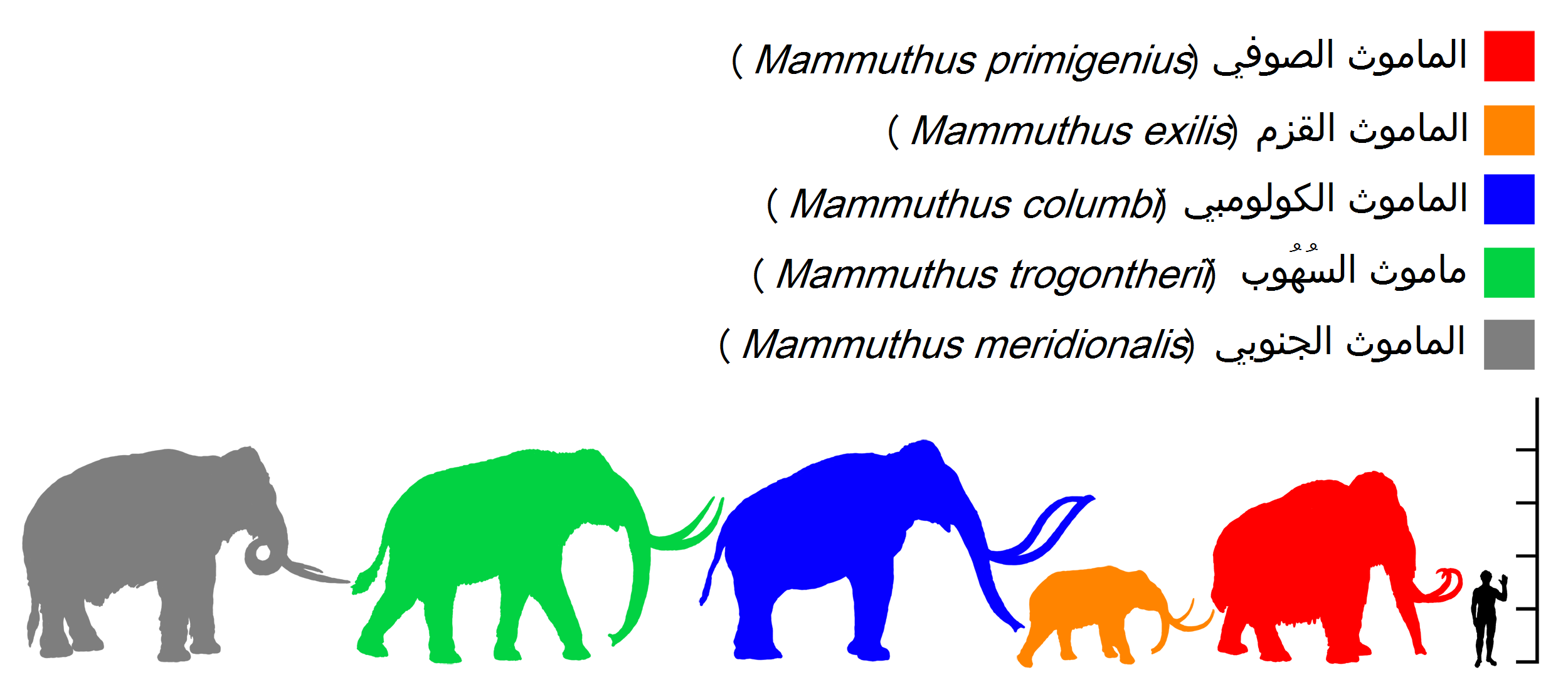
رسمٌ بيانيّ يُظهر مُقارنةً بين حجم الماموث الصوفي (الأحمر) وحجم غيره من المواميث إلى جانب الإنسان.

الهيئةُ الخارجيَّة لِلمواميث الصوفيَّة هي أكثر هيئةٍ معروفةٍ لِأي حيوانٍ مُنقرض لِكثرة ما عُثر عليه من عيِّناتٍ مُجمَّدةٍ منها ما زالت أنسجتها الطريئة محفوظة بِحالةٍ سليمة، ولِكثرة ما صوَّرها البشر البدائيُّون في رُسوماتهم. تراوح ارتفاع الذُكُور البالغة منها ما بين 2.7 و3.4 أمتار (مابين 8.9 و11.2 قدمًا)، ووصلت زنتها إلى 6 أطنان، الأمر الذي يضعها في مصاف الفيلة الأفريقيَّة المُعاصرة من حيثُ الحجم، إذ أنَّ الأخيرة عادةً ما يتراوح ارتفاعها بين 3 و3.4 أمتار (9.8–11.2 قدمًا)، ويجعلها أصغر حجمًا من الماموث الجنوبي (M. meridionalis) وماموث السُهُوب (M. trogontherii) السابقان على ظهورها، ومن الماموث الكولومبي (M. columbi) المُعاصر لها. سببُ هذا الحجم الصغير لِلمواميث الصوفيَّة بين سائر أنواع الماموث غير معلوم. تراوح ارتفاع إناث هذه الأفيال ما بين 2.6 و2.9 أمتار (8.5–9.5 أقدام)، وكانت أخف بنيةً من الذُكور بعض الشيء، إذ وصلت زنتها إلى 4 أطنان. أمَّا الدغفل حديث الولادة فيُقدَّر وزنه بحوالي 90 كيلوگرامًا (200 رطل). وقد قدَّر العُلماء هذه الأحجام والأوزان من خِلال مُقارنة العيِّنات التي عُثر عليها مع نظرائها من الفيلة المُعاصرة من ذات الفئة العُمريَّة والبُنيويَّة. قلَّةٌ ضئيلة من العيِّنات المُتجمِّدة كانت أعضائها التناسُليَّة سليمة، لِذا فإنَّ تحديد جنس هذه الكائنات غالبًا ما يكون من خلال فحص هياكلها العظميَّة. أبرز الدلالات على جنس هذه الحيوانات هو حجم الحوض، إذ أنَّ الفتحة التي تُشكِّلُ قناة الولادة دائمًا ما تكون أوسع لدى الإناث من الذُكُور. كانت المواميث الصوفيَّة القاطنة في جزيرة رانگل أصغر حجمًا من تلك القاطنة للبر الرئيسي، إلَّا أنها لم تكن صغيرة بالقدر الذي يجعل منها أقزامًا، وكانت تُظهرُ اختلافاتٍ في أحجامها كما في مواميث البر الرئيسي. اقترح بعضُ العُلماء سابقًا أنَّ آخر المواميث الصوفيَّة التي عاشت على سطح الأرض تقلَّص حجمها وأظهرت مُثنويَّةً شكليَّةً جنسيَّة (بحيث أصبح من السهل التفرقة بين الذُكُور والإناث)، إلَّا أنَّ دراسةً من سنة 2012م أثبتت عدم صحَّة هذا الكلام.

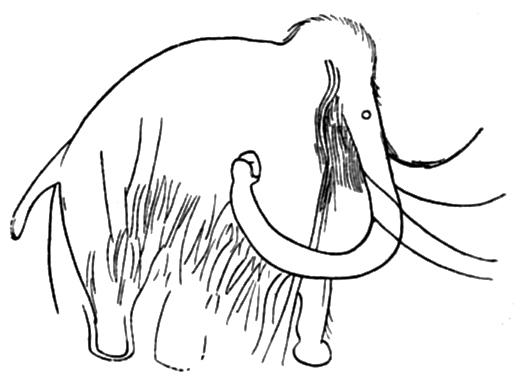
رسمٌ لِماموثٍ صوفيّ يتراوح عُمره ما بين 13,000 و11,000 سنة على جدار كهف «الكومباريل»، في فرنسا.

تمتعت المواميث الصوفيَّة بِعدَّة تأقلُماتٍ جسديَّة لِمُساعدتها في التغلُّب على البرد القارس في موطنها الشماليّ، وأبرزُ تلك التأقلُمات طبقةُ الفراء الخارجيَّة التي كانت تكسو جميع أنحاء جسدها. من التأقلُمات الأُخرى الواضحة عند هذه الحيوانات: آذانٌ صغيرة تفوقُ آذان الفيلة المُعاصرة صُغرًا بأشواط؛ إذ بلغ طولها حوالي 38 سنتيمترًا (15 بوصة) وتراوح عرضها بين 18 و28 سنتيمترًا (7.1–11.0 بوصة)، كما تبيَّن من خِلال مُعاينة جيفة مُجمَّدة لِدغفلةٍ (دُعيت «ديمة») يتراوح عُمرها بين 6 و12 شهرًا أنَّ طول الأُذن الواحدة لديها كان أقل من 13 سنتيمترًا (5.1 بوصة). كانت تلك الآذان الصغيرة تُقلل من نسبة حرارة الجسد المفقودة وتحول دون تعرُّضها لِقضمات الصقيع، وكانت أذيالُ هذه المواميث قصيرة لِذات السبب، فوصل طولها إلى 36 سنتيمترًا فقط (14 بوصة) لدى عيِّنةٍ مُجمَّدةٍ أُخرى عُرفت باسم «ماموث بريزوڤكا». تضمَّن الذيل 21 فقرة، مُقابل ما بين 28 و33 فقرة عند الأفيال المُعاصرة. ولم يكن جلد المواميث الصوفيَّة أثخن من جُلُود الفيلة المُعاصرة، إذ تراوحت سماكته بين 1.25 و2.5 سنتيمترات (0.49 و0.98 بوصة). وتحت هذا الجلد تمتعت المواميث بِطبقةٍ ثخينةٍ من الشحم وصلت ثخانتها إلى 10 سنتيمترات (3.9 بوصة)، وكان الهدف منها الحفاظ على دفء هذه الكائنات. كان لِلمواميث الصوفيَّة أيضًا طيَّاتٌ غليظة من الجلد تحت أذيالها كان الهدف منها تغطية الشرج، وهي خاصيَّةٌ يُمكن رؤيتها عند الفيلة المُعاصرة.

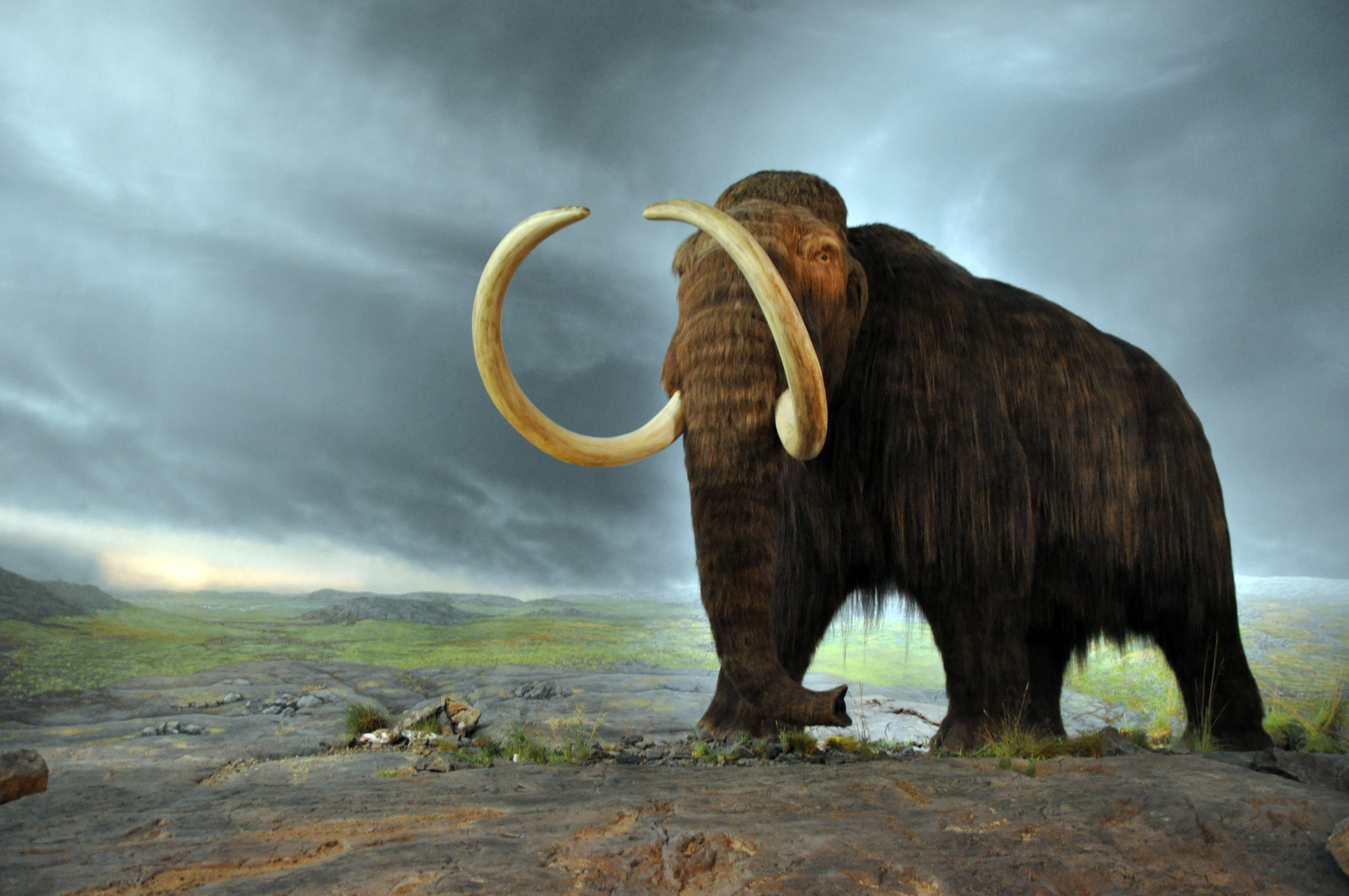
مُجسِّم لِماموثٍ صوفيٍّ بالغٍ معروض في متحف كولومبيا البريطانيَّة الملكي.

من الخصائص الجسديَّة الأُخرى لِلمواميث الصوفيَّة، والتي يُمكن مُلاحظتها في رُسُوم الكُهوف التي تُصوِّرُها: رأسُها المُقبب الضخم وظهرها المُنحدر نُزولًا، وحدبة أكتافها العالية؛ وسببُ هيئتها الخارجيَّة هذه هو انضغاط فقرات ظهرها بحيثُ أصبحت أقصر في المنطقة المُمتدَّة من مُقدِّمة جسدها إلى آخره. ويُلاحظ أنَّ هذه السمة لم تكن ظاهرة لدى الدغافل، التي امتلكت ظُهُورًا مُحدَّبة كما الفيلة الآسيويَّة. إحدى السمات الأُخرى الواضحة في الرُسُومات الكهفيَّة أكَّد عليها اكتشافٌ حدث في سنة 1924م، عندما عُثر على جيفةٍ كاملةٍ لِماموثٍ بالغٍ أُطلق عليه تسمية «ماموث كوليما الوُسطى»، وتميَّزت هذه الجيفة بِخُرطُومها الكامل بما فيه طرفه (الذي عادةً ما يتآكل بسبب الصقيع)، فتبيَّن لدى تفحُّصه أنَّهُ يختلف عن خراطيم الفيلة المُعاصرة من حيث أنَّ الأصبع الواقع على طرفه العُلويّ كان له فصًا طويلًا مُستدقًا بلغ طوله 10 سنتيمترات (3.9 بوصة)، بينما بلغ طول الإصبع الواقع أسفل الخُرطُوم 5 سنتيمترات (2.0 بوصة) وكان أعرض من ذاك العُلويّ. وصل طول خُرطُوم الدغفلة «ديمة» إلى 76 سنتيمترًا (2.49 قدمًا)، بينما وصل طُول خُرطُوم ماموثٍ بالغٍ أُطلق عليه اسم «ماموث لياكوڤ» إلى متران (6.6 أقدام). وفي سنة 2015م تفحَّص العُلماء خُرطُوم ماموثةٍ صغيرةٍ أُطلق عليها تسمية «يوكا»، فظهر أنَّ لها جُزءٌ نسيجيّ إضافيّ فوق ثُلث الخُرطُوم، كروانيّ الشكل إن تمَّ النظر إليه بالمقطع العرضي، عوض أن يكون بيضاويّ كسائر الخُرطوم، كما ظهر أنَّ قطره يبلغ ضعف قطر الخُرطُوم نفسه. ظهرت الخاصيَّة الأخيرة لدى عيِّنتان أُخرتان أيضًا، تختلفان جنسًا وسنًا.

### المعطف

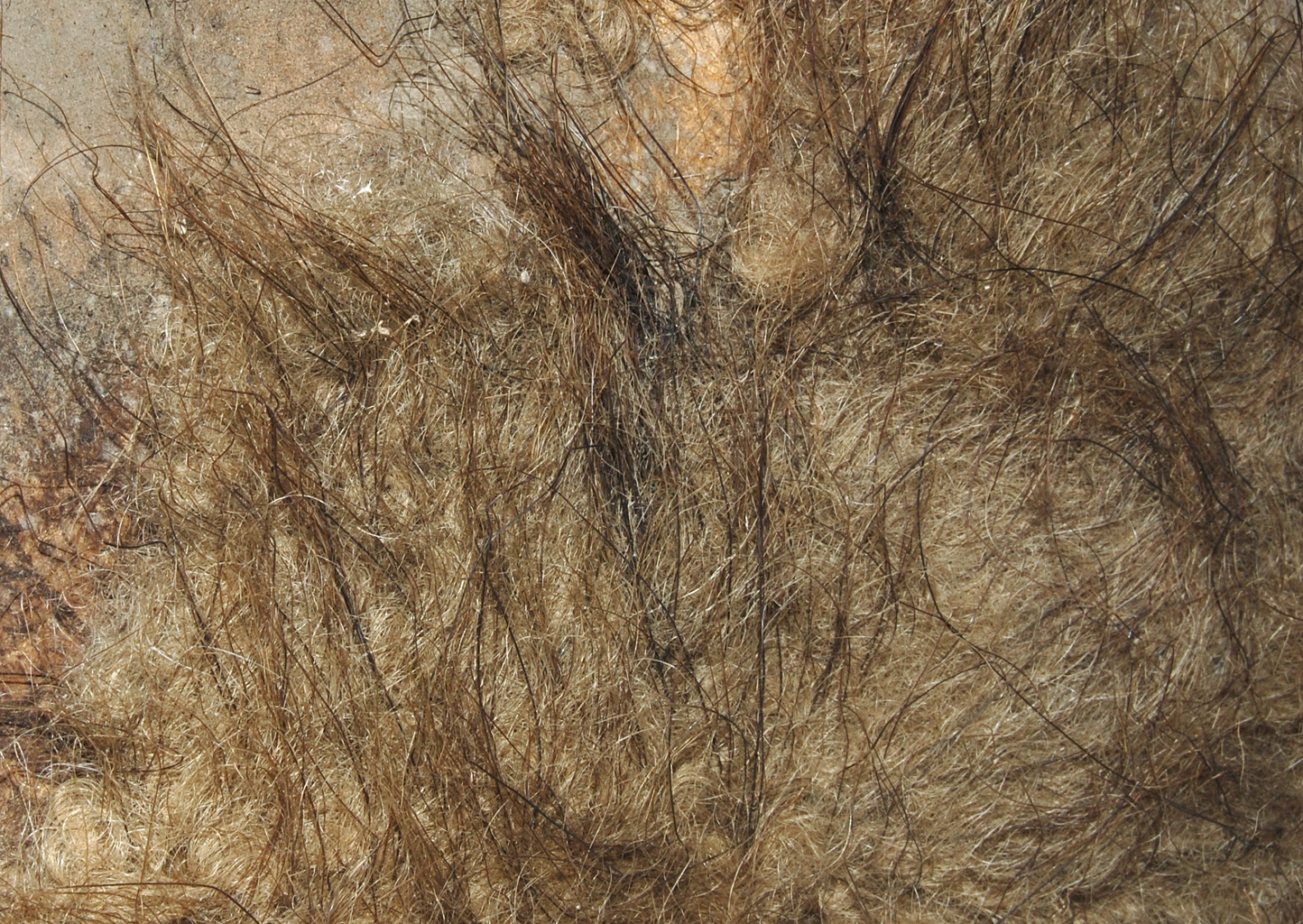
فراء ماموثٍ صوفيٍّ معروض في متحف التاريخ الطبيعي في مدينة ڤيينَّا.

تشكَّل معطف المواميث الصوفيَّة من طبقتين: خارجيَّة وداخليَّة. تكوَّنت الطبقة الخارجيَّة من شعرٍ أوليٍّ خشنٍ طويلٍ وصل طوله إلى 30 سنتيمترًا (12 بوصة) على القسم العُلويّ من الجسد، وإلى 90 سنتيمترًا (35 بوصة) على الجانبين وعلى القسم السُفلي من الجسد، ووصل قُطر الشعرة الواحدة منه إلى 0.5 ملّيمترات (0.020 بوصة). أمَّا الطبقة الداخليَّة فكانت أكثف، وعبارة عن صوفٍ قصيرٍ مُجعَّد يصل طوله إلى 8 سنتيمترات (3.1 بوصة) وقُطر الشعرة الواحدة منه وصل إلى 0.05 ملِّيمترات (0.0020 بوصة). بينما بلغ طُول الشعر على القسم العُلوي من الرجل 38 سنتيمترًا (15 بوصة)، ووصل طول شعر القدم إلى 15 سنتيمترًا (5.9 بوصة)، فكان بهذا يُغطي أصابع القدم. كانت شُعيراتُ الرأس بالغة القِصر، تزدادُ طولًا عند الأقسام السُفليَّة منه وعلى جانبيّ الخُرطُوم. وكان الذيلُ يبدو للناظر وكأنَّهُ أطول ممَّا هو عليه بِسبب نُمو خصلةٍ من الشعر في طرفه يصلُ طولها إلى 60 سنتيمترًا (24 بوصة)، وكانت هذه أكثف من الشعر الأوليّ لِلطبقة الخارجيَّة. يُحتملُ أنَّ المواميث الصوفيَّة كانت تطرح فرائها موسميًّا، وأنَّ الفراء الأكثر سماكةً كان ينطَّرحُ خِلال فصل الربيع. يُعتقدُ أنَّ عيِّنات الفراء التي حصل عليها العُلماء من المواميث المُتجمدة هي الطبقة الشتويَّة التي كانت تكتسي بها تلك الحيوانات، وذلك لأنَّ انحفاظ المواميث في الجليد ترتفعُ نسبة نجاحه خِلال الخريف، أي قبل أن تكتسي الأرض بالثُلُوج وعندما تكون الأفيال قد اكتست بِفرائها الشتوي استعدادًا لِلموسم البارد الطويل. تكتسي الأفيال المُعاصرة بِطبقةٍ من الشعر خفيفةٍ جدًا، على أنَّ دغافلها يُلاحظ تمتُعها بِطبقةٍ أسمك من الشعر، وقد قارن العُلماء بين تلك الطبقة وطبقة المواميث الصوفيَّة، لِيتبيَّن أنَّها لا تختلف كثيرًا عن بعضها من الناحية الشكليَّة الإجماليَّة. تمتعت المواميث الصوفيَّة بِالكثير من الغُدد الدُهنيَّة في جُلُودها، التي كانت تُفرز زُيُوتًا على شعرها؛ مما يُحافظ على عازليَّته لِلبرد ولِلمياه، ويُعطيه مظهرًا لامعًا.
يتخذُ فراء المواميث الصوفيَّة المحفوظ لونًا بُنيًّا ضارب إلى البُرتُقالي، ويُعتقد بأنَّ هذا ليس لونه الطبيعيّ، بل نتيجة اصطباغه بِالتُراب والمعادن المُتحللة بِالأرض، إلى جانب البُهتان الطبيعي الذي يُصيبه جرَّاء عوامل الزمن. وقد لاحظ العُلماء أنَّ كميَّة الخضاب في شعر هذه الحيوانات تختلف من شعرةٍ إلى أُخرى وبِداخل الشعرة نفسها. في دارسةٍ من سنة 2006م، تمكَّن العُلماء من الحُصُول على سلسلة مورثة مُستقبلات الميلانوكورتين 1 (التي تُؤثِّر على لون شعر المواميث) من عظام بعض العيِّنات المُجمَّدة، وفيها عُثر على حليلين: أحدهُما سائد (تام النشاط) والآخر مُنحسر (جُزئيّ النشاط). ومن المعروف أنَّ الثدييَّات ذات الحليل المُنحسر يكون شعرها باهت اللون، لِذا كان بالإمكان القول أنَّ الماموث الذي يولد بِنسخةٍ واحدةٍ على الأقل من الحليل السائد يكون معطفهُ قاتمًا، بينما يكون معطف الماموث الذي يولد بنسختين من الحليل المُنحسر باهتًا. وفي دراسةٍ أُخرى من سنة 2011م تبيَّن أنَّ المواميث الصوفيَّة باهتة الفراء كانت نادرةً على الأغلب،  ثُمَّ عادت دراسة من سنة 2014م لِتقول بأنَّ لون معطف الماموث الواحد كان يختلف بحسب طبقة الشعر التي تكسوه، فكانت أطراف الشعر الخارجيّ غير مُخضَّبة، وتلك الخارجيَّة تراوح لونها بين المُزدوج والبُنيّ المحمر واللامُخضَّب، أمَّا الشعر الداخليّ القصير فكان غير مُخضَّب كذلك، ممَّا كان يُعطي الحيوان مظهرًا باهتًا بالإجمال.

### الأسنان

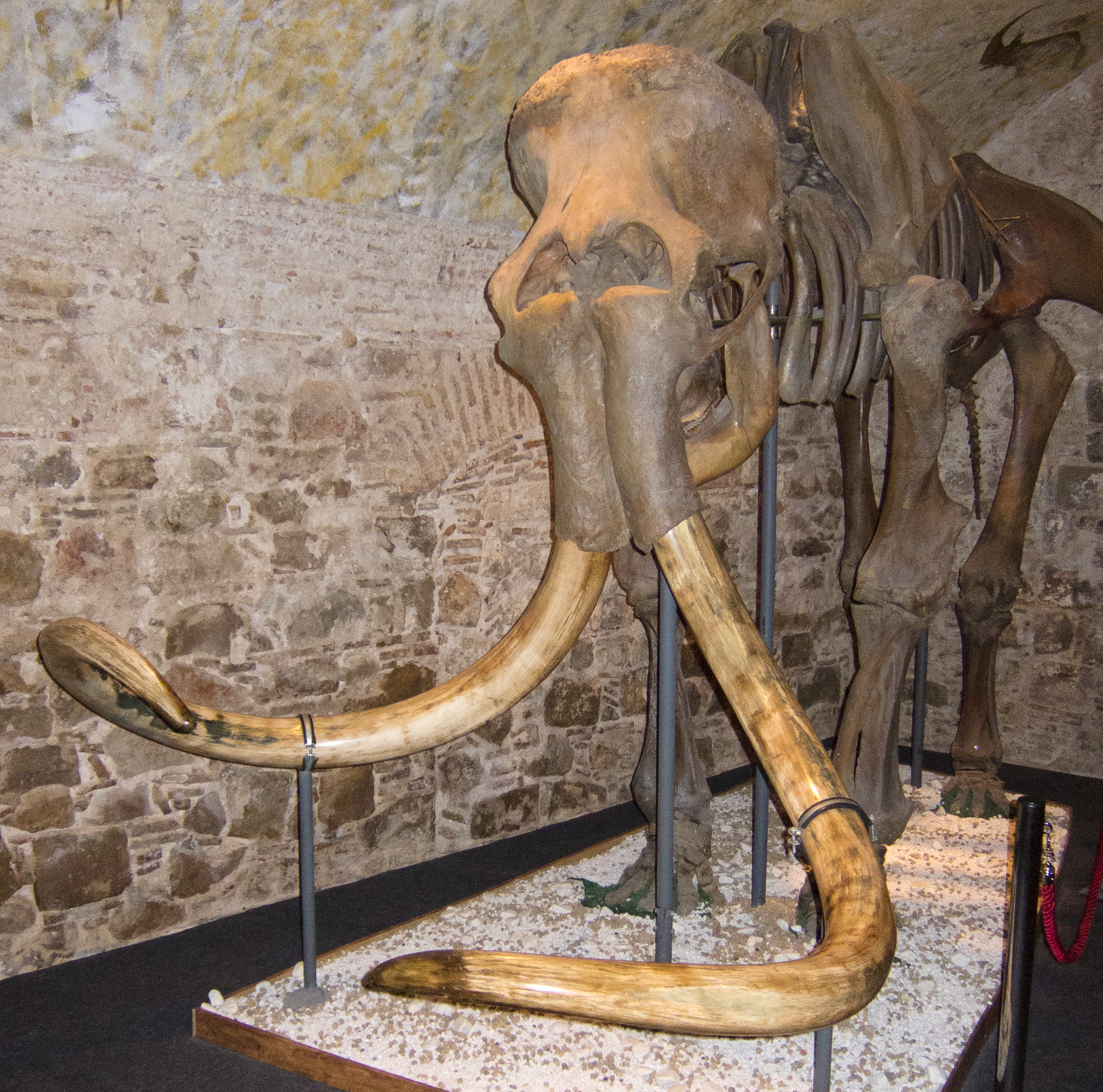
هيكلٌ عظميٌّ لِماموثٍ صوفيّ ذو أنياب غير مُتماثلة، معروضٌ في متحف برشلونة لِلمواميث.

كان لِلمواميث الصوفيَّة أنيابٌ فائقة الطول، وهي - كما في كُل الأفيال - عِبارة عن قواطع عظيمة الطول، كما كانت أكثر انعقافًا من أنياب الفيلة المُعاصرة. أكبر الأنياب المُكتشفة والعائدة إلى ماموثٍ صوفيٍّ ذكر بلغ طول الناب منها 4.2 متر (14 قدمًا)، وبلغت زنته 91 كيلوگرامًا (201 رطل)، على أنَّ الحجم النمطيّ لِأنياب الذُكُور تراوح بين 2.4 و2.7 أمتار (7.9–8.9 أقدام) ووصل وزنها إلى 45 كيلوگرامًا (99 رطلًا). أمَّا أنياب الإناث فكانت أصغر وأنحف، وتراوح مُعدَّل طولها بين 1.5 و1.8 أمتار (4.9–5.9 أقدام)، ووصلت زنتها إلى 9 كيلوگرامات (20 رطلًا). كان غمدا النابين مُتوازيين ويكادا يلتصقان ببعضهما، وقد احتويا على رُبع النابين تقريبًا، وقد نما كُلُّ نابٍ بشكلٍ لولبيٍّ، وقد عاكس كُلٌ منهما الناب الآخر في اتجاه نُموِّه انطلاقًا من قاعدته، واستمرَّا بالنُمو على هذا الشكل حتَّى الطرفان، حيثُ كانا يتقابلان، أو يتقطعان في بعض الأحيان. بناءً على هذا، فإنَّ الثِقل الرئيسيّ لِلأنياب كان يتجمَّع على مقرُبةٍ من الجُمجُمة، وبِالتالي فإنَّها كانت تتمتع بِعزمٍ أخف من عزم الأنياب المُستقيمة. عادةً ما كانت أنياب المواميث الصوفيَّة غير مُتماثلة، فاختلف شكلها من ماموثٍ إلى آخر حيثُ كانت أنياب بعض المواميث تنعقفُ نحو الأسفل عوض انعقافها نحو الأمام، وكان بعضُها الآخر قصيرًا نتيجة انكساره بِسبب القِتال أو لِعوامل أُخرى. كان لِلدغافل أنيابٌ صغيرة تُعرف باسم «الأنياب الحليبيَّة»، تبلغ من الطُول بضع سنتيمتراتٍ فقط ما أن يبلغ الدغفل شهره السادس من العُمر، وكانت تُستبدل بِأنيابٍ دائمة ما أن يبلغ الصغير عامه الأوَّل. كانت الأنياب تستمر بِالنُمو طيلة حياة الحيوان، إلَّا أنَّ مُعدَّل نُموِّها كان يتباطأ مع وُصول الفرد منها مرحلة البُلُوغ، وقد تراوح مُعدَّل نُمو الأنياب ما بين 2.5 و15 سنتيمترًا (0.98–5.91 بوصة) في السنة. بعضُ الرُسُومات الكهفيَّة تُصوِّرُ مواميث صوفيَّة بأنيابٍ قصيرة أو بلا أنيابٍ على الإطلاق، ولكن من غير المعروف إن كان هُناك بعض الأفراد التي كانت على هذه الهيئة فعلًا أم أنَّ الرسم جاء من وحي خيال الرسَّام القديم. ويُلاحظ في هذا المجال أنَّ إناث أقرب أقارب الماموث الصوفي، وهو الفيل الآسيوي، لا تتمتع بِأيَّة أنياب، إلَّا أنَّ سجل المُستحثات لم يكشف النقاب بعد عن عيِّنةٍ مُتحجرة أو مُتجمِّدة من المواميث الصوفيَّة عديمة الأنياب.

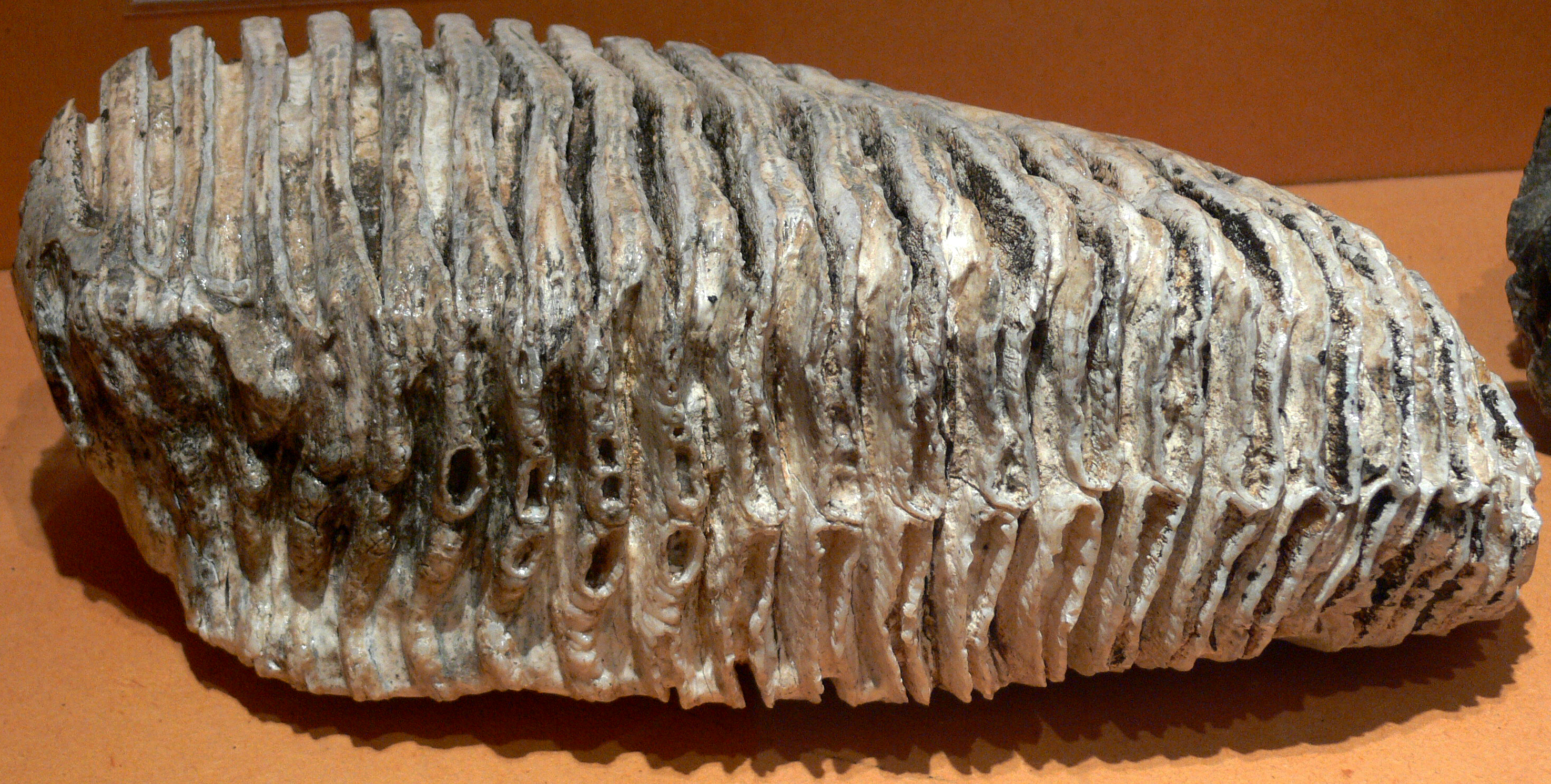
ضرس ماموثٍ صوفيٍّ معروض في متحف جورج گاريت بِفرنسا.

امتلكت المواميث الصوفيَّة أربعة أضراس: اثنان في فكِّها العُلُوي واثنان في السُفليّ، وكان حوالي 23 سنتيمترًا (9.1 بوصة) من تاج الضرس الواحد يقبع داخل الفك، و2.5 سنتيمترات (بوصة واحدة) منه يظهر خارجه. وكان الضرسُ يُدفعُ إلى الأمام ونحو الأعلى على الدوام مع استمرار تآكُله طيلة حياة الحيوان، في حركةٍ شبيهةٍ بِحركة حزام السير الناقل. كان لِأسنان المواميث الصوفيَّة حوالي 26 نُتوءٍ مُنفصلٍ من المينا، كُلٌ منها مُغطى بِـ«موشور»، تتجه نحو الأعلى حيثُ الموضع الذي يمضغ فيه الحيوان طعامه. وقد كانت تلك الموشورات شديدة المُقاومة لِلتآكُل، وقد التحمت ببعضها بواسطة الملاط والعاج. تمتعت المواميث الصوفيَّة بِست صُفوفٍ من الأضراس كانت تستبدلها خمس مرَّاتٍ في حياتها، فيحلُّ صفٌ مكان آخر كُلَّما تآكل وأصبح غير مُلائمٍ لِلمضغ، هذا ويُلاحظ أنَّ بعض المواميث كان لها صفٌ سابعٌ من الأضراس. ولعلَّ أمد حياة هذه الكائنات كان يرتبط بِعدد صُفوف أضراسها، إذ ما أن تُستنفذ كُلها ويتآكل الصف الأخير حتَّى يُصبح الحيوان غير قادر على مضغ طعامه، فينفق جوعًا أو من قلَّة التغذية. بلغت الأضراس الأولى لِلمواميث الصوفيَّة نفس طول أضراس الإنسان، أي 1.3 سنتيمترات (0.51 بوصة)، ووصل طول الضرس الثالث إلى 15 سنتيمترًا (6 بوصات)، والسادس إلى حوالي 30 سنتيمترًا (قدمًا واحدًا) وبلغت زنته 1.8 كيلوگرامات (4 أرطال). وكانت الأضراس تزداد حجمًا وتتضمَّن نُتُوءاتٍ أكثر مع كُل استبدال. وبِهذا، فإنَّ العُلماء يعتبرون أضراس المواميث الصوفيَّة الأكثر تعقيدًا بين أضراس جميع الفيلة.
تشوُّه الأضراس هو أبرز المشاكل الصحيَّة التي لاحظ العُلماء مُعاناة المواميث الصوفيَّة منها من خِلال تفحُّص مُستحثاتها. ففي بعض الأحيان كان استبدال صُفوف الأضراس يُعوَّق، فتظهر تلك الأخيرة في مواضع غير طبيعيَّة، على أنَّ بعض الأفراد كانت تتخطى هذه المُشكلة وتستمر على قيد الحياة. أظهر تفحُّص أسنان المواميث الصوفيَّة التي عُثر عليها في بريطانيا أنَّ 2% منها كان يُعاني من أمراض دواعم السن، وأنَّ نصف تلك الأسنان كانت تُعاني من التسوُّس. كما تبيَّن أنَّ بعضها كان يحوي أورامًا سرطانيَّة.

## الخصائص الأحيائيَّة البائدة

### التأقلُمات الجسديَّة وأُسلُوب المعيشة

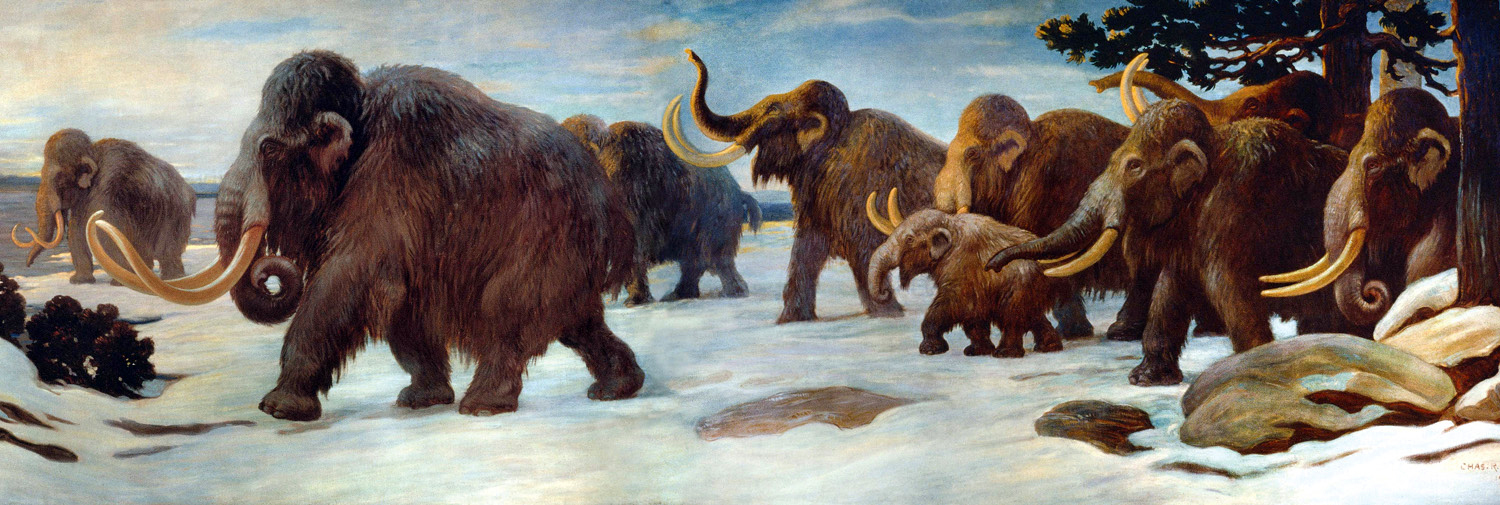
جداريَّة تُصوِّرُ قطيعًا من المواميث الصوفيَّة يسيرُ على مقرُبةٍ من نهر السوم في فرنسا، بريشة الرسَّام الأمريكي شارلز روبرت نايت، 1916م، معروضة في المتحف الأمريكي للتاريخ الطبيعي.

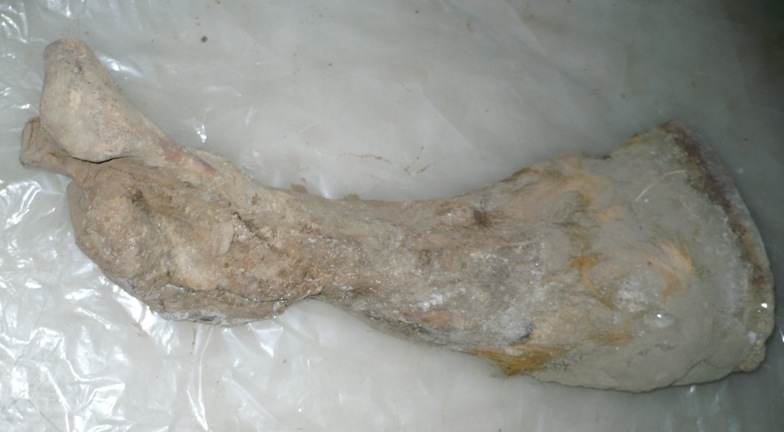
الساق الخلفيَّة وقدم العيِّنة المُجمَّدة الشهيرة باسم «ماموث يوكاگير».

كانت المواميث الصوفيَّة البالغة قادرة أن تُدافع عن نفسها ضدَّ الضواري، باستخدام أنيابها وخراطيمها وحجمها الهائل، غير أنَّ الدغافل والبوالغ الطاعنة في السن أو الضعيفة كانت عرضةً لِلافتراس على يد بعض الضواري الصَّائدة ضمن قطعان أو زُمر، من شاكلة الذئاب الرماديَّة وضباع الكُهُوف وعددٌ من السنوريَّات الكبيرة مثل أُسُود الكُهُوف والسنوريَّات سيفيَّة الأسنان. يُحتملُ أنَّ المواميث كانت أيضًا تستخدمُ أنيابها لِلعراك فيما بينها، سواء لِلسيطرة على الأحواز أو بين الذُكُور لِلسيطرة على الإناث. أيضًا، يُحتملُ أنَّ الذُكُور كانت تستخدم أنيابها الكبيرة المُذهلة لِتتباهى بها أمام الإناث في سبيل اجتذابها، تمامًا كما يفعل ذكر الطاووس حينما يتبختر بِذيله أمام إناثه، أو لِإخافة خُصُومها من الذُكُور الأُخرى. لم تكن أنياب المواميث الصوفيَّة مُلائمة كي يطعن بها الفرد خصمه أو المُفترس الذي يُلاحقه، وذلك بِسبب شكلها المعقوف، غير أنَّها كانت تُستخدم في الضرب واللطم، كما تدل بعض عظام الأكتُف المُتحجرة التي تمَّ العُثُور عليها، وظهرت عليها علامات رُضوض. يُعتقدُ بأنَّ الشعر الكثيف الذي كان ينمو على الذيل كان يُعوِّضُ قِصر هذا الأخير، بحيثُ يُمكِّنُ الماموث من استعماله كمضرب ذُباب لِإبعاد تلك الحشرات المُزعجة عنها حينما يكون الطقس حارًّا، كما تفعل الفيلة المُعاصرة. استخدمت المواميث الصوفيَّة خراطيمها بشكلٍ مُماثلٍ لِلفيلة المُعاصرة، أي كطرفٍ خامسٍ تحملُ فيه الأشياء أو تلتقطها أو تُبعدها أو تدفعها...إلخ، وفي التفاعل مع بعضها البعض. أظهرت إحدى العيِّنات المُجمَّدة فائقة الحُفظ العائدة لِماموثٍ ذكرٍ بالغٍ أُطلق عليه «ماموث يوكاگير»، أنَّ أخمص قدمه كان شديد التشقُق، ويعتقد العُلماء أنَّ هذه الخاصيَّة رُبما ساعدت هذه الحيوانات على عدم الانزلاق حين تنقُلها على الأسطُح الزلقة غير الثابتة، وكما هو حال الفيلة المُعاصرة، فإنَّ المواميث الصوفيَّة كانت تسير على أصابع قدميها وعلى البطانات اللحميَّة الضخمة الواقعة خلفها.
كما هو حال الفيلة المُعاصرة، يُفترض بأنَّ المواميث الصوفيَّة كانت كائنات اجتماعيَّة تعيشُ في قُطعانٍ أفرادها وثيقة الصلة ببعضها، وتقودها أُنثى طاعنة في السن. وما يؤكِّد هذا الأمر العُثُور على مُستحثات عدَّة أفراد مع بعضها البعض في أكثر من مُناسبة، والرُسُومات الكهفيَّة التي تُظهرها وهي تسيرُ في قُطعان، وبِهذا يفترضُ العُلماء أنَّ سائر الأنظمة الاجتماعيَّة لِهذه الحيوانات شديدة الشبه بِأنظمة الفيلة الاجتماعيَّة. من غير المعروف عدد المواميث التي كانت تعيشُ مع بعضها في ذات المنطقة وذات الوقت، نظرًا لأنَّ مجامع المُستحثات غالبًا ما تكون عبارة عن أكوامٍ من العظام العائدة لِمواميث نفقت خِلال فتراتٍ مُختلفة وتراكمت فوق بعضها على مر العُصُور. على أنَّهُ يُحتمل أنَّ أعدادها كانت تختلف باختلاف الموسم والحدث الحياتي، كما في موسم التزاوج وموسم الهجرة. تُكوِّنُ الفيلة المُعاصرة قُطعانًا ضخمة في بعض الأحيان، تتكوَّن من عدَّة مجموعات عائليَّة - أو قُطعان - أصغر حجمًا، لِتُهاجر سويًّا مُتتبعةً الأمطار في قطيعٍ واحدٍ هائل يبلغ تعداد أفراده عدَّة آلاف. ويُحتملُ أنَّ المواميث الصوفيَّة كانت تُكوِّنُ قُطعانًا من هذه الشاكلة بِوتيرةٍ أكبر من وتيرة الفيلة المُعاصرة، نظرًا لأنَّ الحيوانات التي تعيش في الموائل الطبيعيَّة المكشوفة والسهليَّة مثلها تميلُ أن تتجمع على هذا الشكل أكثر من الحيوانات قاطنة المناطق المكسُوَّة بالأشجار أو الغابات. عُثر في منطقة خزَّان القديسة مريم في كندا على آثارٍ لِقطيعٍ من المواميث الصوفيَّة تراوح عُمرها بين 11,300 و11,000 سنة، وعند تفحُّصها تبيَّن أنَّ القطيع تكوَّن من أعدادٍ مُتماثلة من المواميث البالغة واليافعة والدغافل. وقد بلغت المسافة بين خُطوات المواميث البالغة متران (6.6 أقدام)، مما يعني أنَّ الدغافل كانت تضطر أن تتبع أهلها ركضًا كي تتمكن من مُجاراة القطيع.
يُعتقدُ بأنَّ الماموث الصوفي كان أكثر أعضاء فصيلة الفيليَّات تخصُصًا. إذ امتلكت هذه الكائنات مخزونًا دُهنيًّا في أعناقها وغواربها، لِيُعوِّضها نقص الغذاء خِلال فُصُول الشتاء القاسية، وكانت أضراسُها الثلاثة الأولى تنمو بِسُرعةٍ أكبر من سُرعة نُمو أضراس دغافل الفيلة المُعاصرة. اعتبر العُلماء أنَّ الزائدة اللحميَّة في أطراف خراطيم المواميث الصوفيَّة، كاللتي لُوحظت في خراطيم بعض العيِّنات المحفوظة مثل الدغفلة «يوكا»، كانت تُستخدم كقُفَّازٍ لِتمسيد فرائها، تمامًا كما يستعمل البشر بعض القُفَّازات لِتمسيد فراء حيواناتهم الأليفة كالقطط والكلاب؛ ولم يكن طرف الخُرطُوم مكسُوًّا بِالفراء، كي يتمكن الحيوان من استخدامه بِراحةٍ أكبر عند التقاط الطعام، ولعلَّ المواميث كانت تُحافظ على دفء هذا الجُزء عبر لفِّه داخل الزائدة سالِفة الذِكر كونها كانت أشبه بالجيب. أشار البعض إلى احتمال استخدام المواميث هذه الزائدة لِتذويب الثلج ومن ثُمَّ شُربه بحال لم يكن هُناك من مصدرٍ دائمٍ لِلمياه، فيختزنُ الماموث حفنةً من الثلج داخل الجيب حتَّى تذوب ثُمَّ يشرب منها، وذلك لأنَّ أكل الثلج كما هو كان من المُمكن أن يُعكِّر توازن حرارة جسد الحيوان. كما هو الحال لدى أيائل الرنَّة وثيران المسك، فإنَّ يُحمُور (هيموغلوبين) دماء المواميث الصوفيَّة كان مُتأقلمًا مع البرد، وضمَّ ثلاث طفرات لِإعانة توصيل الأكسجين إلى كافَّة أنحاء الجسد والحيلولة دون تجمُّد الدم. يُحتملُ أن تكون هذه المزية قد ساعدت المواميث الصُوفيَّة على العيش في مناطق مُرتفعة وجبليَّة.

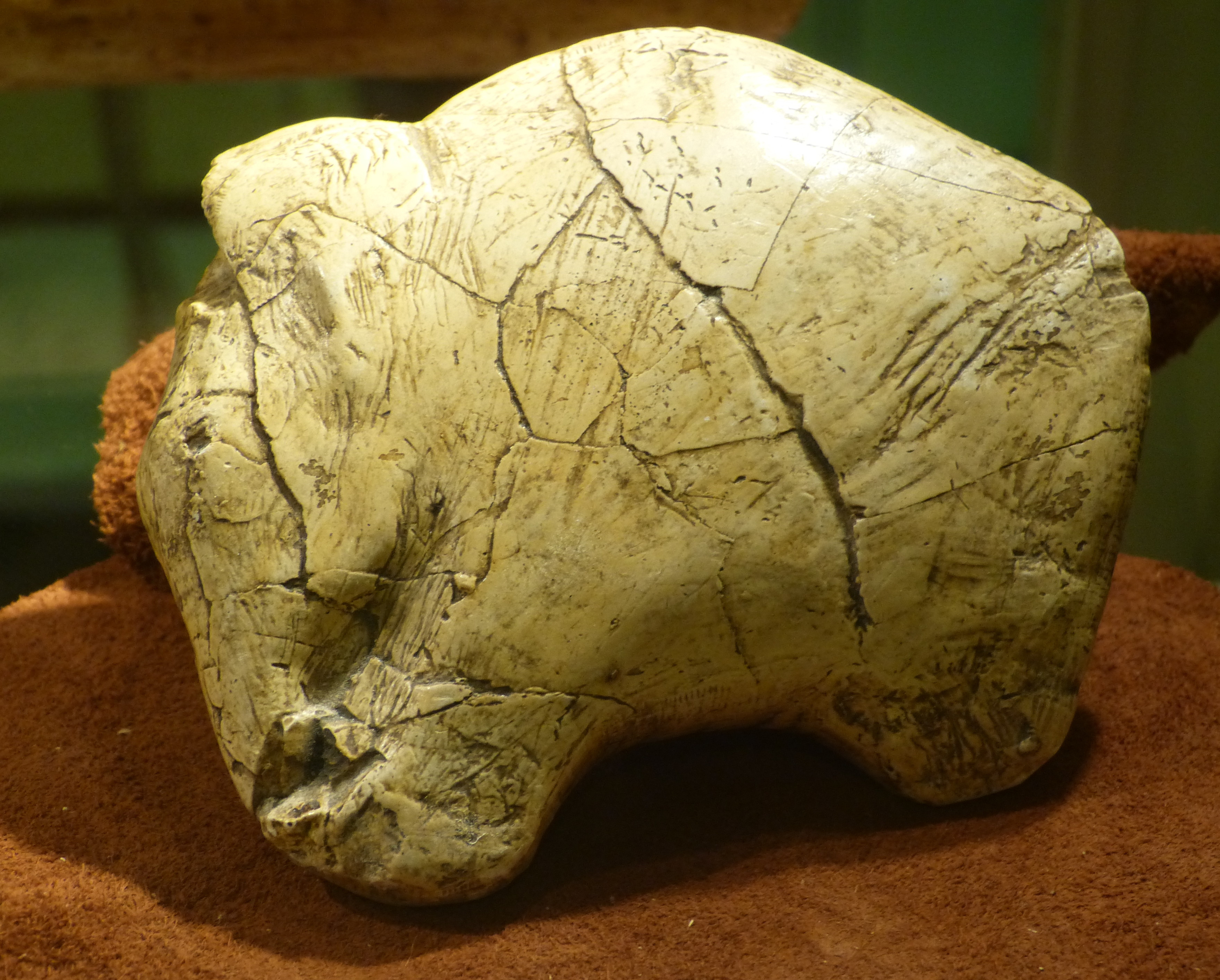
نسخة مُقلَّدة عن منحوتة عاجيَّة لِماموثٍ صُوفيّ تبلغ من العُمر 26,000 سنة معروضة في متحف كراولتز.

في دراسةٍ من سنة 2015م، قارن العُلماء بين سلسلات مجموعين مورثيين من ثلاثة أفيال آسيويَّة وماموثين صوفيين، فتبيَّن أنَّ حوالي 1.4 ملايين نَوَوِيد (نوكليوتيد) من أحماضها النوويَّة تختلف فيما بينها، ممَّا يُؤثِّر على تسلسل أكثر من 1,600 پروتين. لوحظت تلك الاختلافات في المورثات (الجينات) المُخصصة لِبعض الوظائف العُضويَّة والأحيائيَّة الضروريَّة لِصُمُود الحيوانات وبقائها على قيد الحياة في المُناخ القُطبي، بما فيها نُمو الفراء والشعر وسمك الجلد وسُرعة الأيض (الاستقلاب) وتخزين الدُهُون في الأنسجة وحبس الحرارة والحفاظ عليها. كما تبيَّن أنَّ مورثاتها المسؤولة عن الشُعُور بِحرارة الجو ونقل ذلك الشُعُور إلى المركز العصبيّ بالدماغ كانت مُعدَّلة. إحدى تلك المورثات المسؤولة عن الشُعُور بِالحرارة كانت تُنتج پروتينًا يُعرف بـ«TRPV3» يتمركزُ في الجلد ويُؤثِّرُ على نُمو الشعر كذلك. وعندما حُقن هذا الپروتين في خلايا بشريَّة ظهر بأنَّهُ أقل حساسيَّةً تجاه الحرارة المُرتفعة مُقارنةً بِذاك الخاص بِالفيلة. تتناسب هذه النتيجة مع أُخرى لِتجربةٍ أُجريت على فئران تفتقدُ پروتين «TRPV3» نشط، إذ تبيَّن أنَّ احتمال بقائها في أقفاصٍ باردة أكبر من احتمال بقاء فئران بريَّة من ذات النوع في نفس الأقفاص، كما نما لِتلك الفئران شعرٌ أكثف. لوحظ أيضًا حُصُول بعض التبدُلات في تذبذب الساعة البيولوجيَّة لِلمورثات، ولعلَّ ذلك مردُّه تأقلم الجسد مع تبدُّل طول النهار في المناطق القطبيَّة. ومن المعروف أنَّ مثل هذه الطفرات شديدة الشُيُوع لدى الكثير من الثدييَّات القطبيَّة الأُخرى من شاكلة الرنة.

### الغذاء

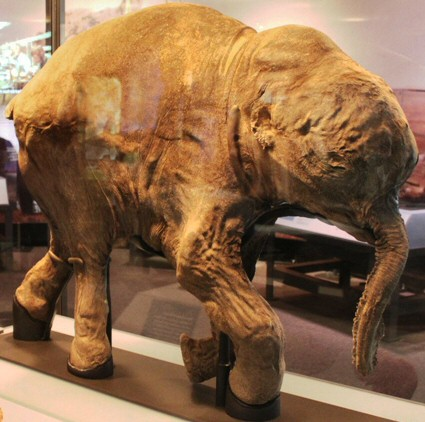
الدغفلة المُتجمِّدة «ليوبا» التي عثر العُلماء على بقايا طعامٍ في معدتها وأمعائها، معروضة في المتحف الميداني للتاريخ الطبيعي.

عُثر على مُحتوياتٍ معويَّةٍ كاملةٍ في العديد من العيِّنات المُجمَّدة لِلمواميث الصوفيَّة، الأمر الذي أعطى العُلماء لمحةً جيِّدةً عن ماهيَّة الطعام الذي كانت تقتاته خِلال حياتها. أظهر تفحُّص أمعاء هذه الحيوانات أنَّ الأعشاب والسُعادى شكَّلت أغلب قوتها، مع بعض النباتات العطريَّة وكاسيات البُذُور والشُجيرات والحزازيَّات وأوراق الأشجار وأليافها. وقد اختلفت أنواع المُكونات المعويَّة لِلمواميث باختلاف موطنها. احتاجت المواميث الصوفيَّة إلى غذاءٍ مُتنوِّع لِتدعم نُموِّها الهائل، مثلها في ذلك مثل الفيلة المُعاصرة، ويُعتقد أنَّ كميَّة الطعام التي كان على ماموثٍ بالغٍ تصل زنتهُ إلى ستة أطنان أن يقتاتها يوميًّا كانت تصل إلى 180 كيلوگرامًا (397 رطلًا)، ويُحتمل أنَّ الفترة التي كانت تقضيها المواميث في الاقتيات والبحث عن الطعام في كُل يوم وصلت إلى حوالي عشرين ساعة. يُعتقدُ بِأنَّ الزائدتان الإصبعيَّتان في طرف خراطيم هذه الحيوانات كانت تُسخدم في اقتلاع الأعشاب القصيرة التي نمت عبر مُختلف أنحاء موطنها البارد خِلال العصر الجليدي الأخير، وذلك عبر لف تلك الزائدتين حولها، عكس الفيلة المُعاصرة التي تلف كامل خراطيمها حول الأعشاب المداريَّة الأطول بِأشواط من أعشاب التندرة القطبيَّة. كما كان يُمكن لِلمواميث استعمال خراطيمها لاقتلاع خصل الأعشاب وبراعم النباتات وأزهارها وغير ذلك من الأعمال الدقيقة، إلى جانب تعرية الأشجار والشُجيرات من أوراقها وأغصانها. أظهر تفحُّص العيِّنات المعويَّة لِماموث يوكاگير أنَّها تضُم أبواغ فطر البراز، وهو من أنواع الفطر التي تنمو على براز الحيوانات. كما أظهرت تحليلات النظائر أنَّ المواميث الصوفيَّة اقتاتت بشكلٍ رئيسيٍّ على النباتات ذات التمثيل الضوئي ثُلاثي الكربون، عكس الأحصنة والكركدنات.

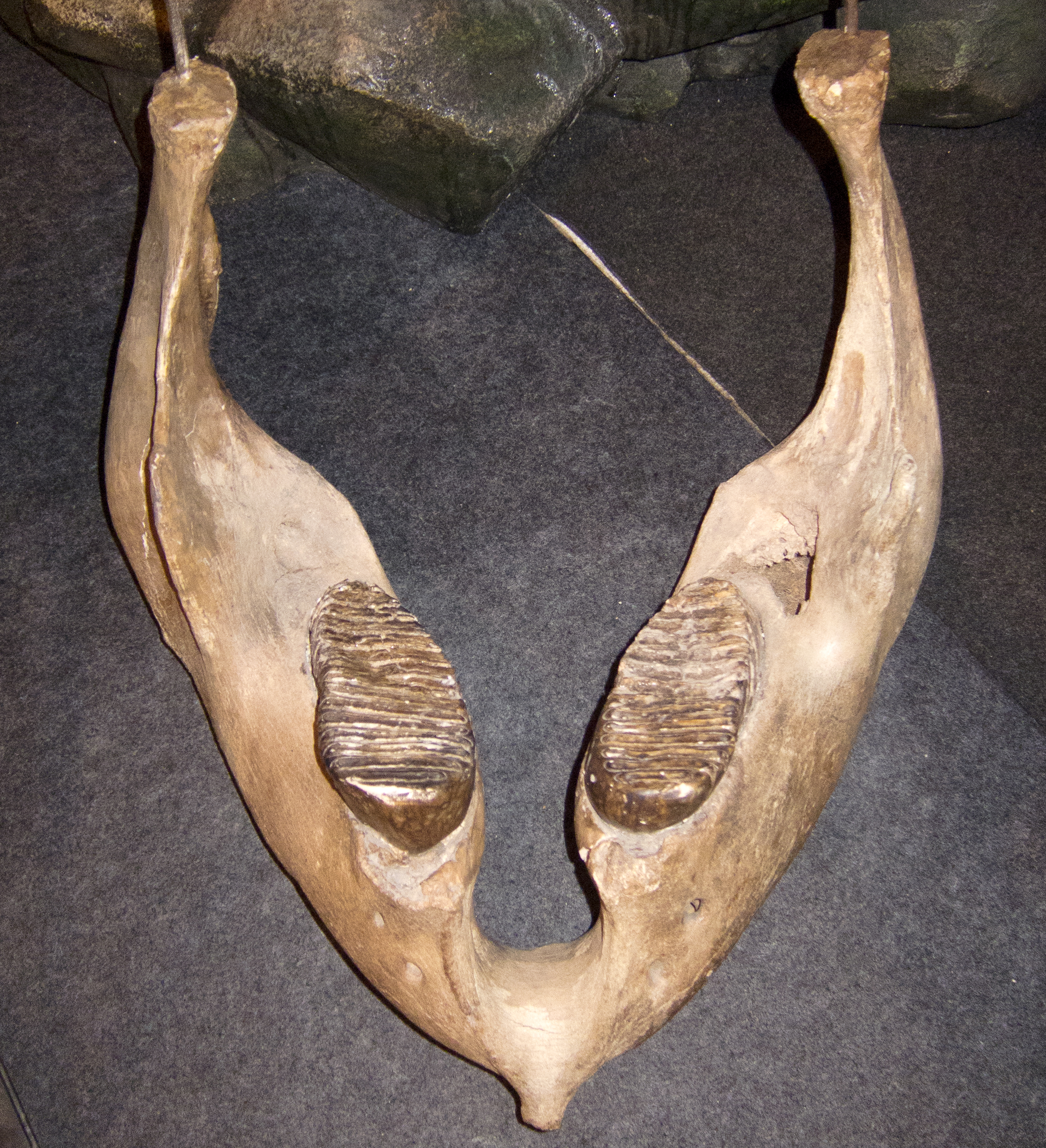
الفك والأضراس السُفليَّة لِلماموث الصوفي، معروضة في أحد المتاحف ببرشلونة.

تعرَّف العُلماء على آثارٍ لِلحليب في معدة الدغفلة المُجمَّدة «ليوبا» إلى جانب بعض البراز في أمعائها، والظاهر أنَّ هذه الدغفلة أقدمت على أكل البراز لِحث المكروبات المعويَّة على الظُهُور نظرًا لأنها تُساعد في عمليَّة هضم النباتات، تمامًا كما تفعل الفيلة المُعاصرة.  بيَّن تحليل نظائر بعض المواميث الصوفيَّة من إقليم يوكون بِكندا أنَّ الدغافل استمرَّت ترضع طيلة ثلاث سنوات تقريبًا، وأنَّها كانت تُفطم وتبدأ بِتناول النباتات تدريجيًّا ما بين سنتها الثانية والثالثة من العُمر. ويُلاحظُ أنَّ فترة الفطام هذه أطول مما هي عليه لدى الأفيال المُعاصرة، ولعلَّ ذلك مردُّه هو المخاطر الأكبر التي كانت تتعرضها المواميث من الضواري، أو بِسبب صُعُوبة العُثُور على الطعام خِلال فترات الشتاء الطويل المُظلم في المناطق القُطبيَّة. كانت أضراس المواميث مُتأقلمة لِطحن ومضغ الأعشاب التندريَّة القُطبيَّة القاسية والخشنة، بحيثُ كانت تيجانها وصفائح المينا عليها أعلى من تلك الخاصَّة بِأقاربها الأقدم عهدًا، أي المواميث الجنوبيَّة. مضغت المواميث الصوفيَّة طعامها عبر تحريك فكَّها السُفليّ نحو الأمام باستخدام عضلات أفكاكها القويَّة، ومن ثُمَّ تحريكه إلى الخلف مُجددًا مع إعادة فتح فمها بين المضغة والمضغة؛ وبهذا الشكل كانت صفائح المينا تقطع الأعشاب وتطحنها طحنًا. كانت تلك الصفائح مُقاومة لِلتآكل في سبيل تمكين الحيوان من الاقتيات على كميَّةٍ كبيرةٍ من الأعشاب التي كثيرًا ما كانت تحتوي على نسبةٍ من الحصى وحُبيبات التُراب التي علقت بها أثناء اقتلاعها من الأرض. ويُحتملُ أن تكون المواميث الصوفيَّة قد استعملت أنيابها الضخمة لِجرف الثُلُوج والوُصُول إلى الأعشاب تحتها، أو لِكسر الجليد في سبيل التمكن من شُرب مياه البُحيرات والسواقي المُجمَّدة شتاءً، ويُستدل على صحَّة هذا الكلام من خِلال المقاطع المُسطحة المصقولة على أنياب بعض العيِّنات المُكتشفة، في الناحية الطرفيَّة منها القريبة من الأرض، والتي وصل عرضها إلى 30 سنتيمترًا (12 بوصة). استُخدمت الأنياب أيضًا لِلحُصُول على الطعام بِطُرقٍ أُخرى، مثل نبش النباتات والبُصيلات وتقشير لحاء الأشجار.

### التأريخ الحياتي

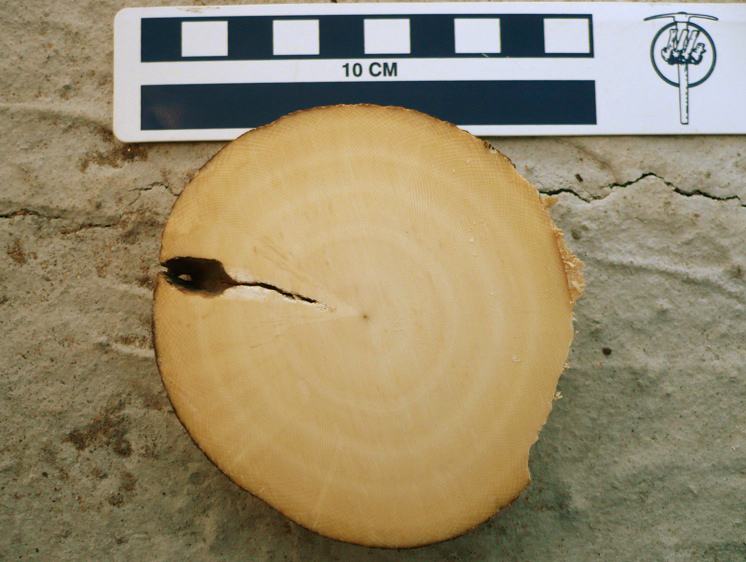
مقطع عرض لِناب ماموث صوفي يُظهرُ حلقات النُموّ بِداخله.

يرتبطُ أمد حياة الثدييَّات بِحجمها إجمالًا، بحيثُ يُمكن القول أنَّ كُلَّما ازداد الحيوان كبرًا كُلما طال أمد حياته المُتوقع أو المألوف. ونظرًا لِأنَّ الفيلة المُعاصرة تُعمِّرُ حتَّى سن الستين تقريبًا، يُعتقدُ بأنَّ المواميث الصوفيَّة كانت تعيش حتَّى السن نفسه نظرًا لأنَّها من ذات الحجم. يُمكن تحديد عُمر الماموث الفرد تقريبيًّا من خلال عد حلقات النُمُو في إحدى أنيابه بعد قطعها عرضيًّا، وذلك لِأنَّ تلك الحلقات لا تُظهر السنوات الأولى من حياته، فتلك السنوات تظهر حلقاتها في أطراف الأنياب، والتي غالبًا ما تكون مُتآكلة ومُهترئة بِسبب عوامل الزمن. يُمثِّلُ كُلٍ خط سميكٍ من خُطُوط الحلقات في ناب الماموث سنةً من حياته، وتتمثَّلُ الأسابيع والشُهُور والأيَّام بِخُطوطٍ أدق وأنحف تقع بين تلك الخُطوط السميكة. كذلك، تُشيرُ الخُطوط القاتمة إلى فُصُول الصيف، بينما تُشيرُ الباهتة إلى الشتاء، وبالتالي يُمكنُ لِلعُلماء تحديد الموسم الذي نفق خِلاله الماموث من خِلال لون آخر خطٍ في أنيابه. كان نُموُّ الأنياب يتباطأ في الأوقات التي يُصبحُ فيها العُثُور على الطعام صعبًا بِالنسبة لِلحيوان، كما في فُصُول الشتاء على سبيل المِثال، أو خِلال فترة المرض، أو عندما يُطردُ الذكر اليافع من قطعيه الأُمومي لِيشق طريقه بِنفسه في الحياة (ذُكُور الفيلة اليافعة تُطرد من قطيعها الأُمومي عندما تبلغ العاشرة من عُمرها تقريبًا)، كما لوحظ أنَّ أنياب المواميث التي عاشت خِلال العصر الجليدي الأخير مُنذ ما بين 25 و20,000 سنة أظهرت مُعدَّلات نُموّ بطيئة جدًا. استمرَّت المواميث الصوفيَّة تنمو حتَّى بعد وُصولها سن البُلوغ، وقد أظهر تفحُّص بعض أعظم الأضلع أنَّ الذُكُور منها استمرَّت تزداد حجمًا حتَّى بُلوغها سن الأربعين، بينما استمرَّت الإناث تنمو حتَّى بُلوغها سن الخامسة والعشرين. بلغ طول الدغفلة المُتجمِّدة «ديمة» 90 سنتيمترًا (35 بوصة) عندما نفقت، وقُدِّر عُمرها بما بين 6 و12 شهرًا، وخِلال هذا العُمر يكون الصف الثاني من أضراسها على وشك أن يظهر لِيحل مكان الصف الأوَّل، الذي يكون قد تآكل عند بُلوغها شهرها الثامن عشر. كان صف الأضراس الثالث يدومُ عشرُ سنواتٍ من حياة الماموث، وتستمرُّ عمليَّة الاستبدال هذه حتَّى ظُهُور الصف السادس من الأضراس بِحُلول سنة الحيوان الثلاثين، وما أن يتآكل الصف الأخير حتَّى يُصبح الماموث عاجزًا عن المضغ والاقتيات، فينفق جوعًا. أظهرت دراسة أُجريت على المواميث الصوفيَّة الأمريكيَّة الشماليَّة أنَّ أكثر الأوقات التي كانت تنفق فيها هي فصليّ الشتاء والربيع، وهُما الفصلان الأصعب في حياة جميع الكائنات القطبيَّة.
أكثرُ رؤوس العيِّنات المُتجمِّدة انحفاظًا هو رأس العيِّنة الشهيرة باسم «ماموث يوكاگير»، وقد أظهر تفحُّص هذه العيِّنة أنَّ المواميث كانت تتمتع بِغُددٍ زائلة (مؤقتة) بين كُل عينٍ وأُذن. وهذا يعني أنَّ ذُكُور المواميث الصوفيَّة كانت، كما ذُكُور الفيلة المُعاصرة، تدخل فترة نزو جنسي تتميَّز بارتفاع مُعدَّل عدائيَّتها، وخِلال هذه الفترة تفرز هذه الغُدد مادَّةً زيتيَّةً قويَّة الرائحة تُعرف بـ«التمپورين»، يُعتقد بأنَّ الفراء الكثيف كان يُساعد على تقويتها ونشرها بشكلٍ أكبر على طول الجسم.

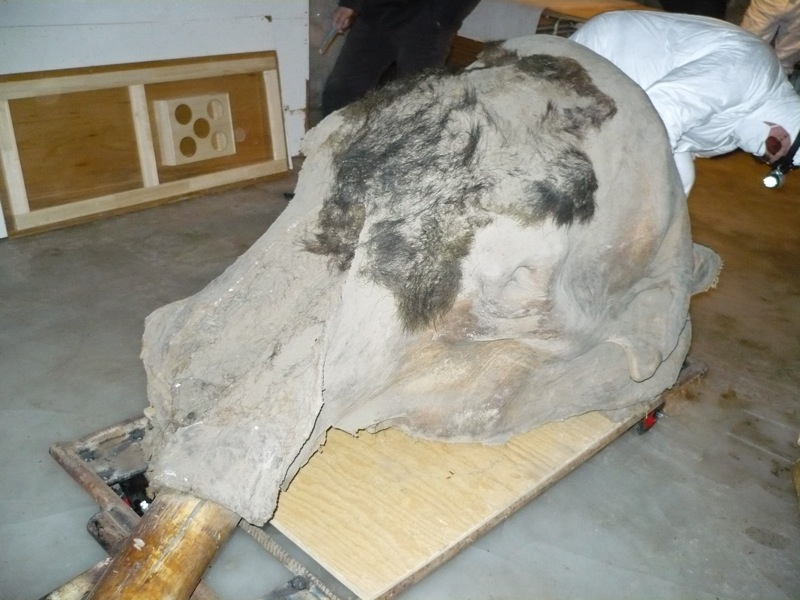
رأس «ماموث يوكاگير»؛ لاحظ أنَّ الخُرطُوم مُهترئ وغير محفوظ.

أظهرت دراسة عيِّنات الدغافل المُتجمِّدة أنَّها وُلدت جميعها خِلال فصليّ الربيع والصيف، ونظرًا لأنَّ فترة حمل الفيلة المُعاصرة تتراوح بين 21 و22 شهرًا، يُحتمل أن يكون موسم تزاوج المواميث الصوفيَّة استمرَّ طيلة الصيف إلى الخريف. أظهر التحليل النظائري δ15N لِأسنان الدغفلة «ليوبا» نمائها السَّابق لِلولادة، ودلَّ على أنَّ فترة حمل المواميث الصوفيَّة كانت مُماثلةً لِفترة حمل الفيلة المُعاصرة، وأنَّ ليوبا المذكورة وُلدت خِلال فصل الربيع. أظهر التدقيق الذي أُجري على عظام عدَّة عيِّنات من المواميث الصوفيَّة أنَّها كانت تُعاني من عدَّة أمراض عظميَّة. أبرز تلك الأمراض كانت الفصال العظمي، وقد ظهرت عوارضه في 2% من العيِّنات التي عُثر عليها، وفي إحدى تلك العيِّنات المُكتشفة في سويسرا كانت الفقرات مُلتحمة نتيجة هذه الحالة المرضيَّة. وفي حالة «ماموث يوكاگير» تبيَّن أنَّهُ كان يُعاني من التهاب الفقار في فقرتين على الأقل، كما أظهرت عيِّنات أُخرى مُعاناتها من التهاب العظم والنقي. وفي عيِّناتٍ غيرها تبيَّن وُجُود بعض الكُسُور في عظامها التي شفيت بِمُرور الزمن، مما يعني أنَّ تلك الكائنات كانت عرضةً لِهكذا إصابات خِلال حياتها. عُثر على عددٍ من الفقرات العُنقيَّة المُصابة بِإعاقاتٍ مُختلفة في حوالي 33% من العيِّنات التي تمَّ استخراجها من إقليم بحر الشمال، ولعلَّ ذلك سببه التناسل الداخلي المُكثَّف بين أفراد جُمهرة ضئيلة العدد كانت تقطن تلك المنطقة.  أيضًا، تمَّ التعرُّف على بعض يرقانات الذُباب الطُفيلي والأوليَّات في أمعاء الدغفلة ديمة.

## الانتشار

### الموائل الطبيعيَّة

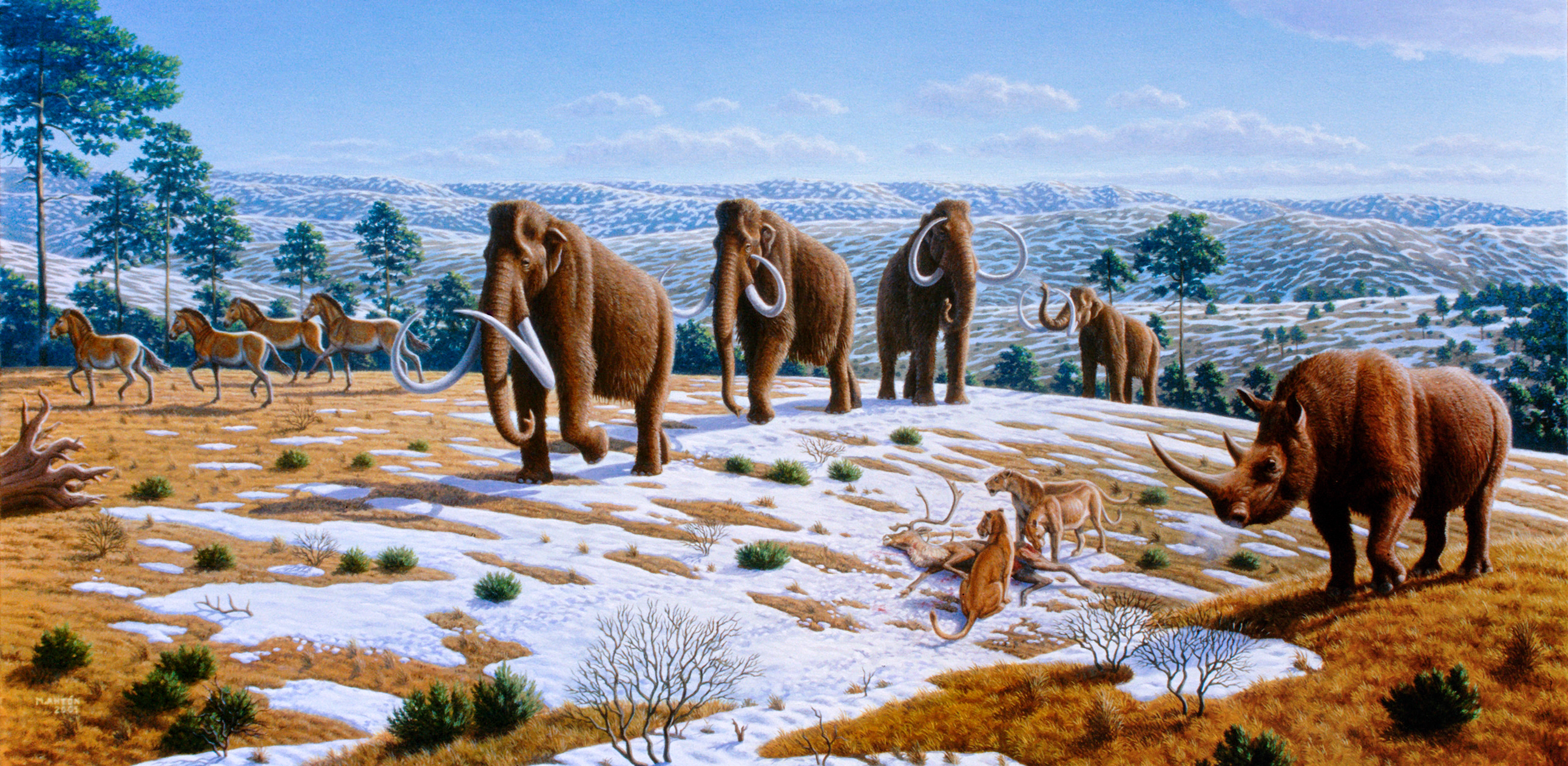
رسم تخيليٌّ لمجموعةٍ من المواميث الصوفيَّة أثناء نهاية العصر الپلستوسيني في منطقةٍ بشمال إسپانيا، بريشة موريشيو أنطون 2004.

يُعرَف الموئل الطبيعي الذي عاشتْ فيهِ هذه الحيوانات باسم «سُهُوب الماموث» أو سُهوب التَّندرة، وهي إقليمٍ بيئي ذو دوائر عرضٍ مُرتفعة ظهر أثناء العصر الجليدي الأخير، ووصلَ امتدادُه إلى شمال آسيا وأجزاءٍ عديدة من أوروپَّا وإلى النِّصف العلوي من أمريكا الشمالية. كان هذا الإقليم يُشبه السُّهوب العشبية المُنتشرة حالياً في روسيا، إلا أنَّ الحياة النباتية فيه كانت أكثر تنوُّعًا وغزارة وأسرع نُموًَّا، فمنها الأعشاب والأحراش والبردي والشجيرات وقليلٌ من الأشجار المُعمِّرة (واقتصر وُجود هذه الأخيرة على الأقاليم الواقعة جنوبًا). وفي الحقيقة وعلى عكس التصوُّر الشَّائع، لم تكُن هذه السهوب مُغطَّاة بأيِّ ثلوج أو طبقاتٍ جليديَّة، والسَّبب في ذلك أنَّ ضغطها الجويَّ كان مُرتفعًا آنذاك بدرجةٍ لا تسمحُ بتراكم الثلوج. تشاركَت المواميث هذه البيئة الطبيعيَّة مع أنواعٍ أخرى من الحيوانات العاشبة، من أهمِّها وحيد القرن الصوفي والأحصنة البرية والبيسون. وجدت دراسةٌ أجريت في سنة 2014 أنَّ نوعاً من النَّباتات المُزهرة (يُسمَّى الفوربس) كان ذا أهميَّة شديدةٍ في إقليم سُهوب الماموث، فقد شكَّلت هذه النَّبتة مصدر غذاءٍ أساسيٍّ لمُعظم الحيوانات العاشبة التي عاشت في هذا الإقليم.

### الموطن

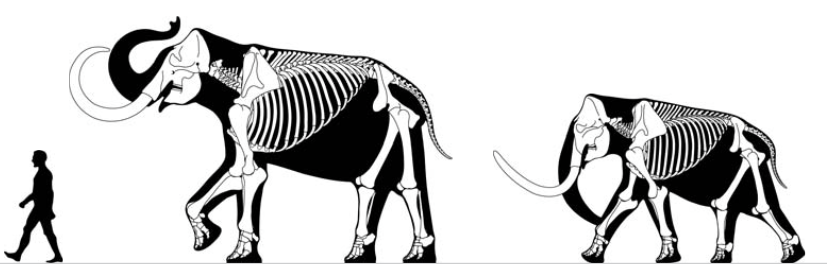
مُقارنة الهياكل العظميَّة لِأكبر عيَّنةٍ أوروپيَّةٍ عُثر عليها من المواميث الصوفيَّة، وعينةٍ سيبيريَّةٍ أصغر حجمًا.

تقعُ أدنى دائرة عرضٍ عُثر عندها على بقايا ماموث صوفيٍّ قُربَ بلدة شاندونغ في الصِّين، ويعودُ تاريخُها إلى 33,000 سنةٍ مضت. وأما في قارة أوروبا فإنَّ دائرة العرض الأدنى تقع عند وادي «مُنخفض غرناطة» في منطقة الأندلس. ساعدت دراساتُ الأحماض النووية الحديثة على تحديد التوزيع الجغرافي التاريخي لهذه الحيوانات، وحسب  نتائج دراسةٍ من هذا النَّوع أجريتْ في سنة 2008، فقد انقسمت المواميث الصوفيَّة إلى مجموعتين سُكَّانيتين أساسيَّتين: واحدةٌ عاشت في دوائر العرض العالية من القُطب الشمالي وانقرضت قبل 45,000 سنة، والأخرى انتشرت في مناطق كثيرةٍ على الأرض وانقرضت قبل 12,000 سنة. ومن المُحتمل أنَّ الاختلاف الجينيَّ بين هاتين المجموعتين يكفي لاعتبارهما نويعين مُستقلَّين. أظهرت دراسةٌ حديثةٌ أخرى اعتمدت على مُقارنة النَّظائر الإشعاعيَّة لبقايا مواميث من منطقة سيبيريا وأمريكا الشماليَّة أنَّ الظُّروف المُناخيَّة بين هذين الإقليمين كانت مُختلفة بدرجةٍ كبيرة، فالجانب الغربيُّ من جسر يابسة بيرنجيا (وهو سيبيريا) كان أكثر برودةً وجفافًا في نهاية العصر الپليستوسيني من الجانب الشرقي (وهو ألاسكا). وفي خلال فترة جُيولوجيَّة تُسمَّى الدرياس المُبكِّر (يعودُ تاريخُها إلى 12,000 عامٍ تقريبًا) ازداد نطاق الانتشار الجغرافي للمواميث الصوفيَّة لمُدَّة قصيرةٍ نحو شمال شرق أوروپَّا، إلا أنَّ ذلك كان قبل زمنٍ يسيرٍ من انقراض هذه الحيوانات من على وجه الأرض كُلِّها.
أظهرت دراسة من سنة 2008 أنَّ بعض المواميث الصوفيَّة هاجرتْ من آسيا إلى أمريكا الشمالية عبرَ جسر يابسة بيرنجيا قبل نحو 300,000 عام، وأصبحت النُويعة المنحدرة من هذه المواميث المُهاجرة تُمثِّل جميعَ المواميث الموجودة في أمريكا قبل 40,000 سنة، إلا أنَّها لم تَعِش طويلاً بعد ذلك، فقد كان هذا الوقت قريبًا من تاريخ انقراض آخر المواميث في الأمريكيَّتين. اكتشفت أحافيرٌ لمواميث صوفية بجانب مواميث كُولومبيَّةٍ في بعضِ مواقع الحفريَّات بقارة أمريكا الشمالية، ومنها منطقة ينابيع حارَّة في ولاية داكوتا الجنوبية، وتُظهر هذه الاكتشافات أنَّ التوزيع الجغرافي لهذين النَّوعين من الماموث كان مُتداخلاً. من جهةٍ أخرى، من المُحتمل أن تكونَ هذه المواميث قد عاشت في نفس المناطق لكن على فتراتٍ زمنيَّة مُختلفة، في هذه الحالة، يُمكن أن يكون الماموث الصوفي قد وصلَ إلى إلى هذه المناطق الجغرافيَّة بعد أن انقرضَ منها الماموث الكولومبيّ.

## العلاقة مع الإنسان

### في الفُنون والثقافات القبتاريخيَّة

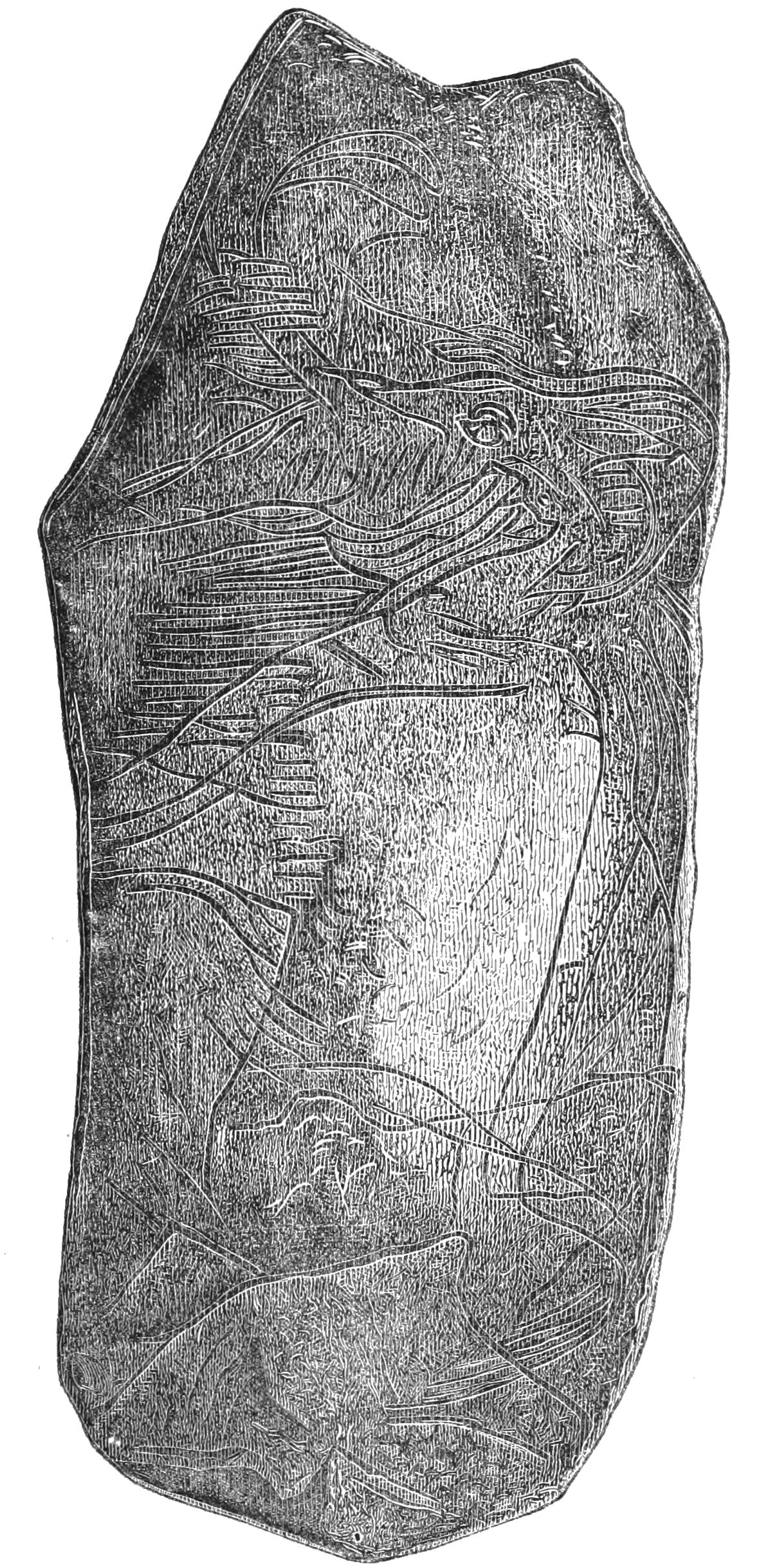
صورة ماموث صوفي منحوتةٌ على قطعةٍ من العاج، اكتشفها الأحيائي الفرنسي إدوار لارتيه عام 1864.

عاصرَ الإنسان الحديث حيوانات الماموث الصوفي في أجزاءٍ مُختلفةٍ من العالم خلال العصر الحجري القديم الأعلى، فقد وصلَ البشر إلى أوروپا بعد أن عبروا إليها من أفريقيا في تلك الفترة، مُنذ 40,000 إلى 30,000 سنةٍ خلت. وحتى قبلَ ظُهور الإنسان الحديث فقد عاصرَ أيضاً إنسان نياندرتال المواميث الصوفيَّة خلال العصر الحجري الوسيط، بل وقد كان إنسان نياندرتال قادرًا على صيد الماموث والاستفادة من عظامه في صناعة أدواتٍ للاستخدام أو الاستفادة منها في بناء مأوى له. بصورةٍ عامة، كان الماموث حيواناً مُهمًّا جدًا بالنسبة للإنسان في العصر الجليدي الأخير، فمن المُحتمل أنَّ البشر اعتمدوا على ما يحصلونَ عليه من الماموث في بقائهم أثناء بعض الفترات. رُغم ذلك، لم يعترف مُعظم العلماء بوُجود عصورٍ تشاركها الإنسان والماموث حتى القرن التاسع عشر، ففي سنة 1823 نشر وليام بكلاند اكتشافاً لهياكل عظميَّة بشريَّة وُجِدَت في أحد الكهوف بالقُرب من عظام ماموثٍ صوفي، وقد أشار وليام إلا أنَّ عظام البشر والماموث تعودُ إلى فتراتٍ زمنيَّة مُختلفة، إلا أنَّه كان مُخطئاً في الحقيقة. اكتشفَ الأحيائي الفرنسي إدوار لارتيه عام 1864 صُورة ماموث صوفيٍّ نُحِتَت على قطعة عاجٍ أخذت من نابٍ لماموث آخر في كهفٍ بإقليم دوردونيي، وكان هذا النَّحتُ أوَّل دليلٍ أجمعَ عليه العُلماء لوُجود حقبٍ تاريخيَّة عاشَ فيها الإنسان والماموث جنبًا إلى جنب، بل إلى جانب أيِّ حيوانٍ مُنقرضٍ مُنذ ما قبل التاريخ، وقد كان أيضاً أوَّل اكتشافٍ علميٍّ لصورة حيوانٍ منقرضٍ رسمها بشر ما قبل التاريخ.

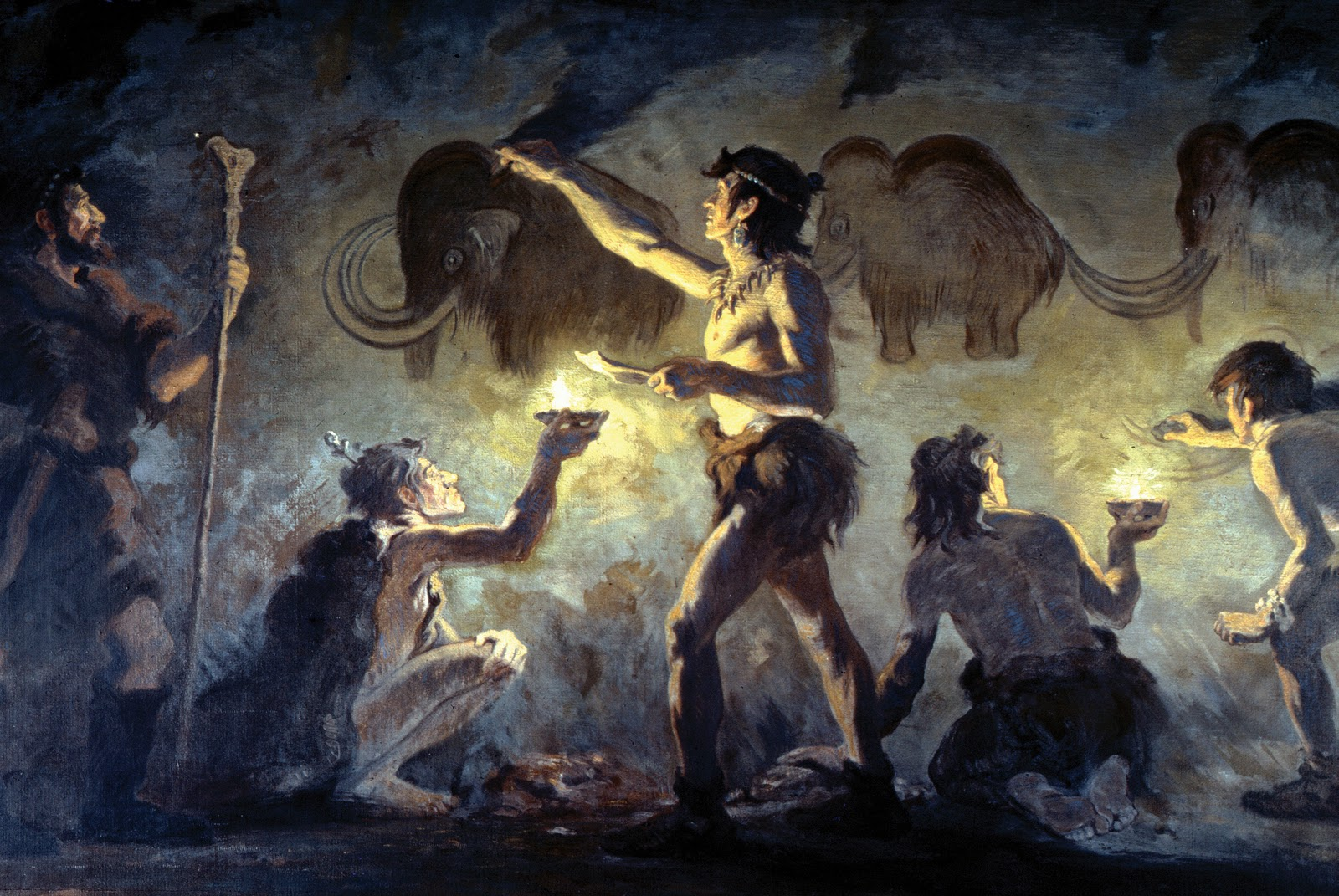
لوحة لرسَّامين كرومانيِّين (ناسٌ بدائيُّون) وهُم يجهِّزون صور مواميث في كهف فونت دي غومي، بريشة تشارلز ر. نايت عام 1920.

يُعتَبر الماموث الصوفيُّ ثالث أكثرَ حيوانٍ يظهرُ في رسومات العصر الجليديّ، إذ يأتي في ترتبيه بعد الأحصنة البريَّة وثيران البيسون، وقد ظهرت جميعُ صوره ما بين 35,000 و11,500 سنةٍ مضت. اكتشفَ حتى هذه اللَّحظة أكثرُ من 500 رسمٍ تاريخيٍّ لحيوانات الماموث، ومنها ما هو رسومٌ على جُدران 46 كهفاً في روسيا وفرنسا وإسپانيا، وكذلك نحوتاتٌ ونقوشٌ على قطعٍ من العاج وقرون الوُعول والحجارة والعظام. تتراوحُ هذه الرُّسومات في أشكال وأحجام المواميث التي تُصوِّرها. يُعَدُّ كهف روفنگاك الأكثر من حيثُ عدد الرسومات، إذ يُغطِّي جُدرانه 159 رسمًا لمواميث مُختلفة، ويأتي بعده كهف شوفيه ولس كومبريلاس وفونت دي غومي. ومن المُحتمل في الحقيقة أنَّ بعض النُّقوش في كهفٍ يُسمَّى إيل كاسيتلو تُظهِرُ أنواعًا من مجموعة الفيلة مُستقيمة الأنياب (باللاتينية: Palaeoloxodon) عوضاً عن حيوانات الماموث.
عادةً ما يكونُ التحقُّق من تاريخ النقوشات أو النحوتات على قطع العاج والعظام أسهلَ من الرسومات على جُدران الكهوف، وذلك لأنَّ العظم والعاج يُعثَر عليهما مدفونَيْن بين رسوبيَّاتٍ تحتوي أشياءً أخرى مثل أدواتٍ استخدمها البشر في العصر الجليدي، وتُسَاعد هذه الأدوات على تحديد تاريخ الموقع الجيولوجي بدقَّة أكبر. عُثرَ على أكبرِ مجموعةٍ من هذه القطع المنحوتة في مُخيَّم يُسمَّى غونرسدورف يقعُ في غربيّ ألمانيا، إذ اكتشفَ فيه 62 نحتاً و47 نقشًا في ستينيَّات القرن العشرين. تُظهر الدراسات أنَّ ارتفاع عدد المواميث التي رسمها سُكَّان الكُهوف القُدامى لا يدلُّ على أنَّهم اصطادوه أو احتكُّوا معه أكثر من الحيوانات الأخرى بالضَّرورة، وذلك لأنَّ عظام الأيائل كانت أكثر بقايا حيواناتٍ عُثرَ عليها في مواقع الرسومات، وليس عظام الماموث. اكتشفَ أيضاً رُمحَان منحوتان على هيئة مواميث صوفيَّة في فرنسا. قد لا يكونُ موقع اكتشاف نحوتات الماموث بالضَّرورة مكانَ نحتها دائماً، فمن المُمكن أنَّ بشر ما قبل التاريخ قد تاجروا بهذه المنحوتات أو نقلُوها من مكانٍ لآخر معهُم.

### في الاستغلال والانتفاع

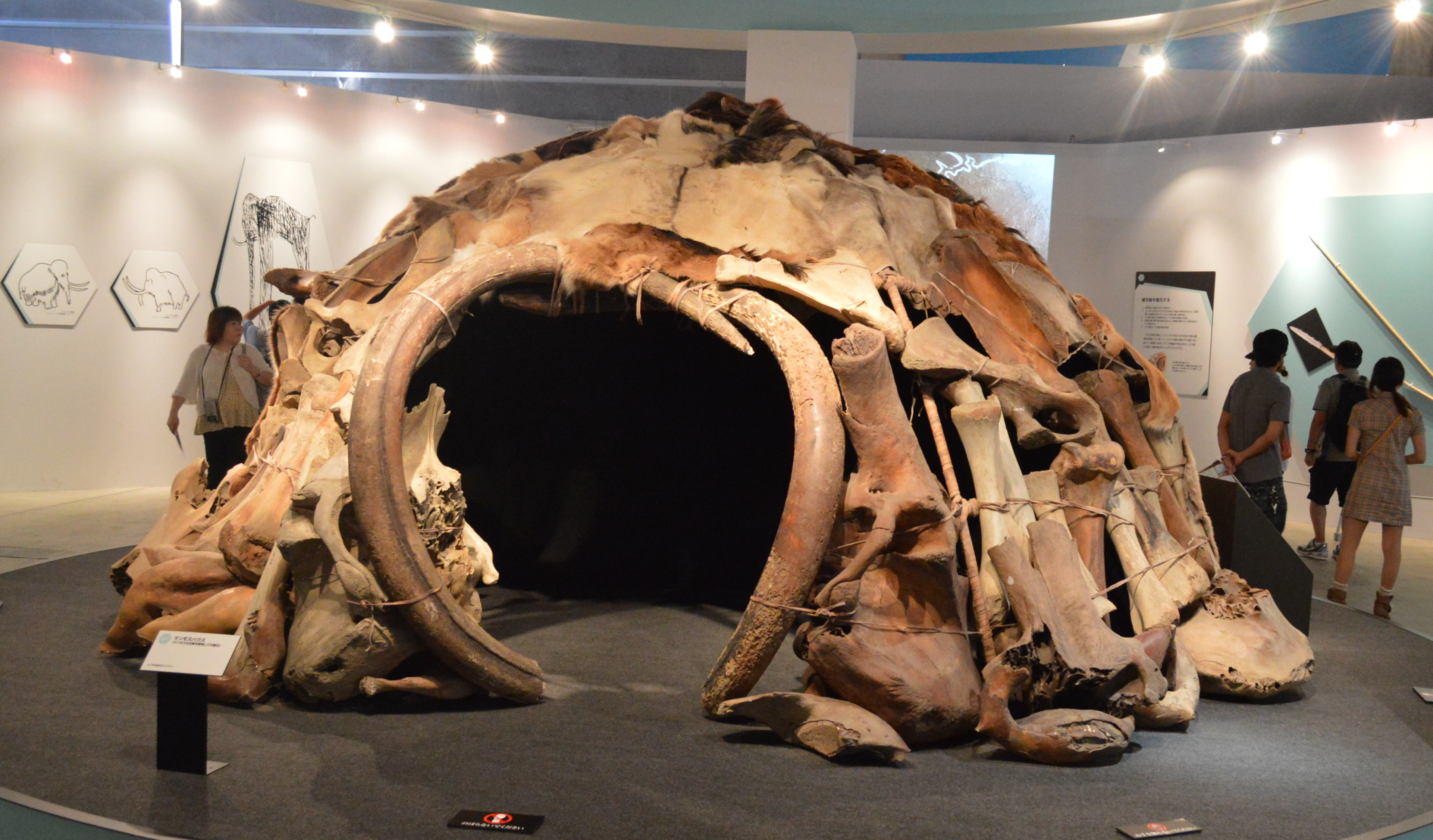
كوخٌ من عظام المَاموث أُعِيدَ بناؤُه استناداً إلى بقايا أثريَّة مُكتشفةٍ في أوكرانيا، وهو معروضٌ في متحفٍ باليابان.

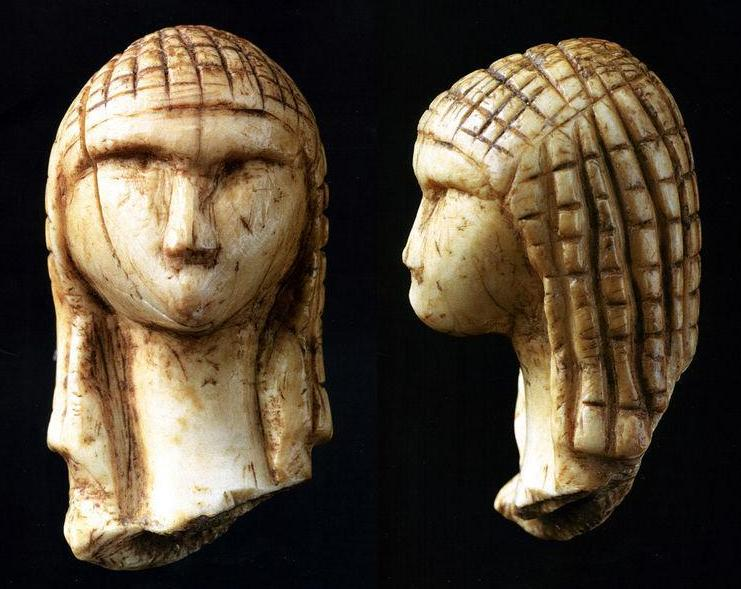
تمثالٌ على هيئة رأس امرأة بشرية نُحِتَ من عاج الماموث، وهو معروضٌ في مُتحف الآثار الوطني بفرنسا.

استفادَ الإنسانُ القديم (ومنهُ إنسان نياندرتال وكذلك الإنسان الحديث) من عظام الماموث بوصفها مادَّةً مُفيدةً في البناء أثناء العصر الجليديّ. عُثرَ على حوالي 70 بناءً بشريًّا مُشكَّلاً من عظام الماموث في أجزاءٍ مُختلفةٍ من العالم، إلا أنَّ مُعظمها في السهل الأوروبي الشرقي. كانت قاعدةُ الكوخ تُبنَى على هيئةٍ دائريَّة، تتراوحُ مساحتُها من 8 أمتارٍ إلى 24 متراً مُربَّعاً، وقد بُنِيَت العديدُ من هذه الأكواخ بجانب بعضها على هيئة مُستوطنات، بحيثُ تفصلُ بينها مسافاتٌ تتفاوتُ من مترٍ واحدٍ إلى عشرين متراً، بناءً على الطَّبيعة الجغرافيَّة للمكان. استُخدمَت عظامٌ كبيرةٌ في بناء أساسات الأكواخ، وعادةً ما شُيّدت البوَّابة باستخدام نابي الماموث الطَّويلَيْن، وأمَّا السَّقفُ فعلى الأرجحِ أنَّه كانَ من الجلد الصوفيِّ المَشْدود بين قطع العظام. كانت لبعض الأكواخ أرضيَّاتٌ يبلغُ سُمكها 40 سنتيمترًا، وقد تُرِكَت في عددٍ منها مواقدُ نيرانٍ حُرِقَت فيها العظام لنُدرة الخشب. من المُحتمل أنَّ البشر اصطادوا المواميث أحيانًا للاستفادة منها في بناء أكواخهم، إلا أنَّ هيئة العظام وحالتها والاختلافَ في أعمارها بدرجةٍ تصلُ إلى آلاف السِّنين، كُلُّها علاماتٌ تدلُّ على أنَّ مُعظم العظام جُمِعَت من جثث مواميث ميِّتةٍ مُنذ زمنٍ طويل. استُخدِمَت عظامُ المواميث أيضاً في بناء العديد من الأشياء، مثلَ الأثاث المنزليِّ وأدوات الصَّيد والآلات الموسيقيَّة. وأمَّا العظامُ كبيرة الحجم (مثل عظم الكتف) فقد استُفيدَ منها في تغطية جُثث الموتى أثناء الدَّفن.
استفادَ البشر القُدامى من عاج الماموث لنحت تماثيل صغيرة. في الفترة التي عاصرَ فيها الإنسان القديمُ الماموث، صُنِعَت العديد من تماثيل فينوس من العاج، كما وقد صُنِعَت الأسلحة (مثل الخناجر والرِّماح والكيد). ولكي يستطيع البشر صناعة هذه الأشياء احتاجوا أولاً إلى اقتصاصِ أنياب الماموث الضَّخمة، ومن ثمَّ تقليمها وتقسيمها إلى أجزاءٍ أصغر وأسهلَ للنَّحت. تُظهر الآثار العاجيَّة التي تركها الناس القدماء أيضاً أنَّهم كانوا قادرينَ على تغيير هيئة أنياب الماموث لجعلها مُستقيمةً بدلاً من أن تكون مُقوَّسة.

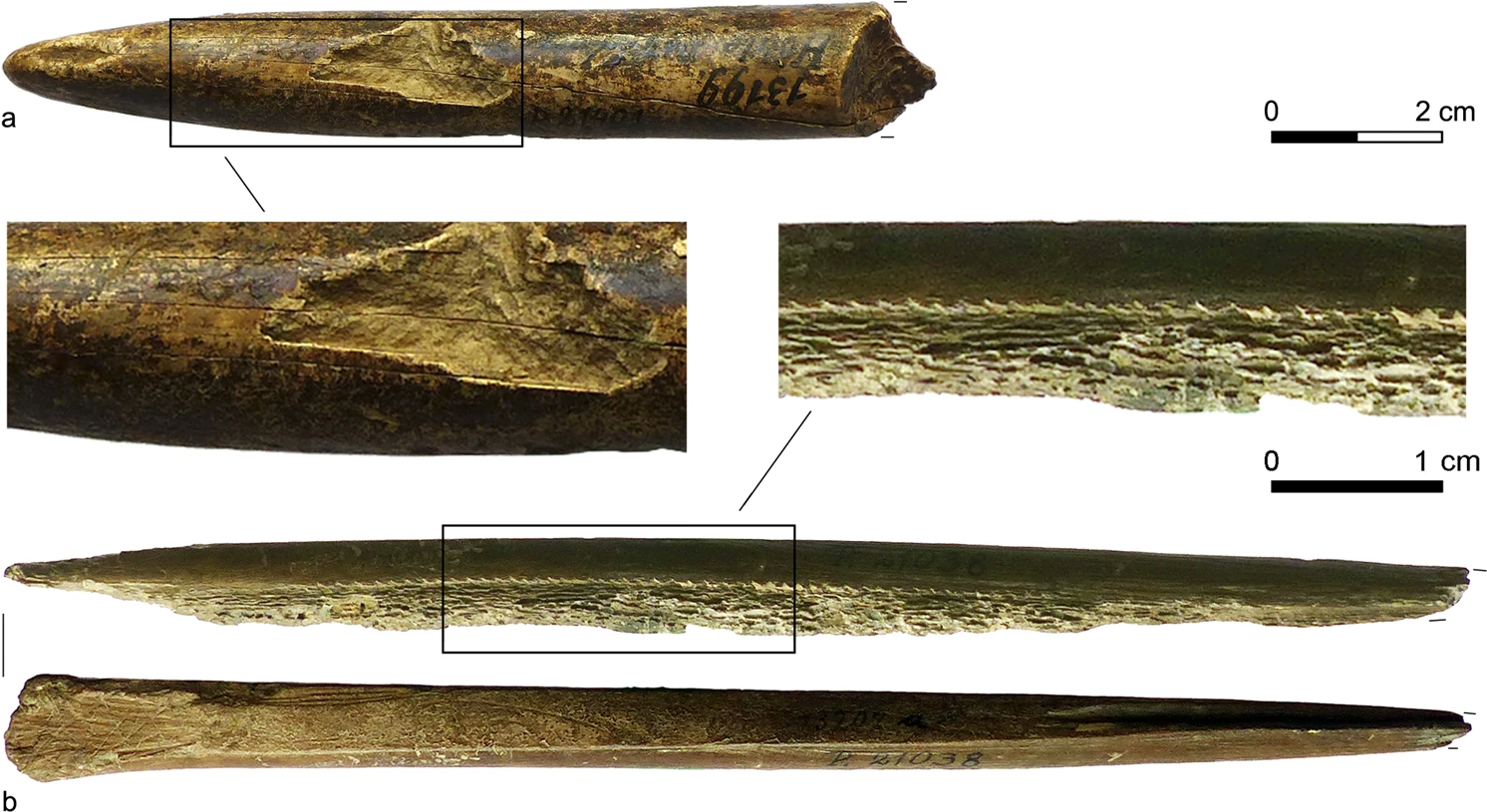
رؤوس رماح مصنوعة من عاج الماموث الصوفي تعود إلى العصر الحجري القديم، عُثر عليها في كهف پيكارنة في التشيك.

تُظهر بعض البقايا المُكتشفة للمواميث الصوفية أنَّها قُتِلَت على يد الإنسان، والدليل على ذلك هو تكسُّراتٌ في العظام أو جراحٌ أو علامات أخرى تتركُها الأسلحة المَصنوعة من الحجارة التي كان يستخدمها الإنسان في الماضي. ليس من المعروف إذا ما اعتمدَ البشر القدماء على لحم الماموث كغذاءٍ حقيقيّ لهُم، فقد عاصَرُوا في نفس الفترة التي عاشَ فيها الماموث العديد من الحيوانات العاشبة الأخرى كبيرة الحجم (مثل الأحصنة والثيران). من المُحتمل أيضاً أنَّ البشر لم يصطادوا المواميث دائماً بأنفسُهم، بل رُبَّما استفادوا من جيف تلك التي وَجدوها ميِّتةً بالفعل. من جهةٍ أخرى، تُصوِّر بعضُ رسومات الكهوف التاريخيَّة بشراً وهُم يُوقعون بمواميث في أفخاخٍ تبدو وكأنَّها حفرٌ مخفيَّة في الأرض، وبالفعل، فإنَّ ثمَّة عدداً قليلاً من بقايا المواميث المُكتشفة التي تحملُ دلائل مُباشرةً وواضحةً على أنَّ البشر قتلوها. على سبيل المثال، اكتُشفَ في إحدى جيف الماموث بسيبيريا رأسُ رُمحٍ مغروزٌ داخل كتف الحيوان، بطريقةٍ تثبت أنَّ الرمح ألقيَ نحوَه بقُوَّة هائلة. وتظهرُ أيضاً على ماموثٍ من الحقبة الموستيرية مكتشفٍ في إيطاليا علاماتٍ واضحةً لإصابته بحرابٍ من صُنع إنسان نياندرتال. كانت جيفة دغفل الماموث المعروف باسم «يوكا» أوَّل دليلٍ من بقايا ماموث مُتجمِّدة على أنَّ هذه الحيوانات قابلت الإنسان القديم، فالجُثَّة توحي بأنَّ يوكا مات بعد أن هاجمهُ كائنٌ مفترس، ومن ثمَّ عَثَرت جماعةٌ من البشر على جيفته خلال فترةٍ قصيرة واستفادت منها، فقد نُزِعَت من جسده العديدُ من عظامه وألقيت من حوله. تظهر آثار الصَّيد البشري أيضاً على عددٍ من الجيف المكتشفة حول نهر يانا في سيبريا، والتي يُحتَمل أنَّ البشر لم يصطادوها بصُورةٍ مُتكرّرة، بل رُبّما أرادوها لعاجها فقط. تُوجد دلائل على أنَّ ماموثين مُكتَشفين في ويسكونسن، اسماهُما «شافير» و«هيبور»، قد اصطيدا على يد الأمريكيين الأصليين القدماء.

## الانقراض

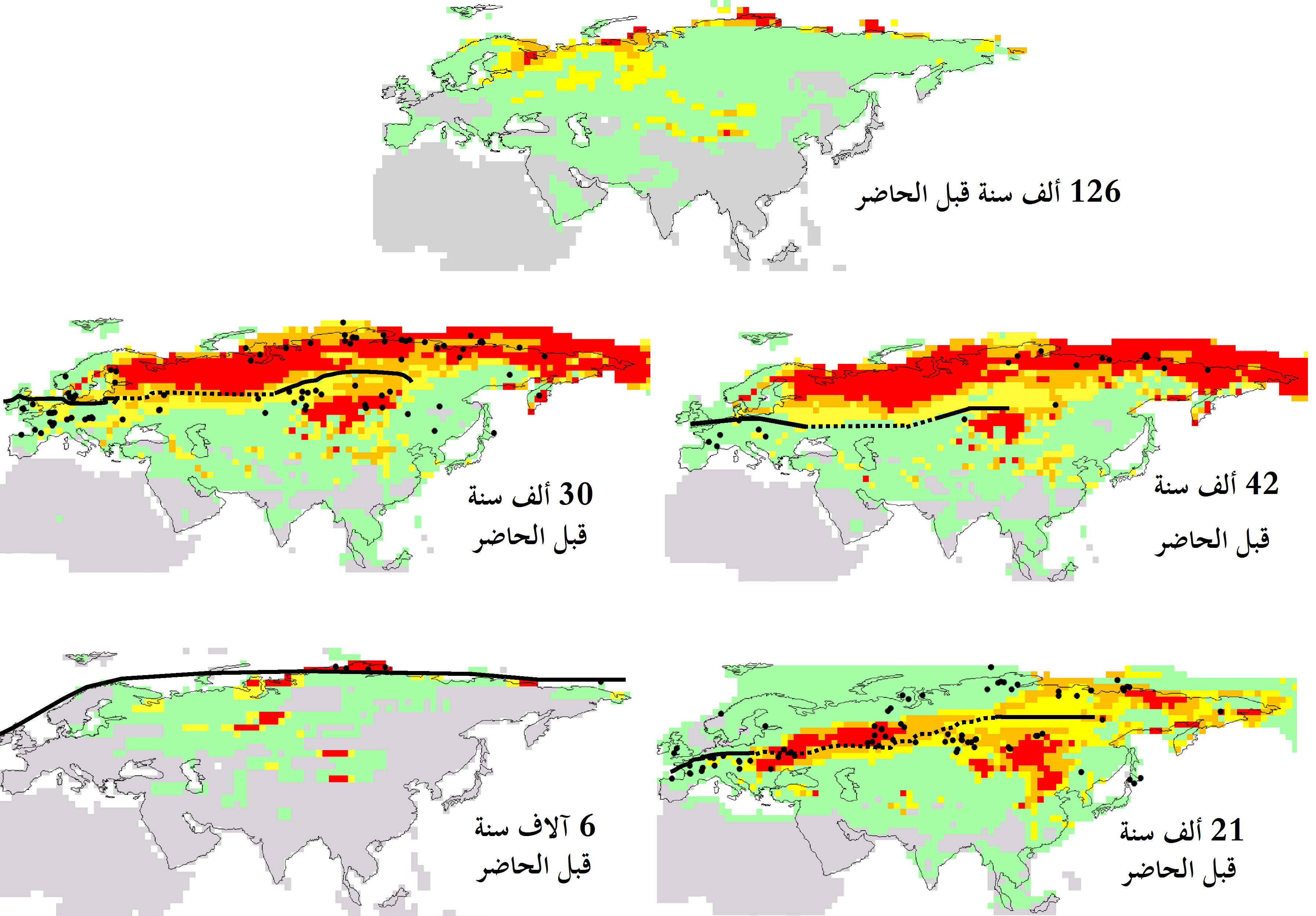
تُقارنُ هذه الخريطة بين المناطق الجغرافيَّة في العالم حسب مُوافقتها المناخيَّة للمواميث الصوفيَّة في نهاية عصر الپليستوسيني وبداية الهولوسيني: يعني اللَّون الأحمر مكانًا مُناسبًا بينما يُشير الأخضر إلى مكان غير مُناسب، وأما الخُطوط السوداء فهي تُمثّل نطاق وُجود الإنسان الحديث.

بدأت مُعظم جماعات الماموث الصوفيّ بالاختفاء من على وجه الأرضِ مع مطلع العصر الهولوسيني، وقد اختفت معهم أغلبُ الحيوانات الضَّخمة الأخرى التي عاشت في ذلك العصر، مثل أنواع الماموث الأخرى (الماموث الكولومبي)، فقد كان انقراض الماموث جُزءاً من موجة انقراضٍ كبيرة بدأت قبل 40,000 سنةٍ تقريبًا، ووصلت ذُروتها بين 14,000 و11,500 سنةٍ خلت. ينقسمُ العلماء إلى مُعسكرين أساسيَّين في آرائهم حولَ انقراض الماموث، فالأول يرى أنَّ الصيد على أيدي البشر كان السَّبب الأساسيَّ لاختفاء هذه الحيوانات، بينما يعتقد الثاني أنَّ التغيُّرات المُناخية (وما تسبَّبت من تدمير البيئة الطبيعيَّة لهذا الكائن) كانت العامل الأساسي، كما يُوجد معسكرٌ ثالث يرى الجمعَ بين الرأيين كسببين جوهريَّين في الانقراض. بصُورة عامّة، يُعتَقد أنَّ السبب في انقراض الثدييات كبيرة الحجم وبقاء الصَّغيرة، يعودُ إلى أنَّ الأولى - ومنها الماموث - أكثر حساسيَّة نحوَ التغيُّرات البيئية بسبب قلَّة أعدادها وحاجتها إلى فتراتٍ طويلةٍ من الوقت لتتكاثر. في الواقع، لم تختفِ المواميث من على الأرض دُفعةً واحدة، بل أخذت تتناقصُ بالتدريج على مرِّ زمنٍ طويل. اختفتْ مُعظم جماعات المواميث بصُورة نهائية في وقتٍ ما بين 14,000 إلى 10,000 سنةٍ خلت، ويُعتقد حاليًا أنَّ آخر تلك الجماعات عاشتْ على شبه جزيرة قيتيك في أقصى شمال شرقيّ سيبيريا قبل 9,650 عام. وقد نجحت جماعةٌ صغيرةٌ من المواميث بالبقاء حيَّة على جزيرة سينت باول المُنعزلة في ألاسكا حتى مُنتصف العصر الهولوسيني (وهو الحقبة الحالية من تاريخ الأرض)، حيث مات آخر أفرادها قبل ما يربو على 5,600 سنة. ظلَّت آخر جماعةٍ معروفةٍ من المواميث في العالم حيَّةً على جزيرة رانگل النائية في وسط المحيط المتجمد الشمالي حتى 4,000 سنةٍ مضت، وهو زمنٌ كانت الحضارة البشرية قد بدأت بالازدهار عنده، بل وكان مُتزامنًا مع بناء الهرم الأكبر في مصر القديمة. تُشير دراسات وراثيَّة أجريت على بقايا ماموثين، أحدُهما من سيبيريا ويعودُ عمره إلى 44,800 سنةٍ خلت، والآخر من جزيرة رانگل وعمره 4,300 سنة، توحي بأنَّ أعداد الماموث تعرَّضت لنكستين كبيرتَين: إحداهما وقعت قبل 280,000 عامٍ وتعافَت منها مُعظم جماعات الماموث، والأخرى كانت قبل 12,000 عام (قُربَ نهاية العصر الجليدي الأخير) والتي انقرضت معها هذه الكائناتُ إلى الأبد.

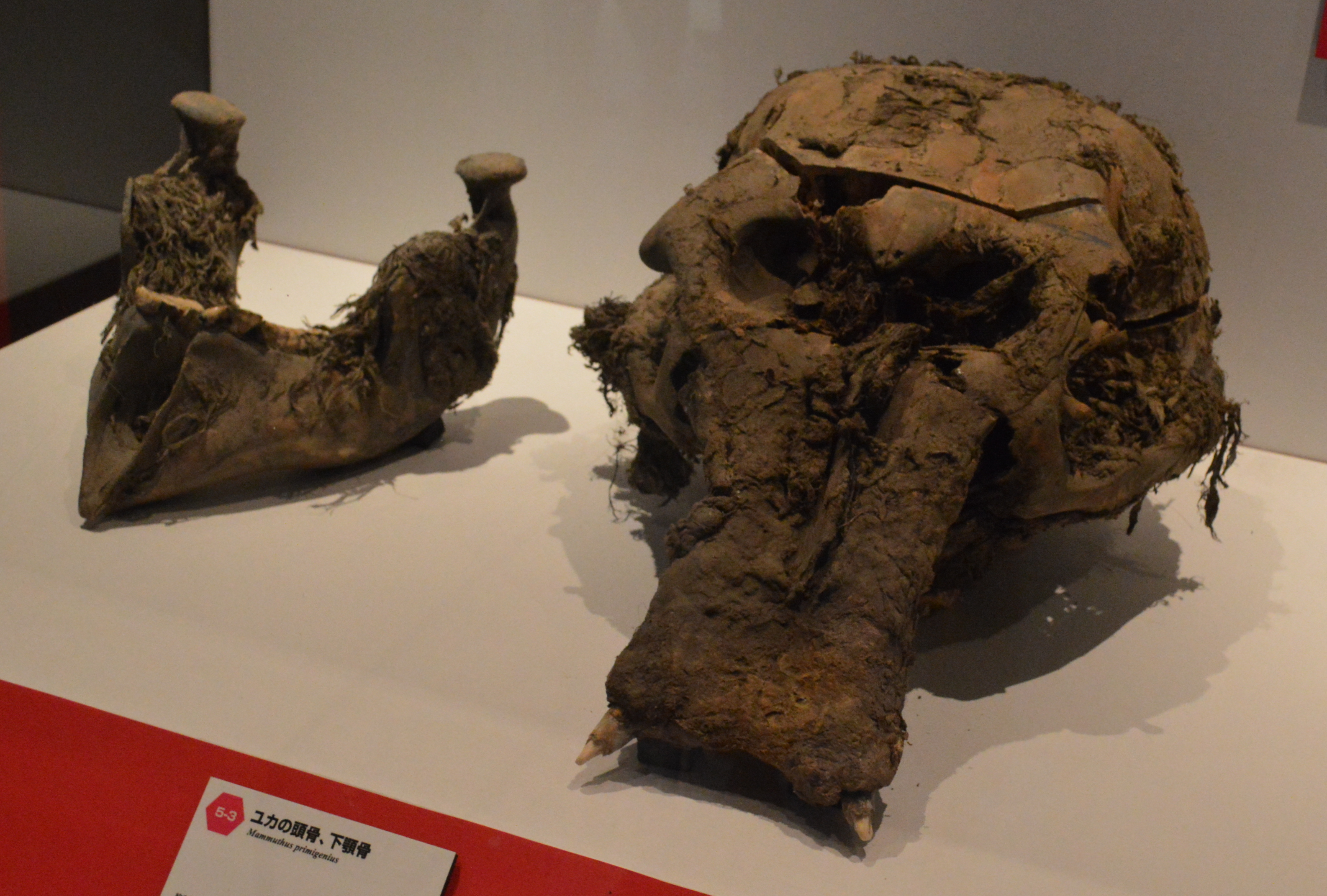
جُمجمة وفكّ دغفل الماموث (صغيره) المُسمّى «يوكا»، واللذين يُحتَمل أنَّ بشر ما قبل التاريخ قد استخرجوهما من جيفته.

بعد انقراض مُعظم جماعات الماموث على اليابسة، ظلَّت جماعةٌ منها حيَّة في انعزالٍ تامٍّ على جزيرة رانگل لمُدَّة 5,000 سنة، إلا أنَّ انعزال هذه المواميث كان نتيجة الارتفاعَ المُفاجئ في منسوب مياه البحر مع انتهاء العصر الجليدي، لذلك كان عددُها صغيرًا لا يتعدى 300 إلى 1,000 ماموث، فأدَّى هذا العددُ القليل إلى خسارةٍ في السَّلاسل الجينية بنسبة 20% إلى 30%، وكذلك انخفاضٍ في تنوُّع الحمض النووي بنسبة 65%. ومع أنَّ خسارة التنوع الجيني هذه يُفتَرض أن تجعل الحيوانات شديدة الحساسيَّة للتغيُّرات البيئية والأمراض، إلا أنَّه يبدو أن هذه الجماعة حافظت على استقرارها بعدَ ذلك، ولم تُعاني من المزيد من انخفاض التنوّع الجيني.
من هُنا، يُمكن القول أن الدلائل الوراثية تُوحي بأنَّ انقراض الجماعة الأخيرة من المواميث في العالم كان حدثًا مُفاجئًا لم يَسبقّهُ تدرُّجٌ يذكر، وفي نفس الوقت، فإن تاريخ الانقراض متزامنٌ تقريبًا مع تاريخ الدلائل الأولى على وُصول البشر الأوائل إلى الجزيرة. وعلى نفس الوتيرة، انقرضت آخر المواميث الصوفيَّة على الجانب الشرقي من جسر بيرنجيا (المنطقة التي تُمثّل الآن ألاسكا ويوكون) قبل 13,300 سنة، أي بعد وقتٍ قصير (حوالي ألف عام) من وُصول أول البشر إلى ذلك الإقليم، ويُمكن رُؤية هذا التوازي بين مجيء البشر وانقراض الكائنات لدى العديد من أنواع مجموعة الخرطوميّات الأخرى التي عاشت في العصر الپليستوسيني، مثل المستودون، إضافةً إلى مُعظم الحيوانات الضخمة الأخرى التي عاشت آنذاك في الأمريكيتين. في المُقابل، يبدو أنَّ جماعة المواميث التي نجت حتى فترةٍ مُتأخرة على جزيرة سينت باول ماتت قبل وُصول البشر إلى الجزيرة، والسَّبب في ذلك هو تقلُّص بيئتها الطبيعية نتيجة ارتفاع منسوب مياه البحر بعد العصر الجليدي، ورُبّما بدرجةٍ كبيرة بسبب انخفاض كميّات المياه العذبة المُتاحة لها.
قدَّرت دراسةٌ علميَّة من سنة 2008 أنَّ التغيُّرات المناخية التي تبعتْ نهاية العصر الجليدي الأخير أدّت إلى تقلُّص المساحات الطبيعيَّة التي يستطيعُ الماموث العيشَ فيها من 7,700,000 كم مُربَّع (قبل 42,000 سنة) إلى 800,000 كم مُربّع فقط (قبل 6,000 سنة). وفي الواقع، تعرَّضت المواميث لنكسةٍ أكبر من حيثُ خسارة بيئتها الطبيعية في حدثٍ وقع قبل 125,000 سنة، إلا أنَّها نجتْ منه، وأما انقراضُها الأخير (قبل 12,000 سنة) فسببُه على الأرجح هو أنَّ الإنسان القديم طاردها واصطادها مع نهاية العصر الجليدي الأخير. تفترضُ دراساتٌ على بعض آثار أقدام المواميث التي يبلغُ عمرها 11,300 إلى 11,000 عام والمُكتشفة في جنوب غربي كندا بأنَّ أعداد المواميث في تلك المنطقة انخفضت كثيرًا بعد وُصول الإنسان إليها، إذ إنَّ عدد آثار الأقدام التي تتركُها المواميث صغيرة السنِّ يتقلَّصُ كثيراً في تلك الحقبة.
قدَّرت دراسةٌ علميَّة صادرةٌ في عام 2010 أنَّ درجة حرارة الأرض قد ارتفعت بمُعدَّلٍ يصلُ إلى 0.2 درجة مئويَّة في دوائر العرض العالية على الأرض نتيجة انخفاض أعداد المواميث، وتفسيرُ ذلك هو أنَّ هذه الحيوانات، بضخامتها الشَّديد، كانت تأكلُ كميَّاتٍ هائلة من أشجار البتولا وتتسبَّب بتحويل الغابات إلى مُروجٍ عشبيَّة. وأما عند انقراضها فقد طغت غابات البتولا على العُروض العُليا من الأرض، وبما أنَّها تمتصُّ أشعَّة شمسٍ أكثر من مُروج العشب، فقد تسبَّبت بارتفاعٍ بسيط في حرارة المنطقة.

## عيِّنات المُستحاثات

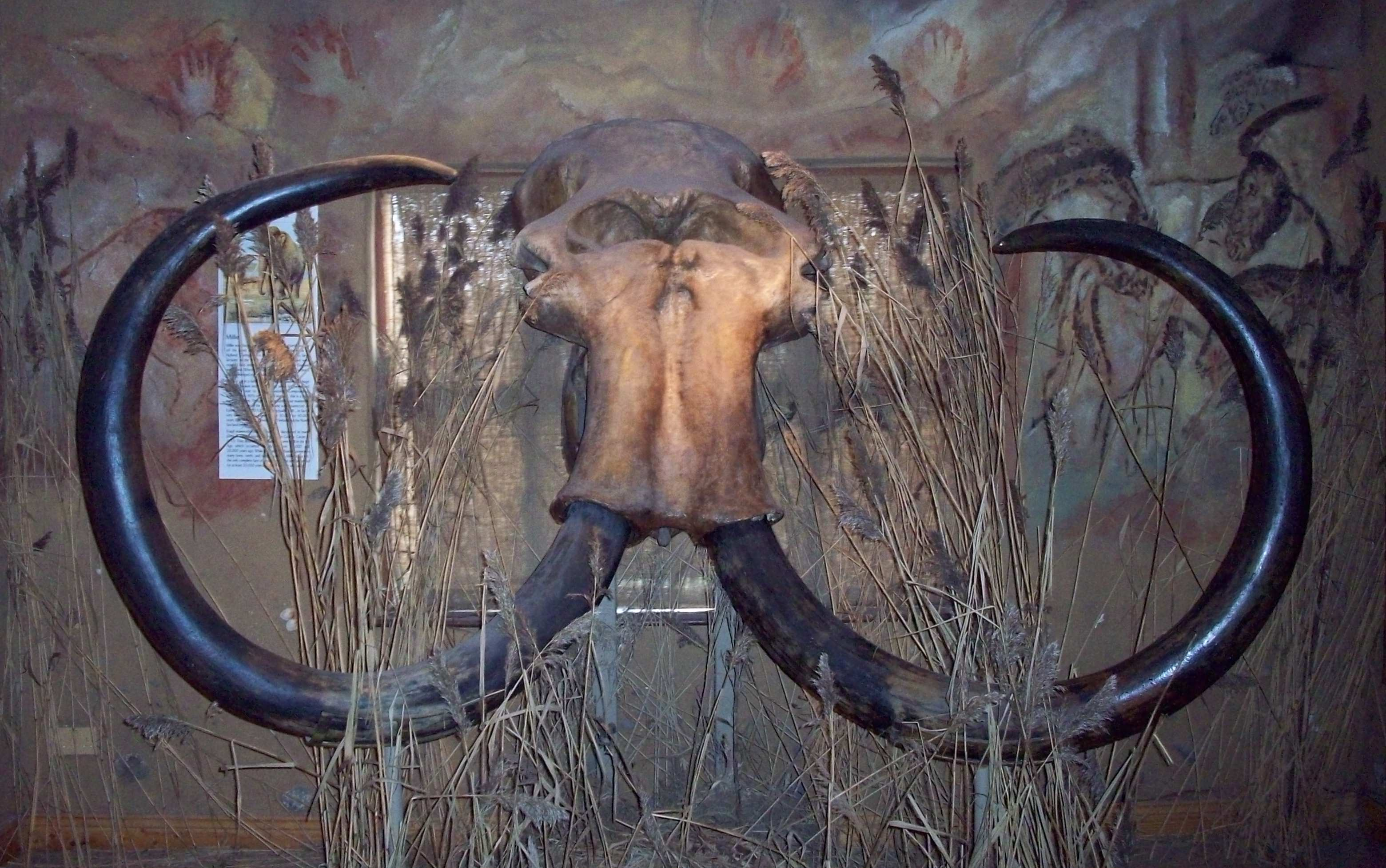
جمجمة اكتشفها الصيادون في بحر الشمال، موجودة في متحف ما قبل التاريخ، بأيرلندا.

تم العثور على حفريات (مستحاثات) للماموث الصوفي في العديد من الأماكن، مثل مجاري الأنهار والبحيرات السابقة، وأيضًا في منطقة دوگرلاند الغارقة في بحر الشمال، والتي كانت متجمدة خلال العصر الجليدي. وعادةً ما تكون هذه الحفريات مُجزأة ولا تحتوي على أنسجة لينة. ويُلاحظ وجود تجمعات لجيف الأفيال الحديثة في تجمعات أُطلق عليها اسم «مقبرة الأفيال»، وظن البعض -خطأً- أن هذه المواقع التي تذهب إليها الفيلة الحديثة هي نفس المواقع التي كانت تذهب إليها الفيلة القديمة لتموت. تم العثور على تجمعات مشابهة من عظام الماموث الصوفي، ويُعتقد أن هذه هي نتيجة حالات موت فردية بالقرب من الأنهار أو فيها على مدى آلاف السنين، وأن تيارات الماء جرفت العظام وجمعتها في مكان واحد. بعض التجمعات يُعتقد أنها بقايا لقطيع هلك كل أفراده في نفس الوقت، ربما بسبب الفيضانات. الأفخاخ الطبيعية، مثل ثقوب الغلاية أو البالوعات الجيولوجية وكذلك الطين، يحتمل أنها كانت توقع المواميث في أشراكها بين الحين والآخر.

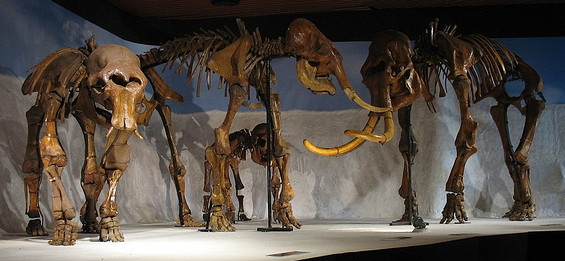
«أسرة مواميث صوفية» معروضة.

وبخلاف البقايا المُتجمدة، فإن الأنسجة الرخوة الوحيدة المعروفة للماموث الصوفي ترجع لعينة محفوظة عُثر عليها في فوهة نفطية في منطقة ستارنيا في بولندا. تم العثور على بقايا مُتجمدة للماموث الصوفي في الأجزاء الشمالية من سيبيريا بشكلٍ رئيسيّ وإلى حدٍ أقل في ألاسكا. وغالبًا ما تم العثور على هذه البقايا أعلى الدائرة القطبية الشمالية، في التربة المتجمدة. ويبدو أن الأنسجة اللينة كانت أقل عرضة للبقاء قبل فترة تتراوح بين 30,000 و15,000 سنة، رُبما لأن المُناخ كان أكثر اعتدالًا خلال تلك الفترة بحيثُ كانت الجيف أكثر عرضةً للتعفن والتحلل. مُعظم العينات المكتشفة كانت قد تحللت جزئيًا، بسبب تعرضها للكسح، أمَّا عملية «التحنيط الطبيعي» لِلكائنات الحية، أي انحفاظها بصورةٍ طبيعيَّة، فيتطلب دفن الحيوان بسرعة في سائل أو مواد شبه صلبة مثل الطمي والطين والمياه الجليدية، التي ما تلبث أن تتجمد.
إن وجود طعام غير مهضوم في المعدة وكذلك قرون البذور التي لا تزال في فم العديد من العينات يوحي بأنها لم تتعرض للموت جوعًا على الأرجح. كما أن نضج هذه النباتات يحدد وقت الوفاة بأنه الخريف وليس الربيع، ففي الربيع يُتوقع وجود الزهور. فربما وقعت الحيوانات من خلال الجليد في البرك أو الحفر الصغيرة، وماتت بها. ومن المعروف بالتأكيد أن الكثير منها لقت مصرعها في الأنهار، وربما جرفتها الفيضانات. ففي مكان واحد، على ضفاف نهر «بيرلخ» في ياقوتيا في سيبيريا، تم العثور على أكثر من 8000 قطعة من العظام لما لا يقل عن 140 ماموثًا في بقعةٍ واحدة، ويبدو أن تيارات الماء هي التي جمعتها.

### العيِّنات المُجمَّدة

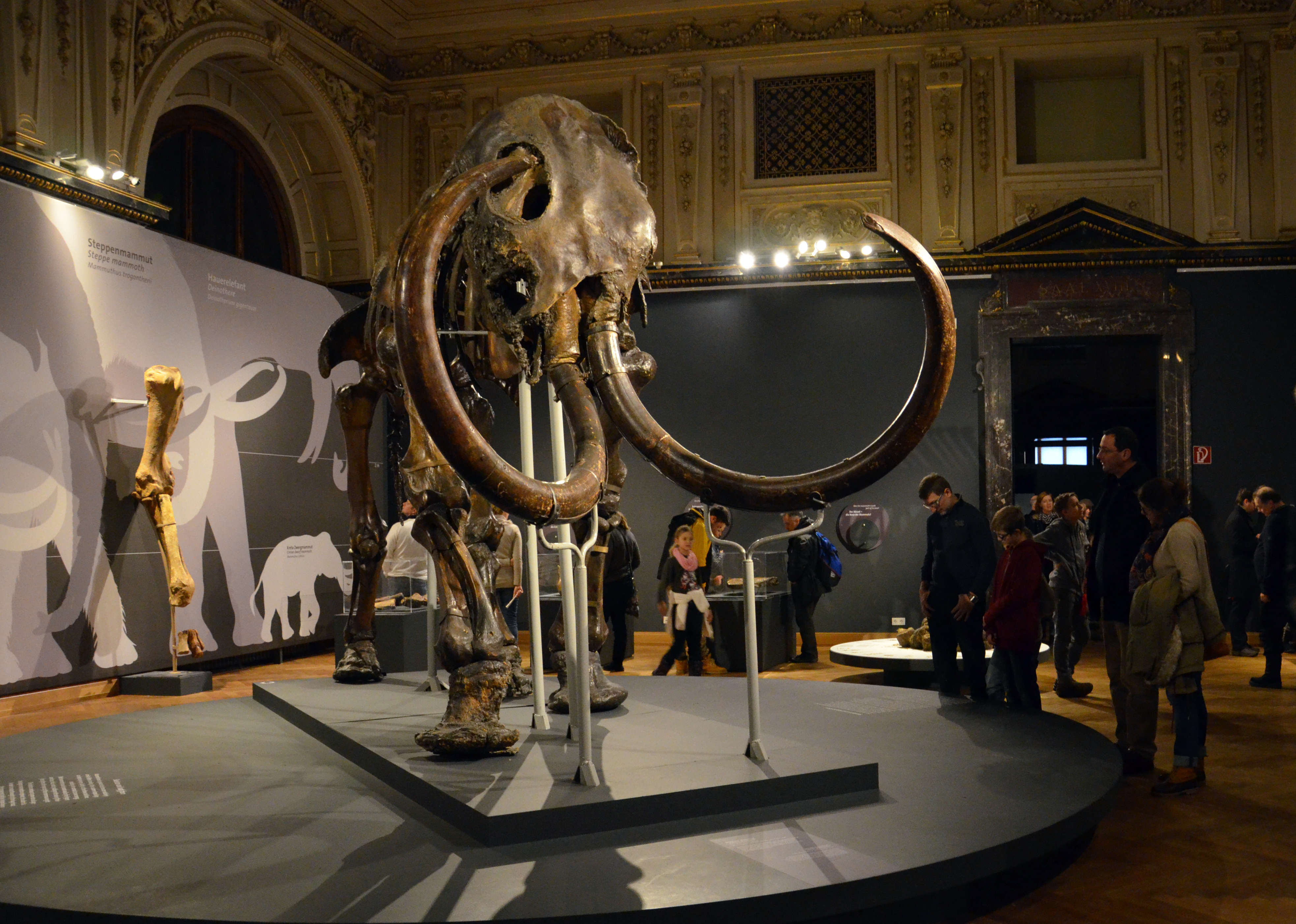
«ماموث آدمز» معروضٌ في متحف التاريخ الطبيعي في ڤيينا؛ يُمكن رؤية الجلد على رأسه وقدميه.

بين عامي 1692 و 1806، وصف العلماء أربعة مواميث مجمدة فقط عُثر عليها في أوروپَّا، ولم يتم الحفاظ على أيا من تلك الرُفات، ولم يُعثر على هيكل عظمي كامل خلال تلك الفترة. وبرغم أن الجيف المُجمدة العملاقة للماموث الصوفي اكتشفها الأوروپيون في وقت مبكر من عام 1728، إلا أن أول عينة موثقة توثيقًا كاملًا اكتشفت بالقرب من دلتا نهر لينا في عام 1799 من قِبَل صياد سيبيري يُدعى «أوسيپ شوماشوڤ». ترك شوماشوڤ الجليد حول العينة ليذوب حتى يتمكن من الحصول على الأنياب لبيعها إلى تجار العاج. وفي سنة 1806 في ياكوتسك، سمع عالم النباتات الروسي ميشيل فريدريش آدمز عن الماموث المتجمد. وعند وصوله إلى الموقع، اكتشفت آدمز أن الحيوانات البرية قد أكلت معظم أعضاء ولحم الماموث، بما في ذلك الجذع. فحص آدمز البقايا، وأدرك أنَّ ما تبقى يمثل الماموث الأكثر اكتمالًا حتى ذلك الوقت. استعاد آدامز الهيكل العظمي كاملًا، دون الأنياب، التي كان شوماشوڤ قد باعها بالفعل، كما استعاد إحدى الأرجل الأمامية، ومعظم الجلد، إضافة إلى حوالي 18 كيلوگرام (40 رطل) من الشعر. وخلال عودته اشترى زوج من الأنياب اعتقد بأنها تلك التي كان شوماشوڤ قد باعها. أحضر آدامز العينة إلى متحف علم الحيوان في معهد علوم الحيوان التابع للأكاديمية الروسية للعلوم، وتم إسناد مهمة تركيب الهيكل العظمي إلى ويليام گوتليب، الذي استعان بهيكلٍ عظميٍّ لِفيلٍ هنديٍّ معروض في متحف كونستكاميرا الذي أنشأه بطرس الأكبر، كمرجعٍ ودليلٍ له. تُعتبر هذه المُحاولة إحدى أولى المحاولات لإعادة بناء الهيكل العظمي لحيوانٍ مُنقرض. وكانت معظم عملية إعادة البناء صحيحة، عدا أنَّ گوتليب أخطأ فوضع كل ناب في الموضع الآخر، بحيث ظهرت منحنية إلى الخارج بدلا من الداخل، ولم يتم تصحيح ذلك الخطأ حتى عام 1899، وظل الموضع الصحيح لأنياب الماموث مثار جدل في القرن العشرين.

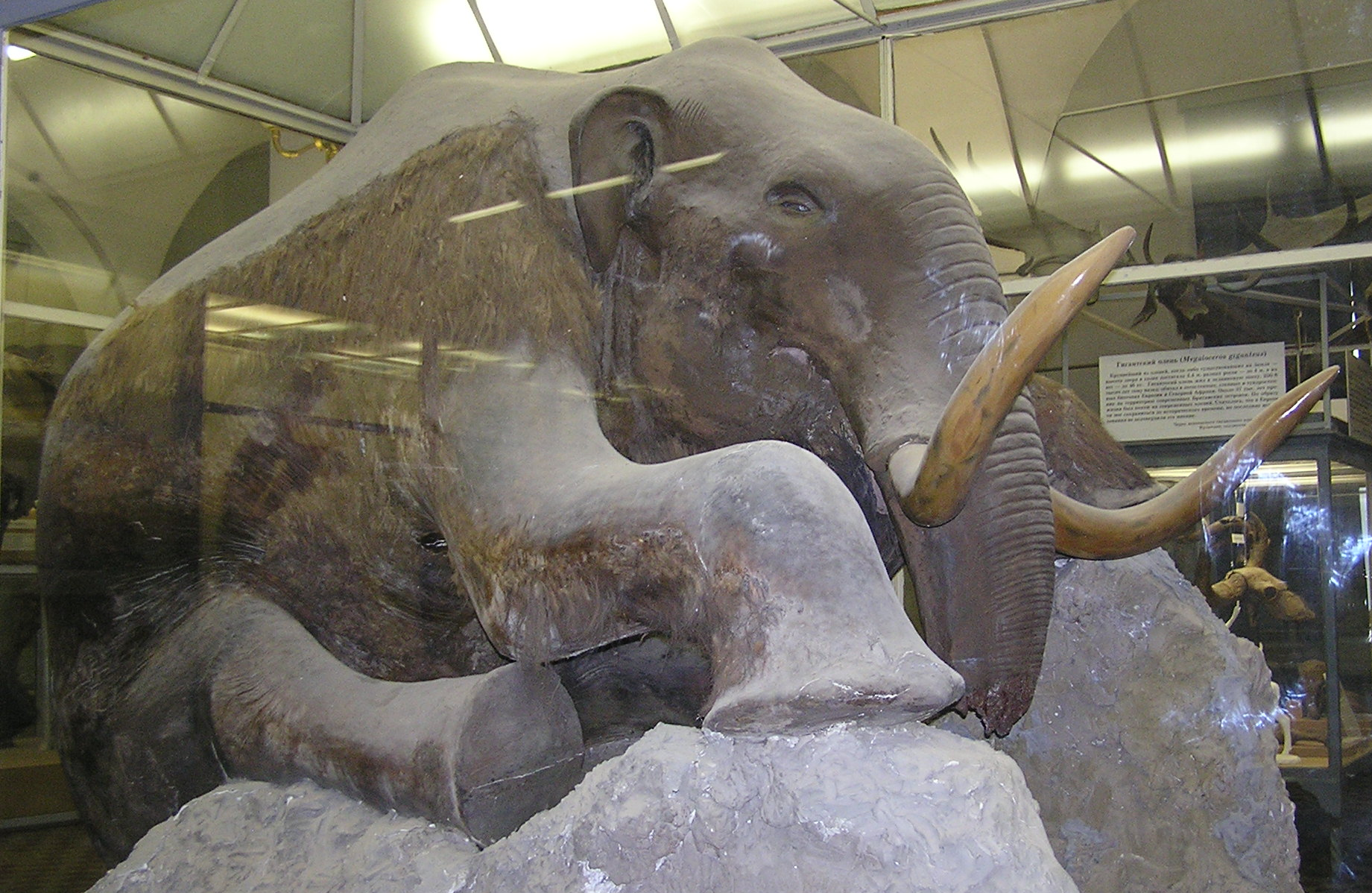
العينة الثالثة «ماموث بريزوڤكا»، في متحف علم الحيوان بمعهد علوم الحيوان التابع للأكاديمية الروسية للعلوم، في بطرسبرغ.

تعد مستحاثة «ماموث بريزوڤكا» المكتشفة عام 1901 هي الأفضل توثيقًا من بين الاكتشافات الأولى. وقد تم اكتشافها في نهر بريزوڤكا في سيبيريا، وقامت السلطات الروسية بتمويل أعمال الحفر والاستكشاف. واكتشف أن العشب لا يزال موجودًا بين أسنانها وعلى اللسان، وذلك يبين أنها قد ماتت فجأة. استغرقت حملة نبش واستخراج العينة والرجوع بها 10 أشهر، ولما استخرجت تم تقطيعها لتسهيل نقلها إلى بطرسبرغ. تم التعرف على العينة وأنها لِذكرٍ يتراوح سنه بين الخامسة والثلاثين والأربعين عام، وأنه نفق قبل 35,000 عامًا. وكان واضحًا أنه قد أصيب بكسر في أحد عظام الكتف، وربما يكون ذلك قد حدث إثر سقوطه في صدع.
بحلول عام 1929، كان قد تم توثيق بقايا 34 ماموثًا بها أنسجة متجمدة رخوة مثل الجلد واللحم أو الأعضاء الداخلية، أربعة فقط منها كانت كاملة نسبيًا. ومنذ ذلك الحين، تم العثور على العديد منها، وفي معظم الحالات ظهرت علامات تلف الجسد قبل تجمده. منذ عام 1860، أعلنت السلطات الروسية مكافأة تصل إلى 1000 روبل لمن يجد بقايا ماموثٍ صوفي. ظلت كثيرًا من هذه الاكتشافات سرًا بسبب الخرافات المحلية السائدة بين السُكَّان والتي تتعلَّق بِنبش هذه الكائنات أو نقلها. كما فقدت عدة جيف لأنه لم يتم الإبلاغ عنها، بل إن إحداها قد قُدمت غذاءًا لكلاب أحد الرُعاة. في السنوات اللاحقة، تم تكريس بعثات علمية للبحث عن الحفريات بدل الاعتماد على المصادفة. أشهر العينات المتجمدة هي تلك العائدة لِماموثٍ صغيرٍ عُثر عليه في عام 1948 في ألاسكا، وأُطلق عليه لقب «إيفي»، وتكوّنت تلك العينة من الرأس والجذع والرجل الأمامية، وتبين أنها ترجع إلى حوالي 25,000 سنة.

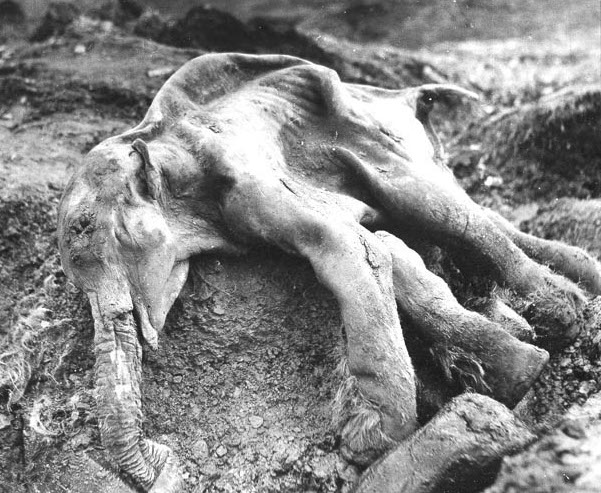
الدغفلة المتجمد «ديمة»، البالغة من العمر نحو سبعة أشهر.

في عام 1977، تم اكتشاف جيفة جيدة الحفظ لدغفلة ماموث صوفي تراوح عمرها ما بين سبعة إلى ثمانية أشهر، وأُطلق عليها اسم «ديمة». تم العثور على هذه الجيفة بالقرب من أحد روافد نهر كوليما في شمال شرق سيبيريا، وقُدر وزنها عند الموت بحوالي  100 كيلوگرام، وبلغ ارتفاعها 104 سنتيمترات وطولها 115 سنتيمتر. وباستخدام تحاليل الكربون المشعّ تبيَّن أن هذه الدغفلة  نفقت قبل حوالي 40,000 سنة. ووجد أن أعضاءها الداخلية مماثلة لأعضاء الفيلة الحديثة، لكن أذنيها ليست سوى واحد على عشرة من حجم أذن الفيل الأفريقي من نفس العمر. في عام 1988 في شبه جزيرة يامال تم العثور على دغفل أصغر تراوح عمره بين 3 و4 أشهر، لُقب بـ«ماسكا»، ولوحظ وجود تمزق في قدمه اليمنى يُحتمل أنه كان سبب النفوق.

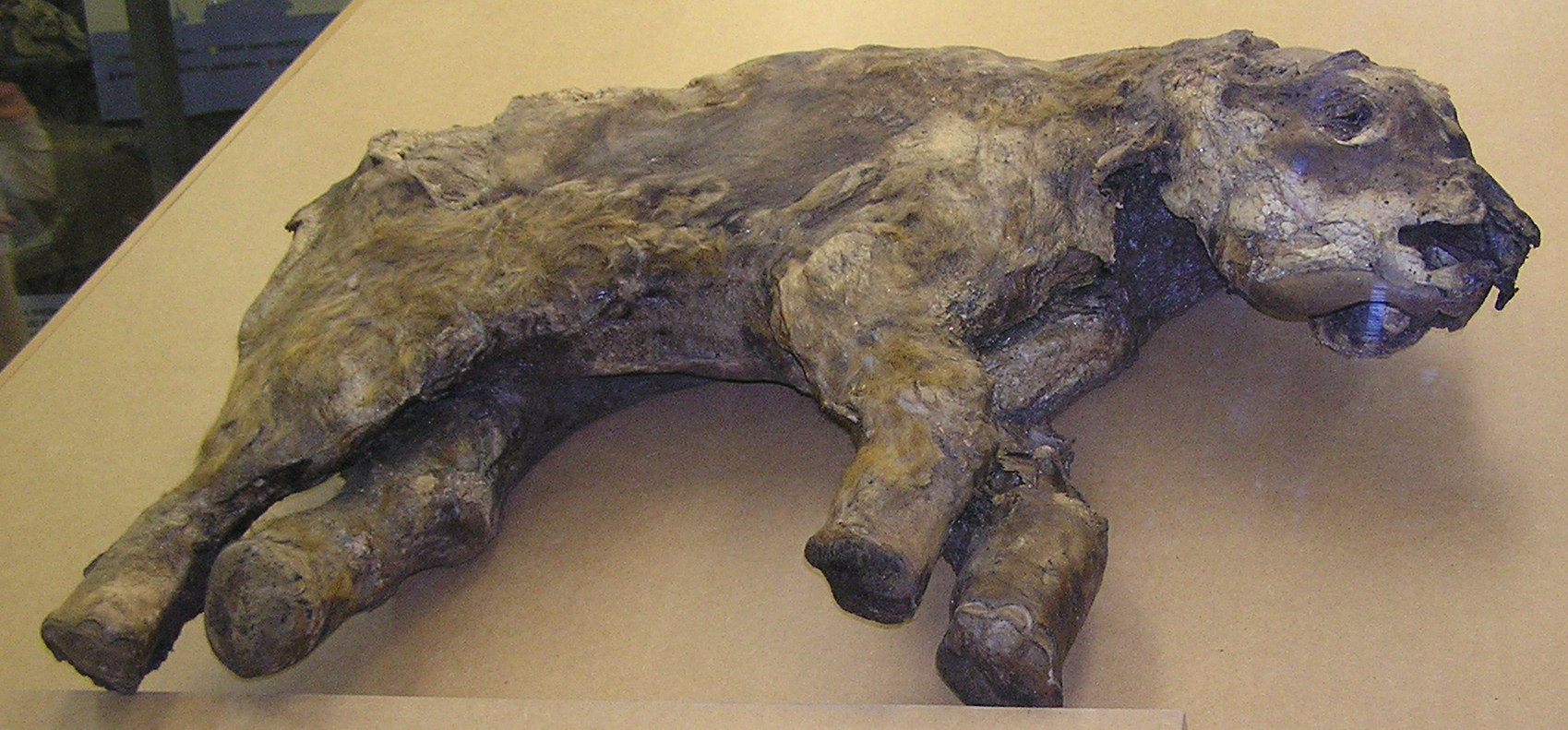
دغفل الماموث المسمى «ماسكا».

في عام 1997، اكتشفت قطعة من ناب ماموث بارزة من التندرة في تايميار في سيبيريا. وفي عام 1999، تم نقل هذه الجيفة التي بلغ عمرها 20,380 سنة ومعها 25 طنًا من الرواسب المحيطة بها بواسطة طائرة مروحية طراز ميل مي-26 القادرة على رفع الأحمال الثقيلة، حيث نقلتها إلى كهف الجليد في خاتانجا في روسيا، وأُطلق عليها اسم «ماموث جاركوڤ». وبدأت في تشرين الأوَّل (أكتوبر) سنة 2000 عمليات إزالة الجليد عنها بعناية في هذا الكهف باستخدام مجفف الشعر للحفاظ على الشعر والأنسجة الرخوة الأخرى سليمة.
في عام 2002، تم اكتشاف جيفة محفوظة جيدًا بالقرب من نهر ماكسونيوخا في شمال ياقوتيا، وتبين أنها تعود لذكر بالغ وصل طوله إلى 282.9 سنتيمترًا، وتراوح وزنه ما بين 4 و5 أطنان، وأُطلق عليها اسم «ماموث يوكاجير»، ويُرجح أنها تعود إلى 18,560 سنة مضت. وتعد هذه الجيفة واحدة من بين أفضل ما تم العثور عليه من جيف الماموث الصوفي، حيث وجدت بحالة فائقة الحفظ، فرأسها كان كاملًا تقريبًا، وجسدها مغطى بالجلد، لكنها فقدت جذعها، وتم العثور على بعض بقايا خلف القحف أيضًا، مع بعض الأنسجة الرخوة.
في عام 2007، تم اكتشاف جيفة دغفلة أنثى أُطلق عليها اسم «ليوبا»، بالقرب من جسر «يوريبي» على نهر يوريبي، وقُدِّر أنها تعود إلى 41,800 سنة. وتم تحديد عمرها عند النفوق بنحو شهر واحد، وذلك عن طريق قطع قسم من ضرسها وتحليل خطوط نموه. بلغ وزن الدغفلة المحنطة 50 كيلوگرامًا، وارتفاعها 85 سنتيمترًا، وطولها 130 سنتيمترًا. وقد عُثر عليها بحالةٍ جيدةٍ للغاية، حيث كانت عينيها وجذعها سليمة، واكتسى جسمها ببعض الفراء، وكانت أعضاؤها الداخلية وجلدها بحالة جيدة جدًا. يعتقد أن «ليوبا»  قد اختنقت في الطين عند عبور القطيع للنهر. بعد موتها، ربما تكون البكتيريا التي تنتج حمض اللبنيك قد بدأت بالعمل عليها، كما لو تم «تخليلها»، مما كان سببا في الحفاظ عليها في حالة جيدة.

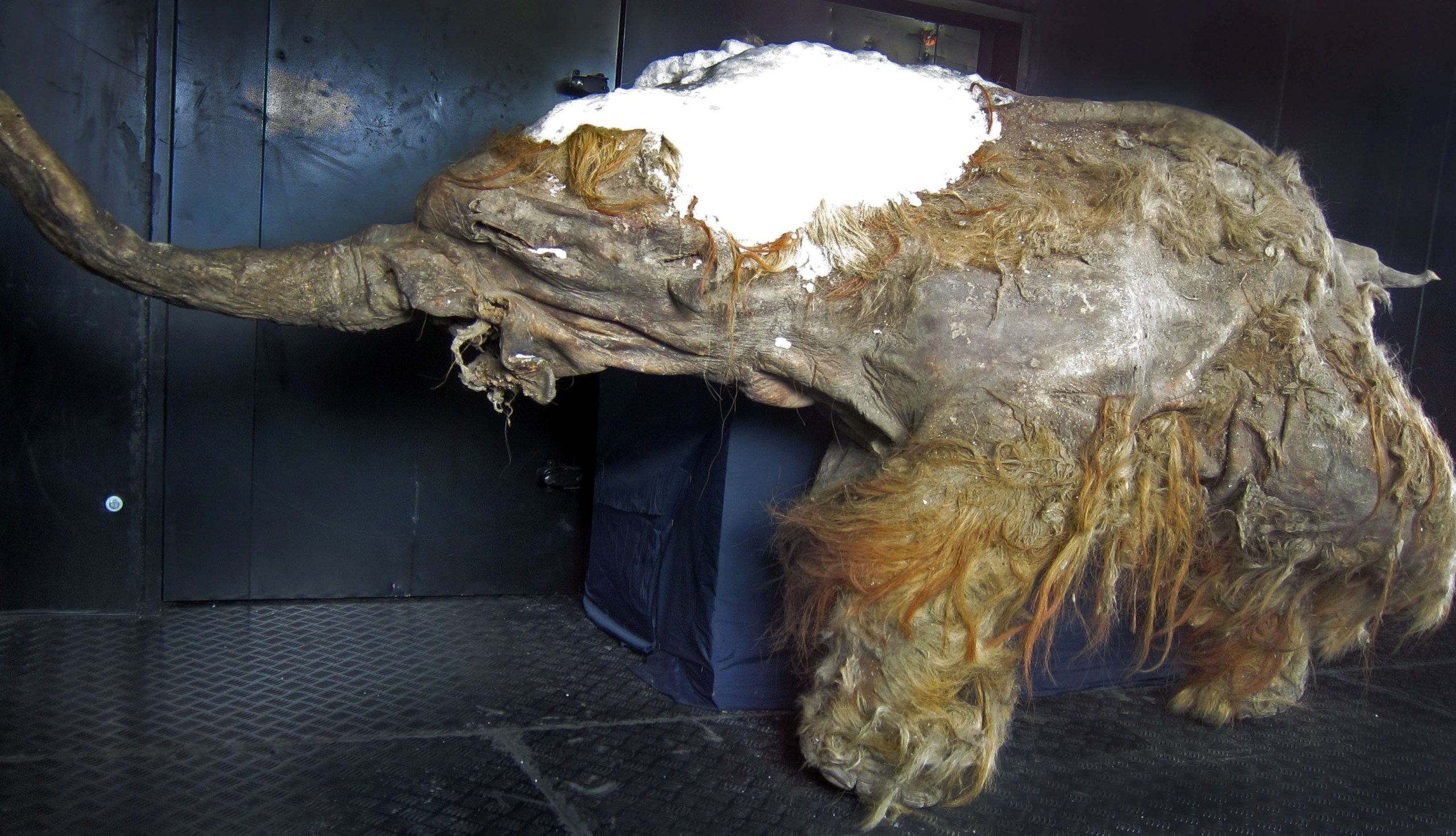
الدغفل المتجمد «يوكا».

في عام 2012، تم العثور على جيفة لماموث في سيبيريا، وعليها علامات تقطيع من صنع الإنسان. وقدَّر العلماء عمرها عند الموت بنحو 2.5 سنة، وأُطلق عليها اسم «يوكا»، وكانت الجمجمة والحوض مفقودة، ولكن وجدت في مكان قريب لاحقًا. وتم تجهيز جلد «يوكا» وتكوين مجسم محنط لها. وفي سنة 2019، تمكَّنت مجموعة من الباحثين من ضبط إشاراتٍ حيويَّةٍ نشطةٍ بُعيد زرع نواة خليَّة مأخوذة من يوكا في خليَّةٍ بيضيَّةٍ لِفأرة. تم اكتشاف ماموث آخر في تشرين الأوَّل (أكتوبر) من عام 2012، في تايميار، وقُدِّر أنه يعود إلى 30,000 سنة، وعُرِف رسميًا باسم «سبوكارجا»، ولُقِّب بـ«زينيا» وهو اسم الصبي الذي وجده.
في عام 2013، تم العثور على جيفة بحالة جيدة على جزيرة «مالي لياخوفسكي»، وهي إحدى جزر أرخبيل سيبيريا الجديدة، وتعود إلى أنثى قٌدِّر عمرها عند النفوق ما بين 50 و60 سنة، وكانت أنسجة عضلاتها محفوظة بحالة جيدة، وعندما تم استخراجها من الجليد، سالت بعض الدماء من تجويف البطن، وفسر المكتشفون هذا بأنه يشير إلى أن دم الماموث الصوفي يمتلك خصائص مضادة للتجميد.
في عام 2022، ووفقًا لموقع ساينس ألرت؛ اكتشف عمال مناجم في إقليم يوكون بكندا دغفل ماموثٍ صوفيّ يبلغ أكثر من 30 ألف عام، وكان الأكثر اكتمالًا بين جميع المواميث التي عُثر عليها حتى تاريخه، حيث أنه احتفظ بشكله الكامل.

### استرجاع الماموث

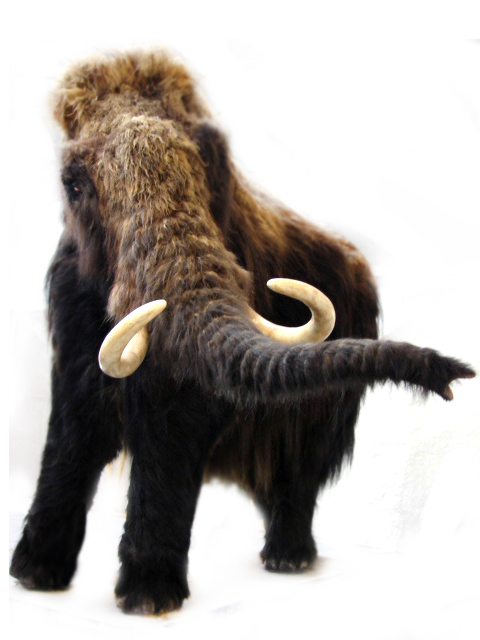
مُجسَّم لماموثٍ بالغ، معروض في متحف التاريخ الطبيعي، بِمدينة شتوتغارت.

أدَّى وجود أنسجة لينة محفوظة ذات حمض نووي سليم للمواميث الصوفية إلى ظهور فكرة إمكانية استعادة ذلك الحيوان بوسائل علمية. وقد اقترحت عدة طرق لتحقيق ذلك، ومنها الاستنساخ، وفيه يتم إزالة النواة التي تحتوي على الحمض النووي من بويضة أنثى الفيل، واستبدالها بنواة من نسيج الماموث الصوفي، وبعدها يتم تحفيز الخلية لانقسام، ثم توضع مرة أخرى في رحم أنثى الفيل، وبذلك فإن الدغفل الناتج سيكون له جينات الماموث الصوفي.
الطريقة الثانية المقترحة لاسترجاع الماموث الصوفي هي التلقيح الصناعي، وذلك بتلقيح بويضة الفيل بالحيوانات المنوية الموجودة بأحد الجيف المتجمدة للماموث. وبذلك ينشأ هجين بين الفيل والماموث، ويتم تكرار هذه العملية أكثر من مرة، حتى يمكن استخدام الهجين في التكاثر. بعد عدة أجيال من التهجين، سوف يُنتج ماموثًا صوفيًّا نقيًّا تقريبًا. لكن  من المعلوم أنَّ الخلايا المنويَّة للثدييَّات الحديثة يمكن الاحتفاظ بها لمدة 15 سنة على الأكثر تحت تجميد قوي، وهذا يمثل عائقًا أمام هذه الطريقة، إذ أنَّ الخلايا المنويَّة لِلماموث الصوفي مضى على تجمُّدها آلاف السنوات. في عام 1978 أجريت إحدى التجارب الشبيهة بِهذا المُقترح، حيث تم تهجين فيل آسيوي وفيل إفريقي اصطناعيًّا، ونتج عن هذه العمليَّة دغفل حي أُطلق عليه اسم «موتي»، ولكنه مات بسبب عيوب خلقية بعد أقل من أسبوعين.

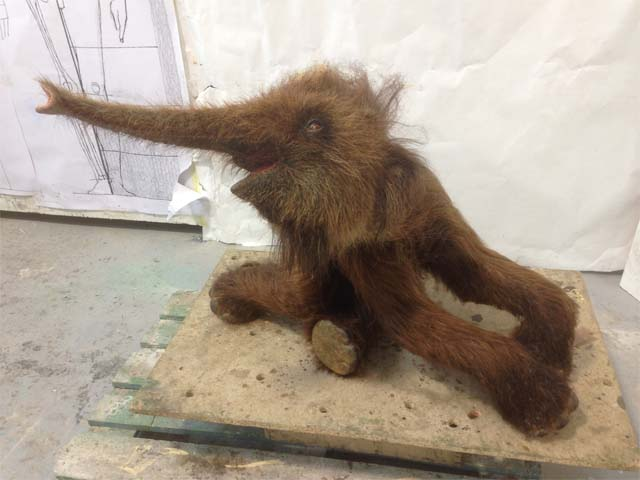
مُجسَّم الدغفلة الصغيرة «ديما»، في شتوتغارت.

في عام 2008 وجد فريق ياباني الحمض النووي في أدمغة فئران كانت قد جُمِدت لمدة 16 عامًا صالحًا للاستخدام. وأعلنوا أنهم يأملون في استخدام أساليب مشابهة للعثور على الحمض النووي للماموث صالحًا للاستعمال. في عام 2009، أصبح الوعل الپيريني (وهو نُويع من الوعول الإسپانية) أول حيوان منقرض يتم استنساخه مرة أخرى إلى الحياة. ولقد عاش الحيوان المستنسخ لسبعة دقائق فقط قبل أن يموت بسبب عيوب في الرئة. وحيث أن خريطة الجينوم للماموث الصوفي تم معرفة ترتيبها تمامًا، فقد يكون من الممكن استعادة مجموعة كاملة من صبغيَّات (كروموسومات) الماموث الصوفي في المستقبل، بإضافة كروموسومات الماموث إلى كروموسومات الفيلة الآسيوية، وهو ما يمثل طريقة أكثر جدوى، لكن أكثر صعوبة ومكلفة لإعادة إنتاج الكائنات. وإذا نجحت هذه العملية في أي وقت، فهناك خطط لإعادة إدخال المواميث الصوفية إلى «المُنتزه الپليستوسيني»، وهي محمية للحياة البريَّة في سيبيريا.
وبحلول مارس عام 2015، تم نسخ جينات الماموث الصوفي في جينوم الفيل الآسيوي، وذلك باستخدام تقنية كريسپر لتعديل الحمض النووي. حيث أخذت عينات من الجينات الوراثية للماموث المتجمد، بما في ذلك جينات للآذان، والدهون تحت الجلد، وصفات الشعر، وتم نسخها في الحمض النووي لخلايا من جلد فيل حديث. وتعد هذه هي المرة الأولى التي تم فيها تنشيط جينات المواميث الصوفيَّة منذ انقراضها.
ويتساءل الباحثون حول الماموث عن الأخلاقيات المتعلقة بهذه المحاولات لاستعادته. فبالإضافة إلى المشاكل التقنية، ليس هناك الكثير من البيئات التي يمكن أن تكون موطنًا مُناسبًا لِهذه الكائنات. ولأن هذه الحيوانات كانت اجتماعيَّة تعيش في قطعان، فإن استنساخ عيِّناتٍ قليلةٍ منها لن تكون مُناسبة. كما إنَّ الوقت والموارد المطلوبة ستكون هائلة، بينما الفوائد العلمية غير واضحة، وذلك يُرجِّح توجيه الموارد لِلحفاظ على أنواع الفيلة الموجودة والتي تتعرض لخطر الانقراض. كما تُثار تساؤلات حول استخدام فيلة كأُم بديلة في مُحاولات الاستنساخ، لأنَّ مُعظم الأجنَّة لا تبقى على قيد الحياة، وسيكون من المُستحيل معرفة الاحتياجات الحقيقيَّة للدغفل المستنسخ.

## الأهمية الثقافية

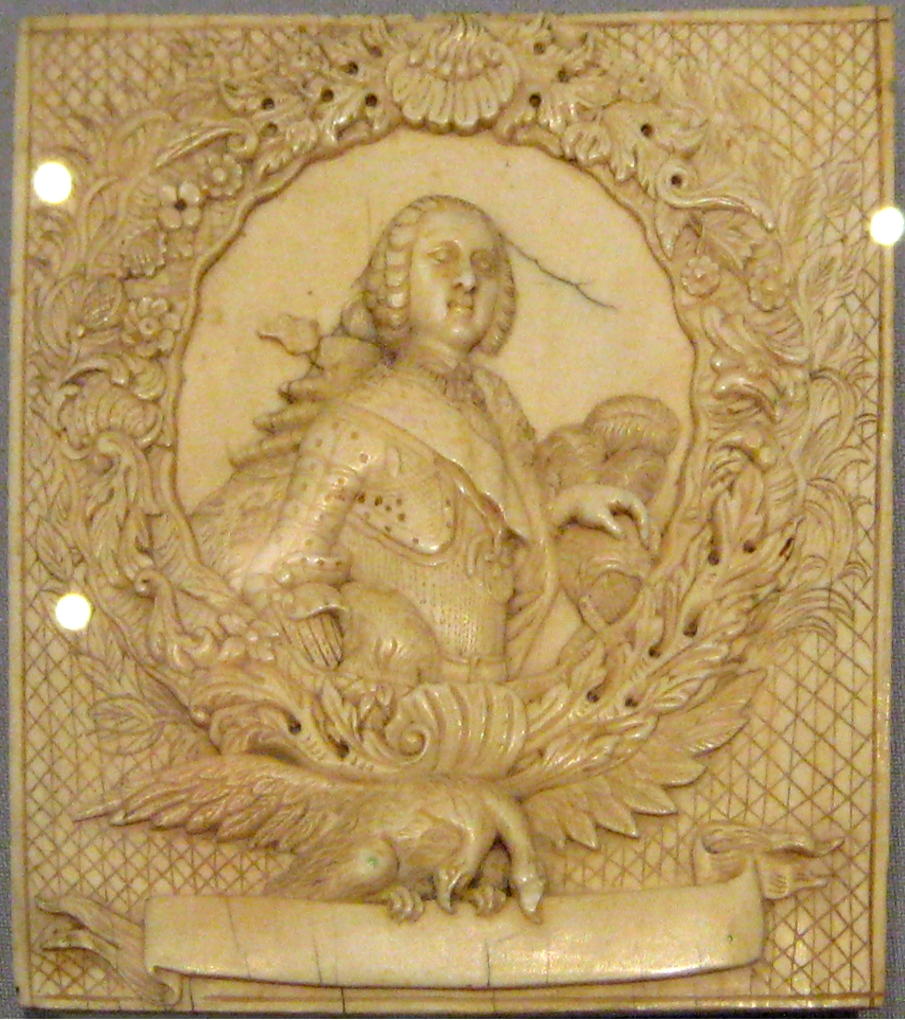
صورة لبطرس الثالث إمبراطور روسيا منقوشة على عاج الماموث.

ظل للماموث الصوفي نفس الأهمية الثقافية لفترة طويلة بعد انقراضه. حيث وجد سكان سيبيريا منذ فترة طويلة بقايا هذه الكائنات، واهتموا بجمع أنيابها من أجل تجارة العاج. وكان سكان سيبيريا يعتقدون أن بقايا الماموث الصوفي تعود إلى حيوانات عملاقة شبيهة بالطُوبِين كانت تعيش تحت الأرض وماتت عندما خرجت إلى السطح. 
ظلت أنياب الماموث الصوفي تعتبر من أبرز مواد التجارة في آسيا لفترات طويلة قبل أن يعرف بها الأوروپيين. ففي القرن الثالث عشر كان الخاقان المغولي جيوك خان له عرش مصنوع من عاج الماموث الصوفي. وتأثرت موسوعة الأدوية الصينية بما اعتقده المواطنون في سيبيريا باعتبار الماموث مخلوقًا أشبه بالطُوبِين كان يوجد تحت الأرض، فقد سجلت الماموث على أنه أحد «القوارض الخفية». كما استخدمت الشعوب الأصلية في أمريكا الشمالية أيضًا عاج الماموث الصوفي وعظامه لصنع الأدوات والقطع الفنيَّة. وكما كان الحال في سيبيريا، فإن لسكان أمريكا الشمالية الأصليين أساطير حول الماموث، فقد اعتقد سكان ألاسكا الأصليون (الأنوپياك) أنَّ تلك العظام تعود إلى مخلوقات تختبئ تحت الأرض، بينما أرجعتها شعوب أخرى إلى حيوانات بدائية عملاقة. وقد فسر المراقبون تلك الأساطير على أنها تمثل شيئًا من الذاكرة الشعبية عن الفيلة المنقرضة، في حين يرى غيرهم من العلماء أن الذاكرة الشعبية لا يمكنها الصمود لفترة طويلة.

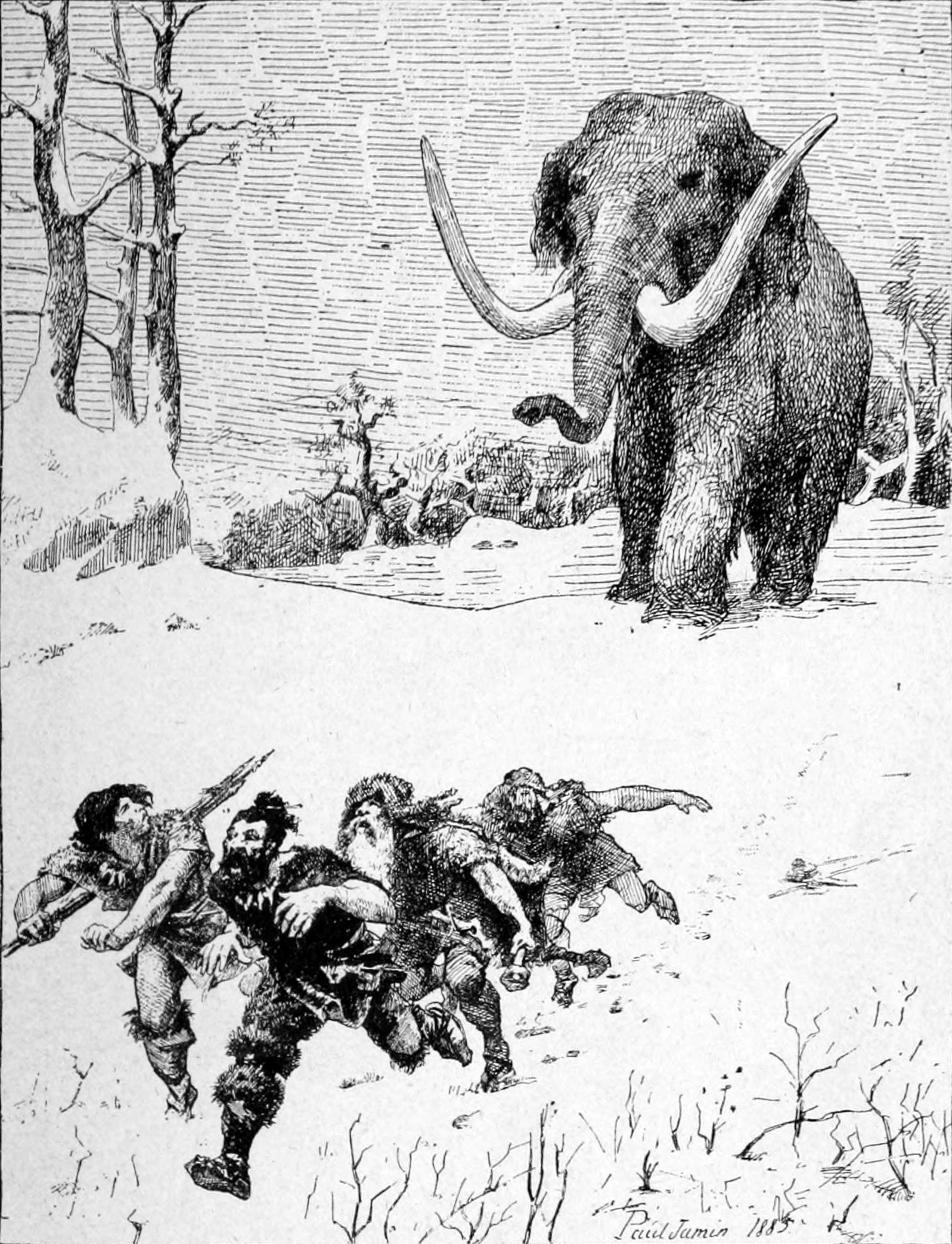
رسم للماموث للفنان پول جامين، 1885.

هناك تقارير تحدد أنه تم تصدير عاج الماموث السيبيري إلى روسيا وأوروپَّا في القرن العاشر. ووصل أول عاج سيبيري إلى أوروپَّا الغربيَّة وتحديدًا إلى لندن في سنة 1611. وعندما احتلت روسيا سيبيريا، نمت تجارة العاج وأصبح سلعة يتم تصديرها على نطاق واسع، وكثرت الحفريات للبحث عنها. وفي القرن التاسع عشر وما بعده، أصبح عاج الماموث الصوفي سلعة ثمينة للغاية، وصار يُستخدم كمادة خام لكثيرٍ من المنتجات. واليوم يتزايد الطلب عليها كبديل عن العاج الأفريقي لحظر تصدير العاج من أفريقيا، ويسميها البعض باسم «الذهب الأبيض». ويُقَدّر التُجَّار المحليون أن هناك 10 ملايين ماموث لا تزال مُجمَّدة في سيبيريا، وقد اقترح أنصار حماية البيئة أن هذا يمكن أن يساعد في إنقاذ الأنواع الحيَّة من الفيلة من الانقراض، حيث يصطاد الصيادون الفيلة من أجل العاج، وبذلك يمكن أن يكون عاج الماموث بديلًا لِتلبية الطلب المُتصاعد على العاج الأفريقي. وقد تمَّ حظر تجارة عاج الفيل في معظم الأماكن في عام 1989 م بعد مؤتمر لوزان، ولكن بعض التُجَّار يضعون علامة «عاج الماموث» على عاج الفيل لتهريبه عبر الجمارك. ويُعد عاج الماموث مُشابهًا لِعاج الفيل، ولكن عاج الماموث يميل أكثر للون البني وبه خطوط بصميَّة تُشبه خطوط بصمة الإنسان تُعرف بـ«خُطوط شريغر»، وهي أكثر خشونة في ملمسها. في القرن الحادي والعشرين، أدى الاحتباس الحراري إلى جعل الوصول إلى أنياب الماموث في سيبيريا أسهل، حيث زاد معدل ذوبان الجليد، وظهرت المواميث الموجودة بداخل الثلج.
هناك قصص كثيرة متداولة عن لحوم الماموث الصوفي المتجمدة التي كان يتم استهلاكها فور إذابتها، خاصة قصة الماموث «بريزوڤكا»، ولكن معظم هذه القصص مشكوك فيها. فقد كانت الجيف في معظم الحالات بالية، ورائحتها كريهة مُنتنة بحيث لا يستسيغها المستكشفون أو حتى كلابهم المُرافقة. ويبدو أن هذه اللحوم قد أوصي بها كعلاج لِبعض الأمراض في الطب التقليدي الصيني، وفي بعض الأحيان قام المواطنون في سيبيريا بطهي لحوم الجيف المتجمدة التي اكتشفوها.

### إدعاءات بقائه

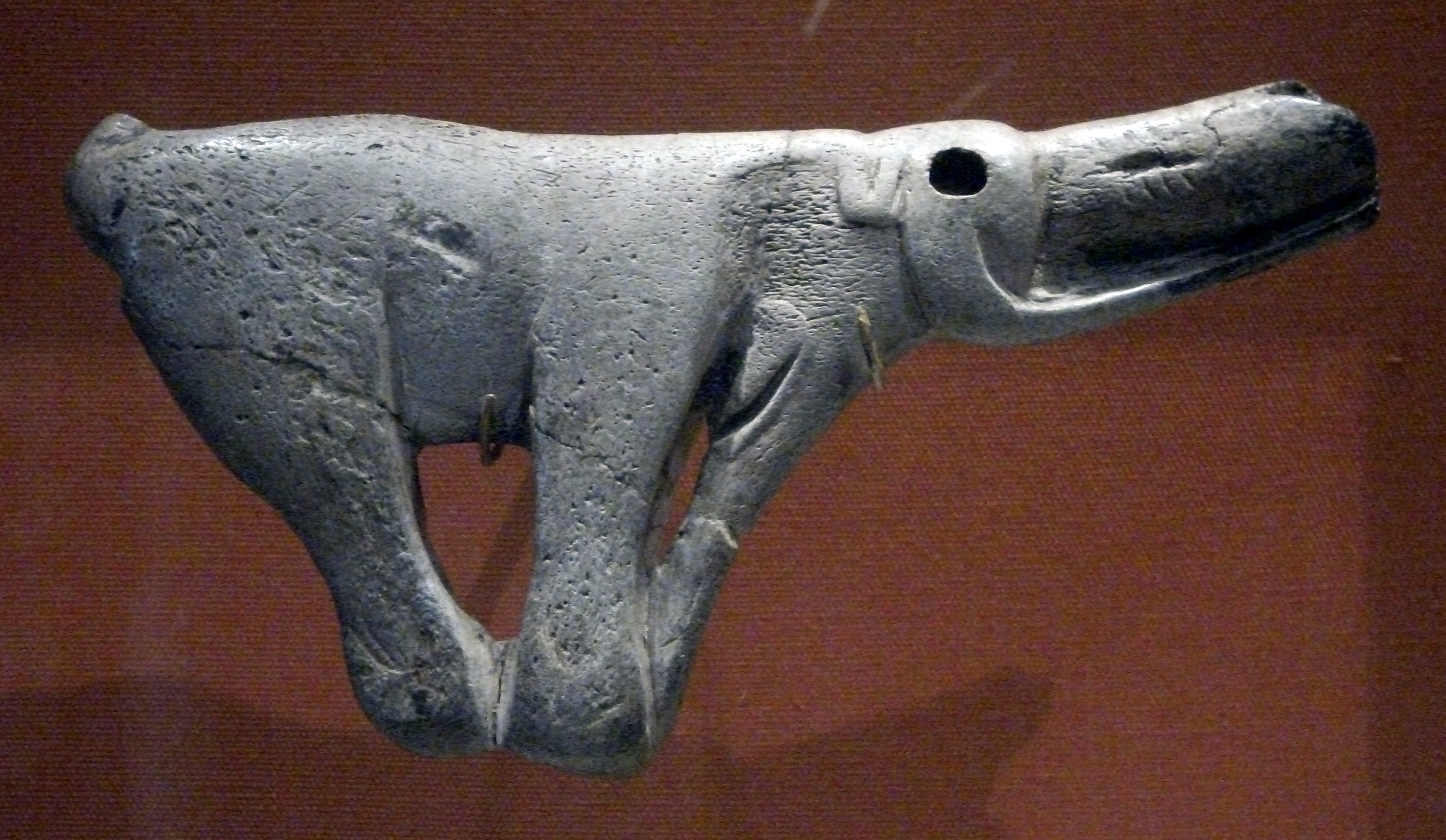
منحوتة على شكل ماموث تبلغ من العُمر 16,500 عام اكتُشفت في فرنسا، معروضة في المتحف البريطاني.

كانت هناك إدعاءات بأن الماموث الصوفي لم ينقرض، وأنه رُبما توجد قطعان صغيرة معزولة باقية على قيد الحياة في الصحاري الباردة الشاسعة وغير المأهولة في النصف الشمالي من الكُرة الأرضيَّة. في القرن التاسع عشر، صدرت عدة تقارير عن «وحوش كبيرة صوفية» إلى السلطات الروسية من قبل رجال القبائل في سيبيريا، ولكن لم يتم تقديم دليل علمي على صحة ذلك. وفي عام 1946 قال «م. گالون» القائم بالأعمال الفرنسي في فلاديفوستوك أنه في عام 1920 كان قد التقى أحد الصيادين الروس الباحثين عن الفراء، وأن ذلك الصياد ادعى أنه رأى عملاقًا حيًّا، فروى أنه رأى «فيلة» ذات فراء في الغابات الشمالية بإحدى مناطق التايغا. وأضاف گالون أن الصيَّاد لم يسمع عن الماموث من قبل. نظرًا لِمساحة سيبيريا الكبيرة، فإنَّهُ لا يُمكن استبعاد احتمال وجود ماموث صوفي على قيد الحياة، ولكن كُل الأدلَّة تُشير إلى أنَّ هذه الحيوانات قد انقرضت مُنذ آلاف السنين. ويرجح أن هؤلاء المواطنين قد اكتسبوا معرفتهم عن الماموث الصوفي من الجيف التي وجدوها، والتي كانت مصدر أساطيرهم عن تلك الحيوانات.
في أواخر القرن التاسع عشر، كانت هناك شائعات عن وجود ماموث على قيد الحياة في ألاسكا، وفي تشرين الأوَّل (أكتوبر) 1899، ذكر «هنري توكيمان» أنه قتل ماموثًا في ألاسكا وتبرع به لاحقًا إلى مؤسسة سميثسونيان في واشنطن العاصمة، في حين نفى المتحف وجود أي جيفة لِماموث وأنَّ هذه القصة هي خدعة. ويعتقد «بينغت شوغرن» أن تلك الأُسطورة بدأت عندما سافر عالم الأحياء الأمريكي تشارلز هاسكينز تاونسند إلى ألاسكا، ورأى تداول الإسكيمو لِأنياب الماموث، وتساءل عمَّا إذا كان الماموث لا يزال يعيش في ألاسكا، وأظهر لهم رسمًا لذلك الحيوان.

### كتاب
- Lister، A.؛ Bahn، P. (2007). Mammoths - Giants of the Ice Age (ط. 3). London: Frances Lincoln. ISBN:978-0-520-26160-0. OCLC:30155747.

## وصلات خارجيَّة
- متحف التاريخ الطبيعي: «آخر المواميث» - ڤيديو من ثلاث دقائق حول انقراض المواميث الصوفيَّة، تقديم أدريان لستر.
- ناشونال جيوغرافيك: «صيدُ أنياب المواميث» - ڤيديو من دقيقتين حول تجميع أنياب المواميث الصوفيَّة في الفترة المُعاصرة في سيبيريا.